# Saint-Georges-de-Didonne
Pour les articles homonymes, voir Saint-Georges, Saint Georges (homonymie) et Georges.
Saint-Georges-de-Didonne (prononcé [sɛ̃.ʒɔʁʒ.də.di.dɔn]) est une commune du Sud-Ouest de la France, située dans le département de la Charente-Maritime et la région Nouvelle-Aquitaine. Ses habitants sont appelés les Saint-Georgeais et les Saint-Georgeaises.
Importante station balnéaire et climatique du Royannais et de la côte de Beauté, sur la rive droite de l'embouchure de l'estuaire de la Gironde et à proximité immédiate de l'océan Atlantique, Saint-Georges-de-Didonne est un des principaux pôles économiques et touristiques de l'agglomération royannaise, ville dont elle est une des principales banlieues résidentielles et une composante de l'aire d'attraction de Royan définie par l'Insee en 2020. Sa population est de 5093 habitants (2020) — passant à plus de 50 000 habitants pendant la saison estivale — au cœur d'une Communauté d'agglomération Royan Atlantique forte de 83 661 habitants (2019).
La ville connaît son plein essor au XIXe siècle, grâce à la mode des bains de mer importée d'Angleterre. De petit port de pilotes-lamaneurs, Saint-Georges-de-Didonne devient un lieu de villégiature prisé des écrivains (Jules Michelet y séjourne), des artistes (Odilon Redon, Fernand Pinal, Léonce Chabry) mais aussi des personnalités politiques (Édouard Herriot), voire des têtes couronnées (le roi Alphonse XIII d'Espagne). Intégrée à la forteresse allemande de la poche de Royan à la fin de la Seconde Guerre mondiale, la ville sort relativement épargnée des combats, au contraire de sa célèbre voisine, anéantie par des bombardements alliés, mais est cependant classée « ville sinistrée » et est décorée de la croix de guerre avec étoile de bronze (citation à l'Ordre du régiment). De ce fait, elle conserve son centre ancien, aujourd'hui semi-piétonnier, et quelques monuments historiques.
Jouant volontairement la carte du tourisme « familial », labellisée Famille Plus, Saint-Georges-de-Didonne met en avant sa conche de sable fin, plus grande plage intra-muros de la Charente-Maritime, ses infrastructures touristiques et ses animations, notamment le festival Humour et Eau salée. La commune met également en valeur son patrimoine naturel, bénéficiant de la présence sur son territoire d'une vaste pinède, la forêt de Suzac — un des trois poumons verts de l'agglomération royannaise avec la forêt domaniale de la Coubre et la forêt des Combots d'Ansoine — et d'un site naturel protégé par le Conservatoire du littoral, la pointe de Suzac. Elle s'inscrit en outre depuis 2015 dans le périmètre du parc naturel marin de l'estuaire de la Gironde et de la mer des Pertuis.

## Géographie

### Présentation
« La dune seule appartient en propre à Saint-Georges ; interposée comme transition et comme opposition entre la terre et la mer (...) Et tout cela sur un espace étroit, en miniature, sous la main, côte à côte ; la dune à toucher la prairie ; le pin maritime murmurant sur le saule, incliné lui-même sur le ruisseau ; et sur tout cela un ciel d'une finesse et d'une délicatesse, d'une richesse et d'une variété de ton à désespérer le génie de Véronèse. »

— Eugène Pelletan, Royan, la naissance d'une ville, 1876
Localisée au sud-ouest du département de la Charente-Maritime, en région Nouvelle-Aquitaine, sur la rive droite de l'embouchure de la Gironde, face aux côtes du Bordelais (Médoc) et à proximité immédiate de l'Océan Atlantique, Saint-Georges-de-Didonne est une commune du midi atlantique qui peut être rattachée tout à la fois au Grand Ouest français et au Grand Sud-Ouest français. Elle forme un ensemble de 1058 hectares, constitué pour partie de territoires urbanisés, de territoires agricoles (au nord, vers Médis et Semussac) et d'espaces naturels d'une grande richesse faunistique et floristique (forêt et pointe de Suzac, marais de Chenaumoine et de la Briqueterie).
Elle appartient à un ensemble géographique constitué par la presqu'île d'Arvert, et s'inscrit dans le périmètre de l'agglomération royannaise et de la côte de Beauté. Administrativement parlant, elle appartient à l'arrondissement de Rochefort et au canton de Royan, après avoir longtemps été rattachée au canton de Saujon, puis, jusqu'au mois de mars 2015, de Royan-Est.
Comptant parmi les principaux pôles touristiques et économiques de la proche banlieue royannaise, Saint-Georges-de-Didonne bénéficie d’une situation privilégiée au cœur de l’arc atlantique, au carrefour de plusieurs centres urbains parmi lesquels Saintes, Rochefort ou encore La Rochelle. La capacité d’attraction de la capitale et grande métropole régionale, Bordeaux, distante d’un peu moins de cent kilomètres, reste particulièrement sensible.
La ville est distante de 3,3 kilomètres du centre-ville de Royan, de 4,9 kilomètres de Médis, de 6,7 kilomètres de Vaux-sur-Mer et de Meschers-sur-Gironde, de 7,5 kilomètres de Saint-Sulpice-de-Royan, de 7,8 kilomètres de Saint-Palais-sur-Mer, de 9,4 kilomètres de Saujon, de 10,5 kilomètres de Breuillet, de 13,3 kilomètres de Cozes, de 21,3 kilomètres de La Tremblade, de 25,7 kilomètres de Marennes, de 32,2 kilomètres de Saintes, de 37,5 kilomètres de Rochefort, de 62,8 kilomètres de La Rochelle, la préfecture départementale et de 91,1 kilomètres de Bordeaux, la capitale et métropole régionale.
Les infrastructures routières mettent la ville à moins d’une heure de voiture de Saintes (40 minutes) et de Rochefort (50 minutes), où se trouvent les principaux accès autoroutiers et environ une 1 heure 30 de La Rochelle au nord et Bordeaux au sud. Enfin, il faut compter un peu plus de deux heures pour aller à Poitiers ou sur le bassin d’Arcachon et à peine 3 heures 30 pour se rendre dans les plus proches montagnes, les Pyrénées basques.

### Communes limitrophes
|                             | Royan                    | Médis    |
| Océan Atlantique            | Saint-Georges-de-Didonne | Semussac |
| Le Verdon-sur-Mer (Gironde) | Meschers-sur-Gironde     |          |

### Cadre géographique
« Les deux plages demi-circulaires, de Royan et de Saint-Georges, sur leur sable fin, donnent aux pieds les plus délicats la plus douce promenade qu’on prolonge sans se lasser dans la senteur des pins qui égayent la dune de leur jeune verdure. Les beaux promontoires qui séparent ces plages, et les landes de l’intérieur vous envoient, même de loin, des salubres émanations (...) C’est l’odeur miellée des immortelles, où semblent se concentrer tout le soleil et la chaleur des sables (...) C’est le thym et le serpolet, c’est la marjolaine amoureuse, c’est la sauge bénie de nos pères pour ses grandes vertus. La menthe poivrée, et surtout le petit œillet sauvage, ont les parfums les plus fins des épices de l’Orient. »

— Jules Michelet, La mer, 1861
Le territoire communal peut se décomposer en quatre unités paysagères.
Du nord-ouest au sud-ouest, un trait de côte presque entièrement « balisé » par deux caps rocheux, la pointe de Vallières (au nord-ouest) et la pointe de Suzac (au sud-ouest) — exception faite d'une petite portion de la plage de la Grande Conche, en direction de Royan. Il est formé d'une alternance de puissantes falaises calcaires, appelées Groies, de petites criques abritées (à Vallières) et de plages, localement appelées « conches » de par leur ressemblance avec ces coquillages.

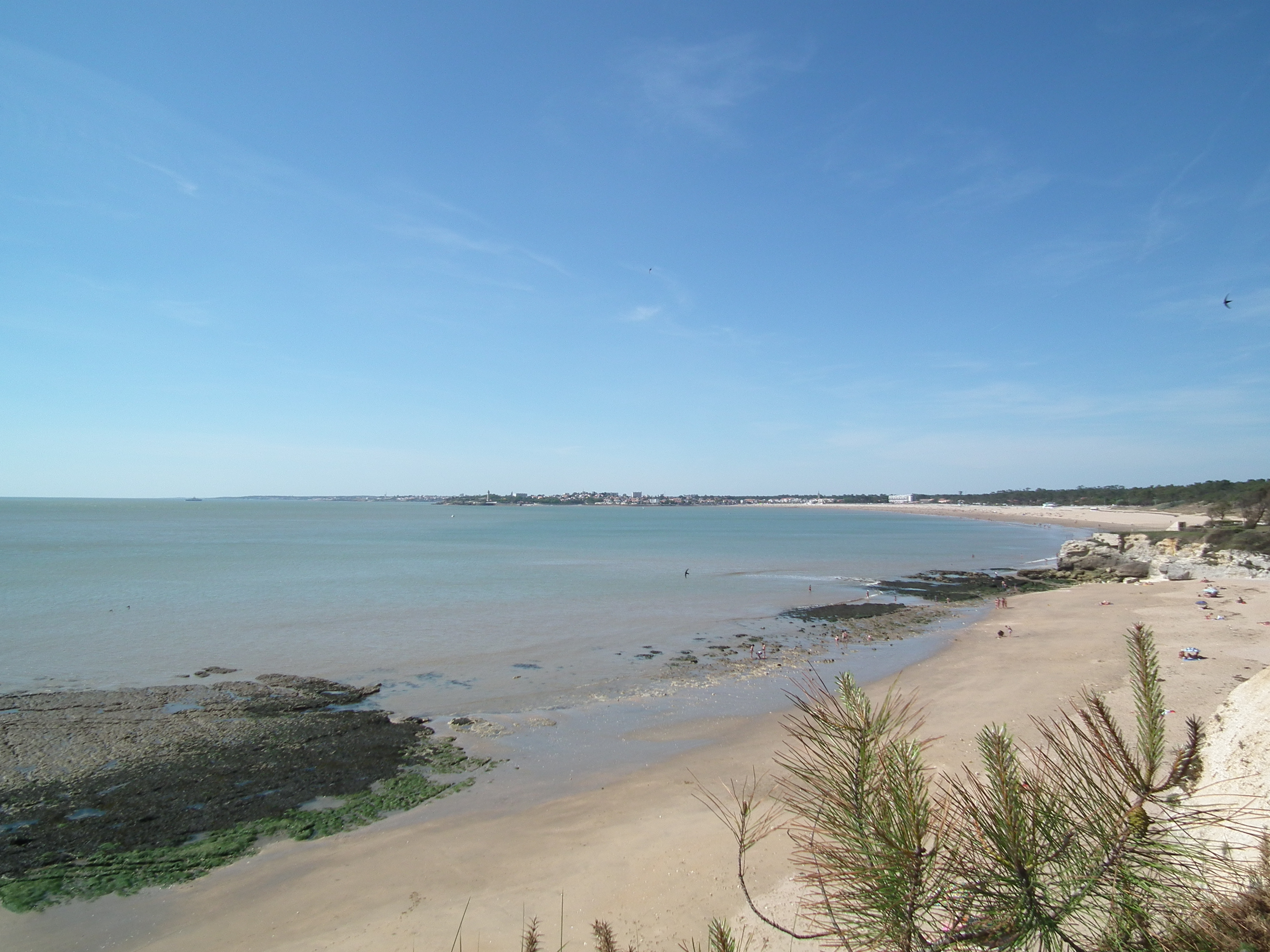
La conche de Saint-Georges, qui s'étend sur environ 3,5 kilomètres, épouse la courbe de la baie.

Celles-ci sont au nombre de trois : le concheau de Suzac, la plus méridionale, est aussi la plus petite. Elle forme une crique lovée au pied des falaises qui l'entourent de toutes parts. À l'inverse, la conche de Saint-Georges, la plus centrale, est la plus grande plage intra muros du département : elle forme un long ruban de sable fin de 3,5 kilomètres, partiellement bordé de pins. Enfin, au nord-ouest, comme écrit précédemment, la commune possède une petite partie de la plage de la Grande Conche (environ 600 mètres), dite plage de Vallières, depuis les falaises du même nom jusqu'au Riveau de Boube, mince cours d'eau qui marque la séparation avec la commune de Royan.
Deux plateaux rocheux partiellement immergés prolongent la pointe de Vallières vers le nord (banc de Vallières ou Grand Couronnas) et vers le sud (banc de la Béchade). Ils témoignent de la forte érosion du site, particulièrement exposé, tout comme la petite île aux mouettes, en réalité un pan de falaise aujourd'hui désolidarisé du reste de la pointe, colonisé par de nombreux oiseaux de mer qui limite au Nord la conche au Chambéry, laquelle doit son nom à un trois-mâts échoué au milieu du XIXe siècle, dont on voit encore l'étrave dans les rochers. Au large, un banc de sable (banc de Saint-Georges ou banc de Siaux pour les anciens) s'est formé par accumulation de sables issus de la côte sauvage et de la pointe de Grave, par dérive littorale. Ce phénomène bien connu dans la région est à l'origine de la formation de la baie de Bonne Anse (à La Palmyre) et de l'émergence en 2009 d'une nouvelle île près du phare de Cordouan.

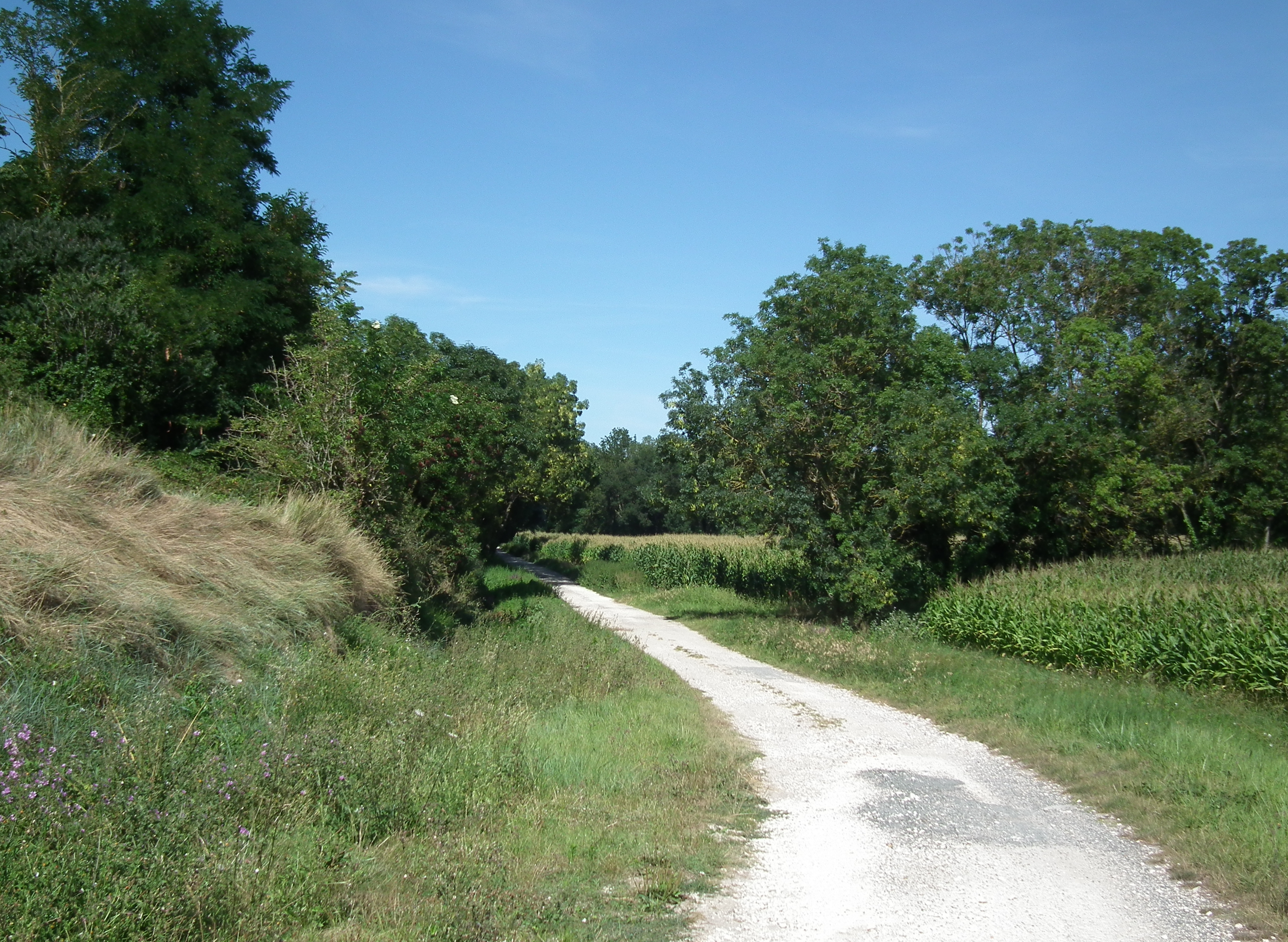
Broussailles, pelouses sèches, bosquets et terres agricoles forment un ensemble caractéristique des brandes. Ici, au lieu-dit la Brandelle.

En marge de la côte, une zone arrière-littorale composée du centre-ville et de quelques quartiers périphériques, à vocation résidentielle et/ou touristique (au nord) et de massifs dunaires presque entièrement plantés de pins maritimes, de pins parasols, de chênes verts, de chênes pédonculés, de robiniers ou d'arbousiers (forêt de Suzac, du Compin, de Vallières — cette dernière, longtemps soumise à une intense pression foncière, étant désormais entièrement lotie et formant le prolongement saint-georgeais du quartier du Parc, à Royan) au sud.
Comme dans le reste de la presqu'île d'Arvert, mais aussi en Oléron ou dans les Landes médocaines toutes proches, ces forêts ont été mises en place au XIXe siècle afin de contenir l'avancée des dunes. Peu élevées dans la partie nord-ouest de la commune, elles prennent un caractère de plus en plus accentué au fur et à mesure que l'on avance vers le sud, et atteignent 45 mètres au « Trier-Têtu » (point culminant de la commune), à proximité de Meschers-sur-Gironde.
En arrière de la zone arrière-littorale, des dépressions humides forment une transition entre les massifs dunaires et le plateau saintongeais. Ce sont, au nord, les marais de Margite et au sud-est ceux de la Brandelle, de la Briqueterie et de Chenaumoine, drainés respectivement par le Riveau de Boube et le Rivau de Chenaumoine. Riches d'une remarquable végétation palustre, ils forment des espaces peu élevés constitués de prairies humides sillonnées de canaux et de fossés, de roselières, de jonchaies et, dans les marais de Margite et de Chenaumoine, de bosquets épars; certaines parcelles, bien drainées, sont dévolues aux cultures agricoles (maïs, tournesol).

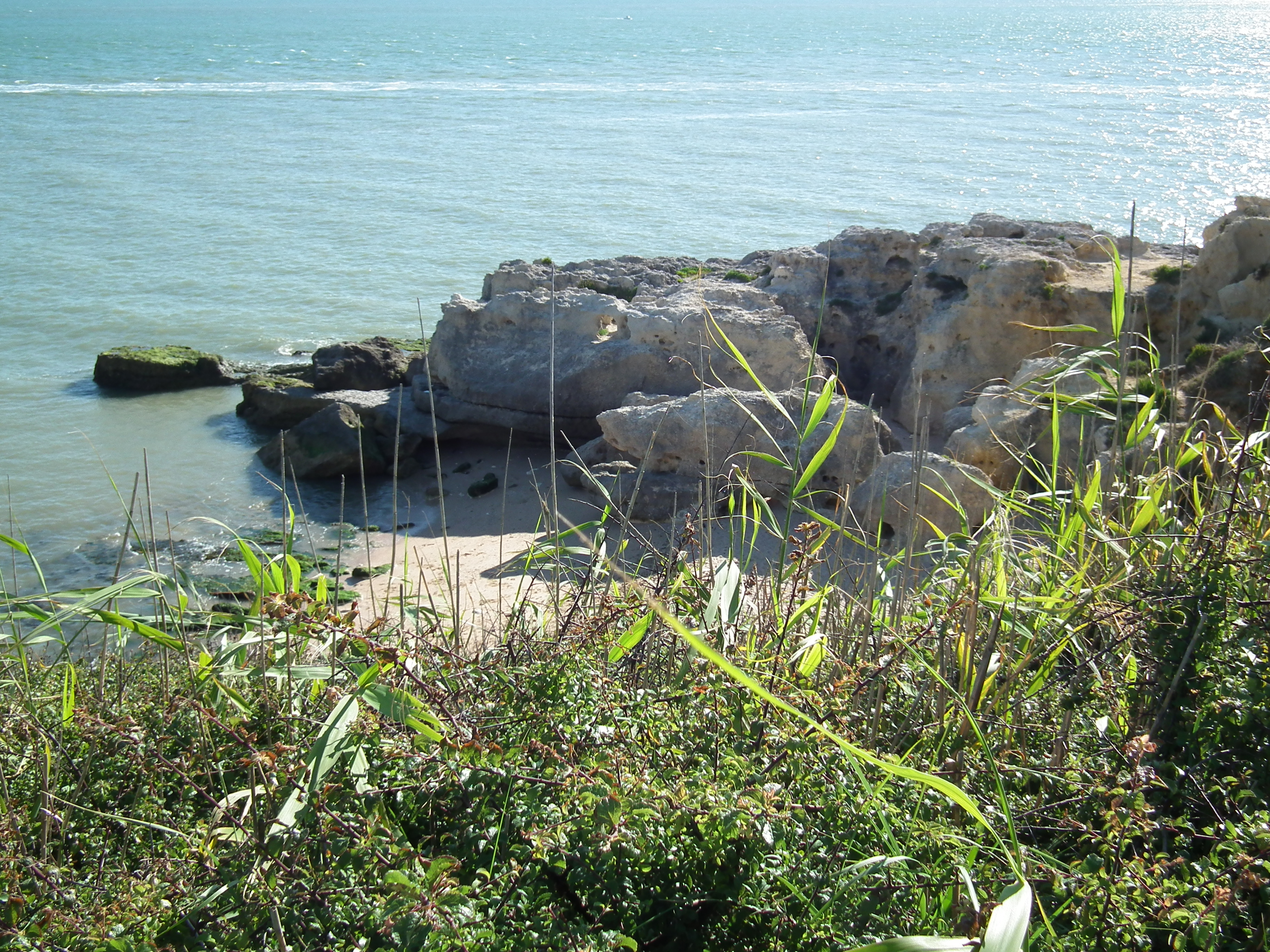
Petite crique abritée à la pointe de Vallières.

Deux étangs artificiels ont été mis en place en bordure de ces espaces naturels et des zones urbanisées : l'étang de la Briqueterie, près de la rocade, est un lieu de pêche fréquenté; l'étang d'Enlias, au cœur du quartier résidentiel Plein Été, est au centre d'un petit espace de loisirs (sentier de promenade, aires de pique-nique...).
Enfin, aux confins orientaux de la commune, les contreforts du plateau saintongeais sont constitués d'une succession de collines aux douces ondulations formant une sorte de « massif » allant de Belmont (commune de Royan, 28 mètres d'altitude) à Biscaye (commune de Semussac, 22 mètres) en passant par Boube (30 mètres). C'est dans cette partie de la commune que se concentrent la quasi-totalité des terres agricoles. Le parcellaire y est relativement régulier, et est ponctué de quelques haies bocagères, discontinues et clairsemées. Comme pour les autres communes des environs, on y cultive en majorité les céréales (blé), les oléagineux (tournesol) et les primeurs (melon).
En termes d'occupation des sols, le territoire communal peut être divisé en territoires à vocation agricole (champagnes calcaires et marais asséchés, 43 %), en territoires artificialisés, en constante progression (zones urbaines, zones d'activités commerciales, 39 %), en forêts et milieux semi-naturels (forêts, zones littorales, marais, 17 %) et en surfaces en eau (1 %).

### Hydrographie
« Une vague à Vallières... Le vol d'une mouette... Un coucher de soleil sur le vieux Cordouan ! »

— Goulebenéze, Bonjour Saintonge, 1942

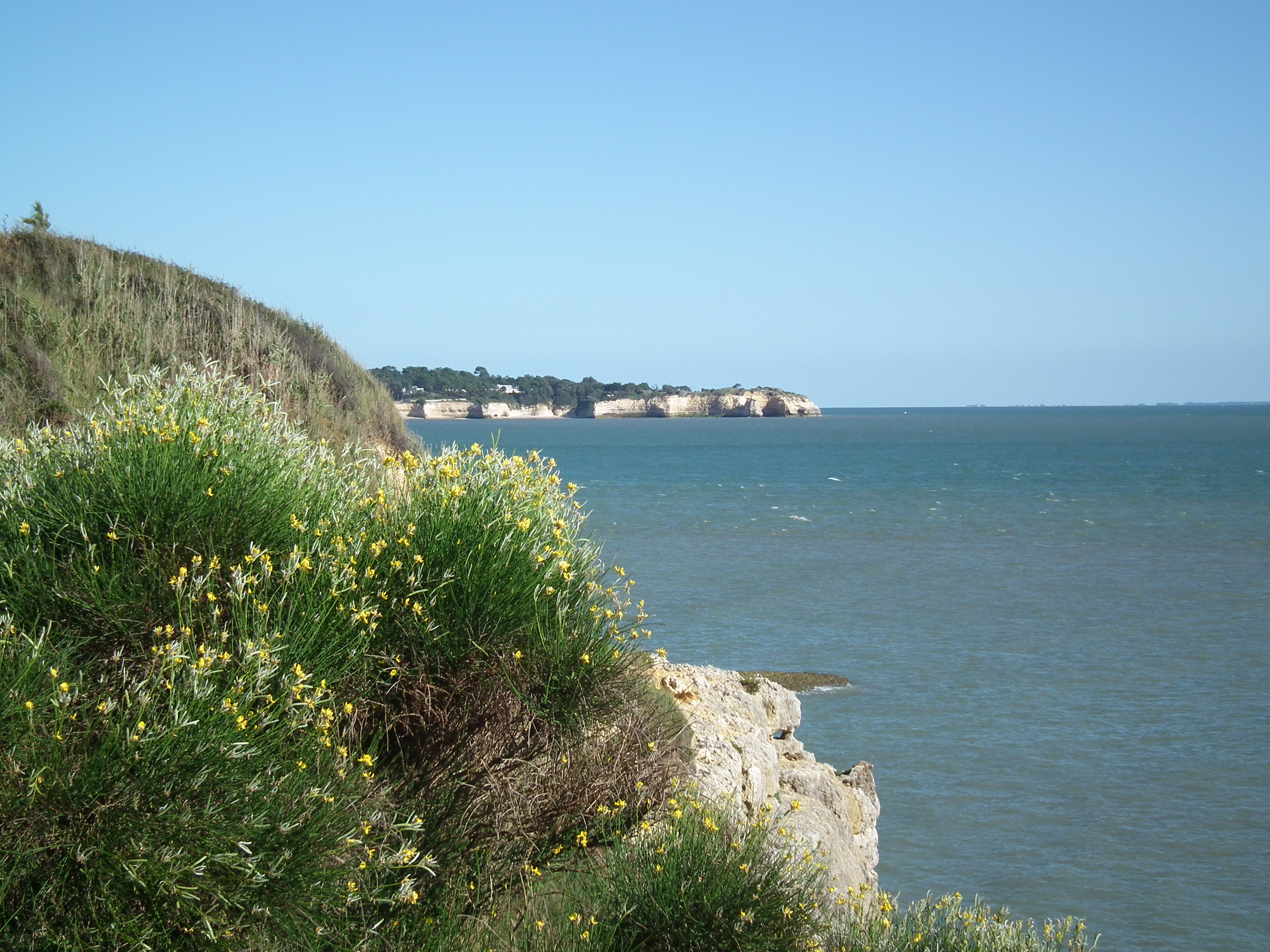
La Gironde à Vallières. Au dernier plan, les falaises de Suzac.

Le réseau hydrographique est entièrement tourné vers l'estuaire de la Gironde, plus vaste estuaire sauvage d'Europe et écosystème d'une grande richesse et variété. C'est à Saint-Georges-de-Didonne, plus précisément à hauteur d'une ligne imaginaire reliant la pointe de Suzac à la pointe de Grave, qu'on passe du domaine fluvial au domaine maritime. La distance entre ces deux caps est de 4 km; plus au sud, l'estuaire s'élargit considérablement, pour atteindre 11 km dans sa plus grande largeur, au niveau de Mortagne-sur-Gironde.
Deux modestes cours d'eau, nés dans les marais de Boube (Riveau de Boube) et de Chenaumoine (Rivau de Chenaumoine) viennent mêler leurs eaux douces à celles, salées, de l'estuaire : le premier, au niveau de la plage de la Grande Conche, le second, au niveau de la conche de Saint-Georges.
La qualité de l'eau au niveau de la conche de Saint-Georges vaut à la commune de se voir décerner chaque année le Pavillon Bleu d'Europe depuis 2011, à l'instar de la plupart des plages du Pays Royannais.

### Environnement

#### Espaces naturels
Une partie non négligeable du territoire communal est intégrée à une zone protégée, en raison de la richesse de son écosystème. Pas moins de 15 % de la superficie communale est répertoriée comme zone naturelle d'intérêt écologique, faunistique et floristique de classe I (petits espaces homogènes); cette zone comprend la forêt de Suzac et la pointe de Suzac, ce dernier site, géré par le Conservatoire du littoral, étant par ailleurs classé en espace naturel protégé, du fait, notamment, de sa végétation méditerranéenne de type « garrigue ».

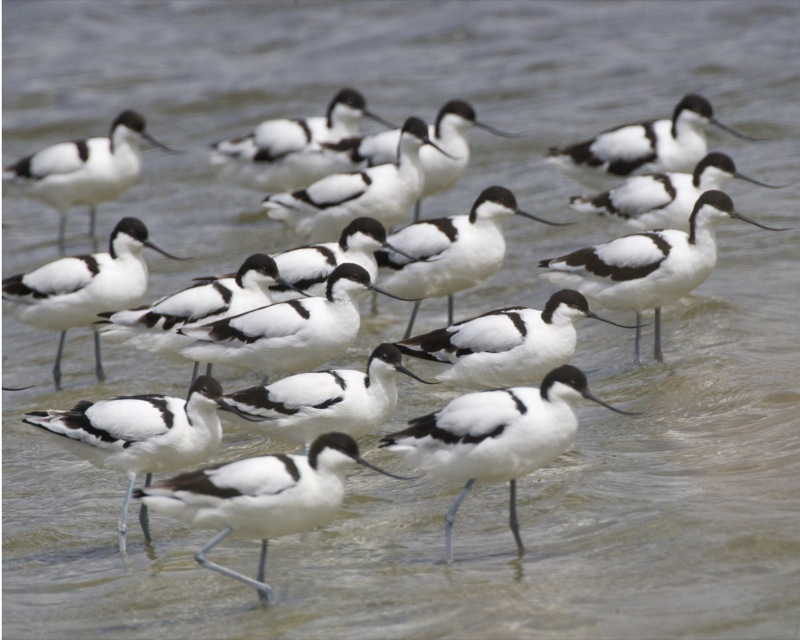
L'avocette élégante est une des nombreuses espèces d'oiseaux recensées sur la côte de Beauté.

29 % de la surface communale est répertoriée comme zone naturelle d'intérêt écologique, faunistique et floristique de classe II (grands espaces naturels riches); ceci concerne l'estuaire de la Gironde — site d'importance communautaire (SIC) dans le cadre du réseau de protection des espaces naturels de grande valeur patrimoniale Natura 2000, les falaises de Vallières et de Suzac et une partie des marais de Margite (zone de protection spéciale). L'avifaune est ici particulièrement variée : faucon pèlerin, aigrette garzette, avocette élégante, sont quelques-uns des oiseaux répertoriés sur le site.
Les marais de la Briqueterie et de Chenaumoine, espaces préservés, conservent en outre une roselière s'étendant sur 5 hectares d'un seul tenant, où sont présentes des espèces protégées telles que la loutre, le vison d'Europe ou le busard des roseaux. Pour toutes ces raisons, l’essentiel du territoire de la commune appartient au périmètre défini au titre des « espaces naturels sensibles » depuis 1974.
La forêt de Suzac, espace boisé classé « site remarquable », est un des deux poumons verts de l'agglomération royannaise, avec la forêt de la Coubre (au nord de Saint-Palais-sur-Mer). Formant une coupure verdoyante entre la plus grande partie de la conurbation Saint-Palais-Vaux-Royan-Saint-Georges-de-Didonne et la commune voisine de Meschers-sur-Gironde, c'est une vaste pinède. Pins maritimes et parasols y voisinent avec le chêne-vert, dans une association typique des milieux méditerranéens; on y trouve des arbustes situés à la limite nord de leur aire de répartition, comme l'arbousier ou le filaire à feuille étroite, proche parent de l'olivier.

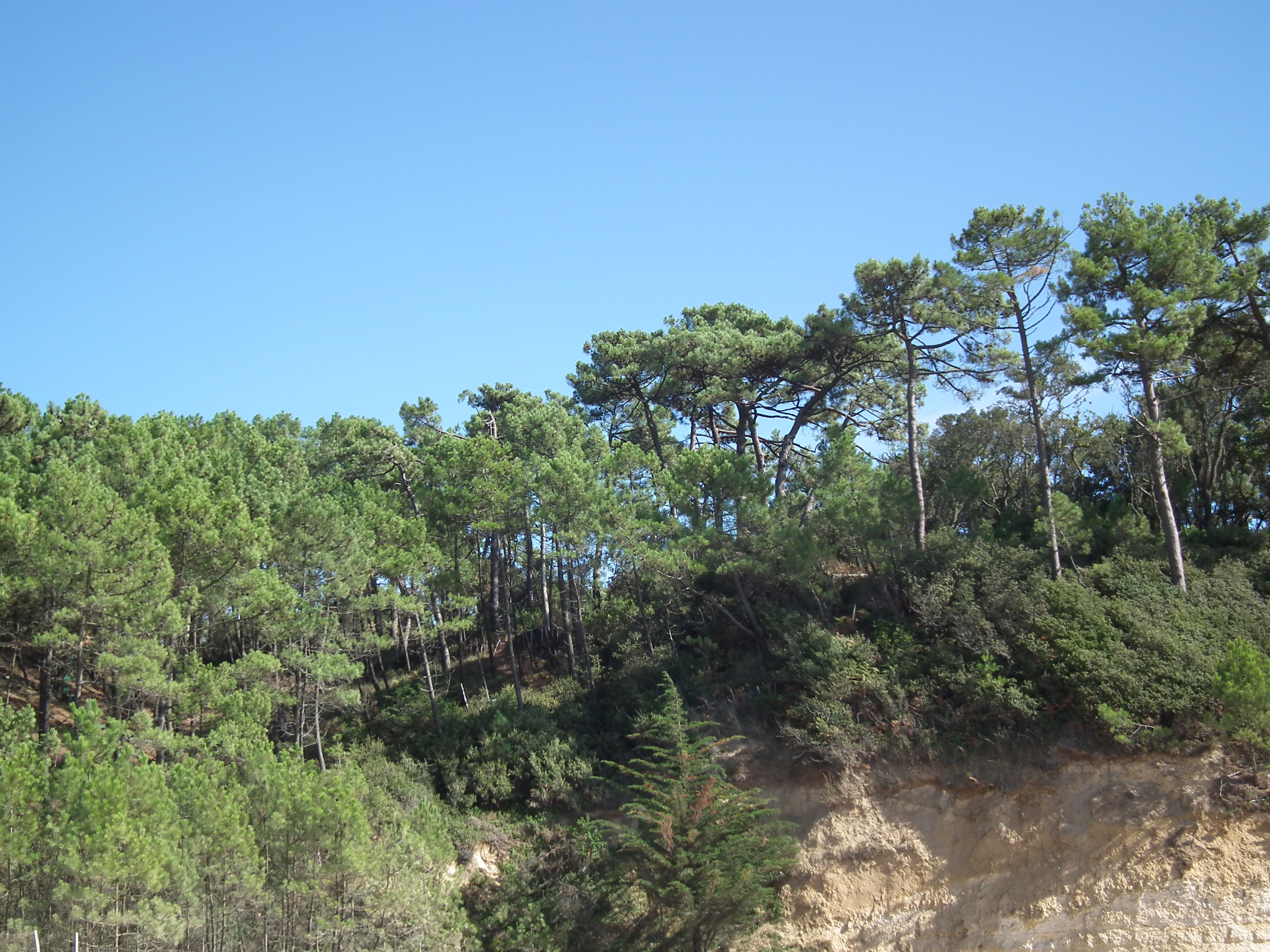
La forêt de Suzac, un des trois poumons verts de l'agglomération royannaise avec la forêt domaniale de la Coubre et la forêt des Combots d'Ansoine.

La forêt de Suzac se divise en trois secteurs : à proximité du centre-ville et en bordure de la conche de Saint-Georges, soumise à une forte pression foncière, elle est largement gagnée par l'urbanisation, et forme un vaste parc à dominante résidentielle. Plus au sud, près de la limite communale avec Meschers, elle est entamée par des infrastructures touristiques (campings, colonies de vacances, bungalows); le reste est encore relativement préservé. Afin de limiter le mitage du milieu forestier, le conservatoire du littoral s'est porté acquéreur d'une partie du site, qu'il s'emploie à mettre en valeur. Le site est riche de nombreuses espèces d'insectes, dont plusieurs types de cigales (cigale grise, cigale rouge, cigale de l'orne) et de papillons.
La pointe de Suzac, à proximité de la forêt du même nom, forme la limite méridionale de la commune. Propriété du conservatoire du littoral, elle forme un « balcon » sur l'estuaire de la Gironde, et voit se développer une végétation de type méditerranéen, où se mêle ail rose, iris maritime, œillet des dunes et même cytinelle, plante caractéristique des maquis provençaux et corses. Un sentier de promenade escarpé, dit sentier des Douaniers ou chemin de l'Anglais longe la falaise, sous les pins et les arbousiers, jusqu'à la plage de Suzac, à Meschers.
Enfin, la commune s'inscrit depuis 2015 dans le périmètre du parc naturel marin de l'estuaire de la Gironde et de la mer des Pertuis.

#### Espaces verts
Les espaces verts de la commune sont, pour la plupart, sous la responsabilité des services de la municipalité (service environnement et service développement durable).
Le parc d'Enlias se situe dans le quartier Plein Été, en marge du centre-ville. Aménagé autour d'un plan d'eau artificiel alimenté par le Rivau de Chenaumoine, il abrite un sentier de promenade, des jeux pour les enfants et une aire de pique-nique.
Le parc de l'estuaire, aménagé sur la falaise de Suzac, est un pôle-nature mis en place par le conseil général du département afin, d'une part, de mettre en valeur un site considéré comme exceptionnel (forêt et pointe de Suzac, riches d'une végétation méditerranéenne), et d'autre part, de présenter une scénographie de l'estuaire de la Gironde, plus grand estuaire sauvage d'Europe. Il se compose de chemins de promenade, accessibles gratuitement, d'un musée et d'une tour d'observation de 27 mètres de haut, elle-même construite sur une dune de 30 mètres (accès payant), permettant de mieux appréhender le site. Du haut de la tour, la vue porte sur la côte de Beauté, avec Royan en arrière-plan, les côtes du Médoc et, au large, le phare de Cordouan. Un sentier poursuit jusqu'au bout de la pointe de Suzac, site protégé en raison d'une végétation de type « garrigue » qui s'épanouit sur les hautes falaises surplombant les flots de l'estuaire, au milieu des blockhaus du fort de Suzac, héritage de la Seconde Guerre mondiale et plus précisément de l'Organisation Todt. Le sentier, très étroit, se poursuit à travers la forêt, sous des pins aux formes tourmentées et des arbousiers, jusqu'à la conche de Suzac, à Meschers-sur-Gironde.
Un sentier de promenade a été aménagé à l'embouchure du Riveau de Boube, dans le quartier du Parc de Vallières.

#### Gestion de l'eau
Saint-Georges-de-Didonne dépend de l'agence de l'eau Adour-Garonne, établissement public chargé de la protection de l'eau et des milieux aquatiques dans le Grand Sud-Ouest.

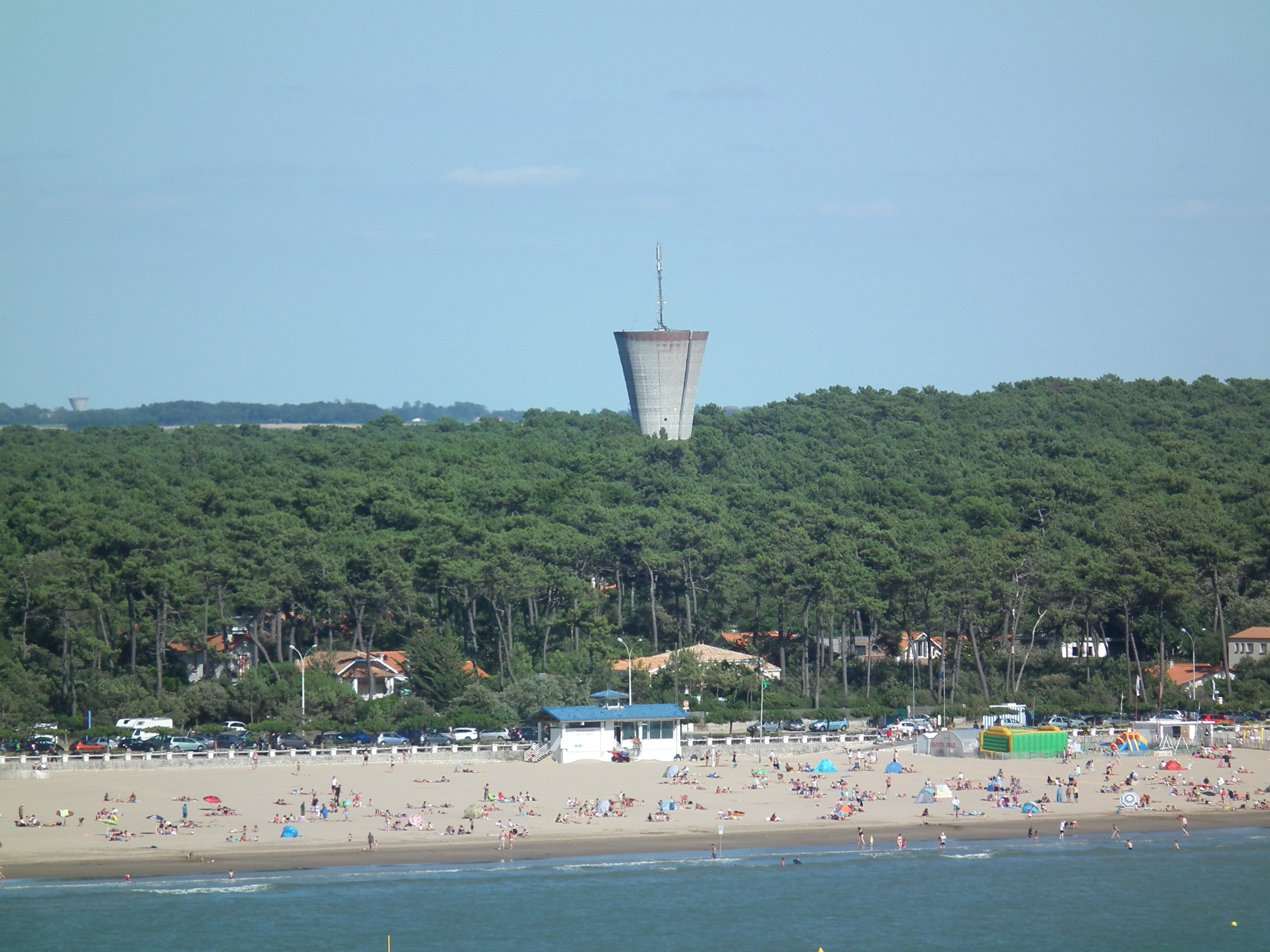
Le château d'eau de Suzac, un des deux réservoirs d'eau potable de la commune.

La gestion de l'eau potable est confiée à une régie municipale. L'eau de la commune est captée à Chauvignac (commune de Chenac-Saint-Seurin-d'Uzet), à la Bourgeoisie (commune de Saujon), à Saint-Pierre et au Marché de gros (commune de Royan), via notamment le réservoir d'eau de Belmont, où elle est traitée au chlore.
La commune dispose de deux châteaux d'eau : celui de Vallières, au nord, et celui de Suzac, au sud. En basse et moyenne saison, la régie municipale de l'eau de Saint-Georges-de-Didonne fournit entre 2 000 m3 et 2 700 m3 par jour aux usagers, et jusqu'à 4 300 m3 en haute saison (juillet et août); un pic ayant été enregistré en août 2003 : 7 000 m3.
Les eaux usagées sont collectées et traitées à la station d'épuration de Saint-Georges-de-Didonne, près de la rocade, route de Meschers. Comme celle de Saint-Palais-sur-Mer, elle a une capacité de 64 000 équivalent habitants. Elle reçoit également les eaux usées des communes voisines de Semussac et de Meschers-sur-Gironde.

### Politique environnementale
Dans son palmarès 2024, le Conseil national de villes et villages fleuris de France a attribué trois fleurs à la commune.

#### Développement durable
La ville s’inscrit depuis 2010 dans une démarche écologique et de développement durable visant à limiter au strict minimum l’utilisation de produits phytosanitaires (désherbants, pesticides, herbicides, fongicides). Avec six autres communes du Pays Royannais (Saujon, Arvert, Étaules, Saint-Augustin, Talmont-sur-Gironde et Épargnes), elle a adhéré à la charte « Terre Saine » mise en place par l’ex-région Poitou-Charentes visant à protéger la santé humaine, les ressources naturelles, la biodiversité et la faune et la flore.

#### Risques naturels
La forêt de Suzac, composée essentiellement de résineux, est de ce fait particulièrement sensible aux risques d'incendie. Elle appartient à un des quatre « massifs à risque » du département (presqu'île d'Arvert, île de Ré, île d'Oléron, Double saintongeaise). Le risque est considéré comme « très fort » (risque maximum) par l'atlas des risques des feux de forêt en Charente-Maritime, ce d'autant plus que la région est soumise à de fréquentes périodes de sécheresse, et à un régime de brises marines qui vient encore attiser les incendies. Le danger est encore accru par la présence de nombreux campings, colonies de vacances et parcs de mobil-homes aux abords de la forêt.

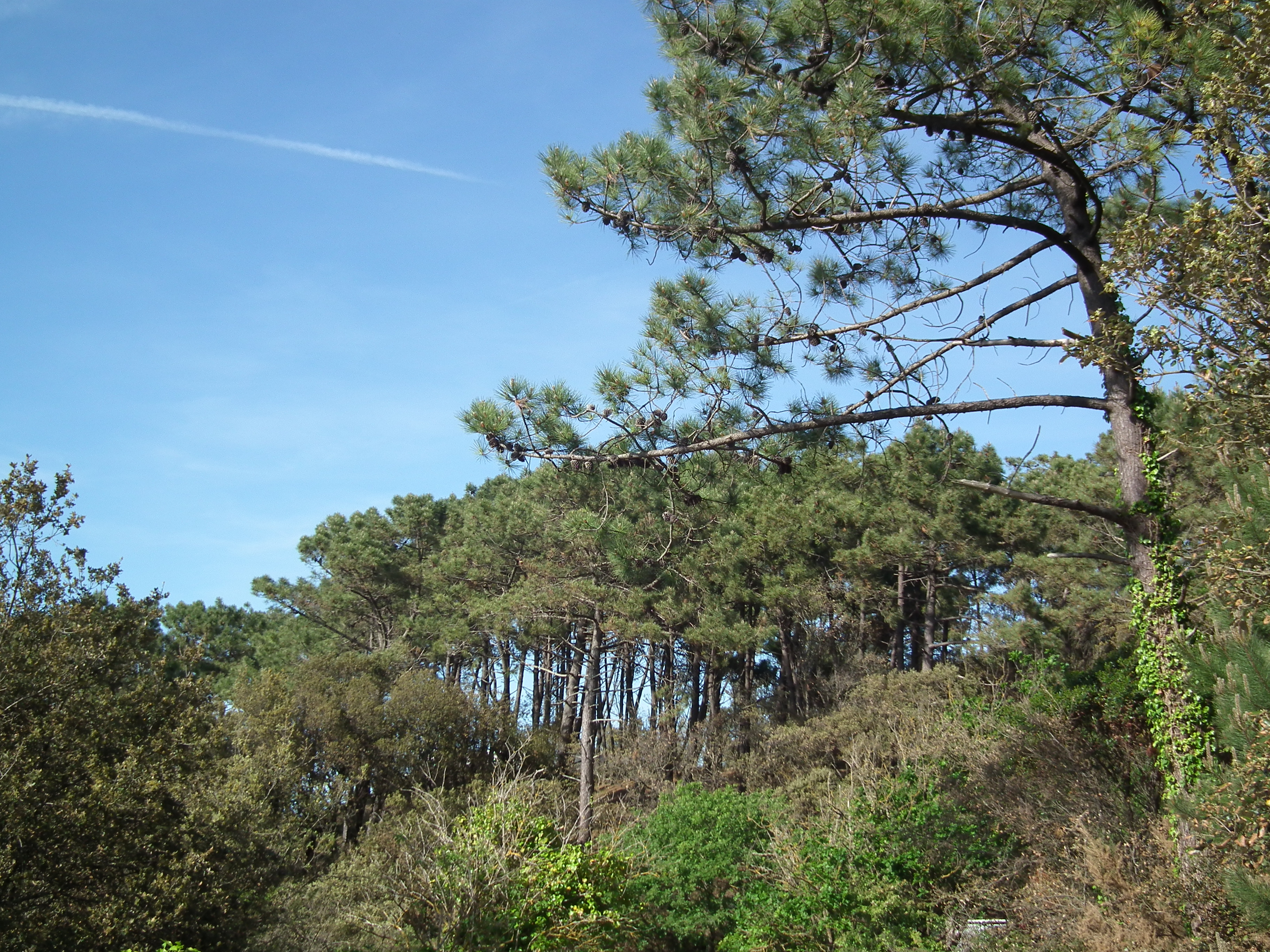
La forêt de Suzac, composée de résineux, est particulièrement vulnérable aux incendies.

Nombre de départs de feux étant causés par négligence (dans 74 % des cas connus), il convient de respecter des mesures de sécurité élémentaires : ne pas jeter de mégots de cigarettes dans les sous-bois, ne pas faire de feu en forêt, etc. Une tour de guet, aménagée sur la commune de Meschers-sur-Gironde, dépend du SDIS 17 (Service départemental d'incendie et de secours de Charente-Maritime).
Le territoire communal présente, comme nombre d'autres communes du département (157 communes ont été concernées entre 1989 et 2002), un risque de mouvements de terrain liés aux fréquentes périodes de sécheresse, qui peuvent provoquer un phénomène de retrait-gonflement des formations argileuses affleurantes. Certaines parties du territoire sont soumises à un risque d'érosion marine.
Un risque sismique léger concerne la commune qui est située non loin de la faille d'Oléron. Le 7 septembre 1972 le séisme d'Oléron d'une magnitude de 5,7 a produit quelques dégâts dans la région et a pu être ressenti jusqu'en région parisienne.
Comme toutes les communes littorales, Saint-Georges-de-Didonne peut être concernée de façon ponctuelle par des tempêtes synoptiques hivernales, parfois violentes (tempête de 1859, tempête de 1924, tempête Martin en 1999, tempête Xynthia en 2010, tempête Leiv en 2017).

### Voies de communication et transports

#### Voies routières
Du fait de sa situation au cœur d'une conurbation attractive, particulièrement fréquentée en période estivale, la commune de Saint-Georges-de-Didonne bénéficie d'infrastructures routières adaptées à un fort trafic, ce qui n'exclut pas des ralentissements au plus fort de la saison touristique (avec un pic en juillet et en août). Ces inconvénients devraient être atténués dans l'avenir, le schéma routier départemental (2010-2030) prévoyant notamment de répartir la circulation à partir de Saujon, qui deviendrait une des « portes d'entrées » du Pays Royannais, avec création d'un tronçon à 2X2 voies entre Saujon et Royan venant se raccorder à la rocade via deux nouveaux échangeurs routiers, et d'un boulevard urbain entre Médis et Royan.

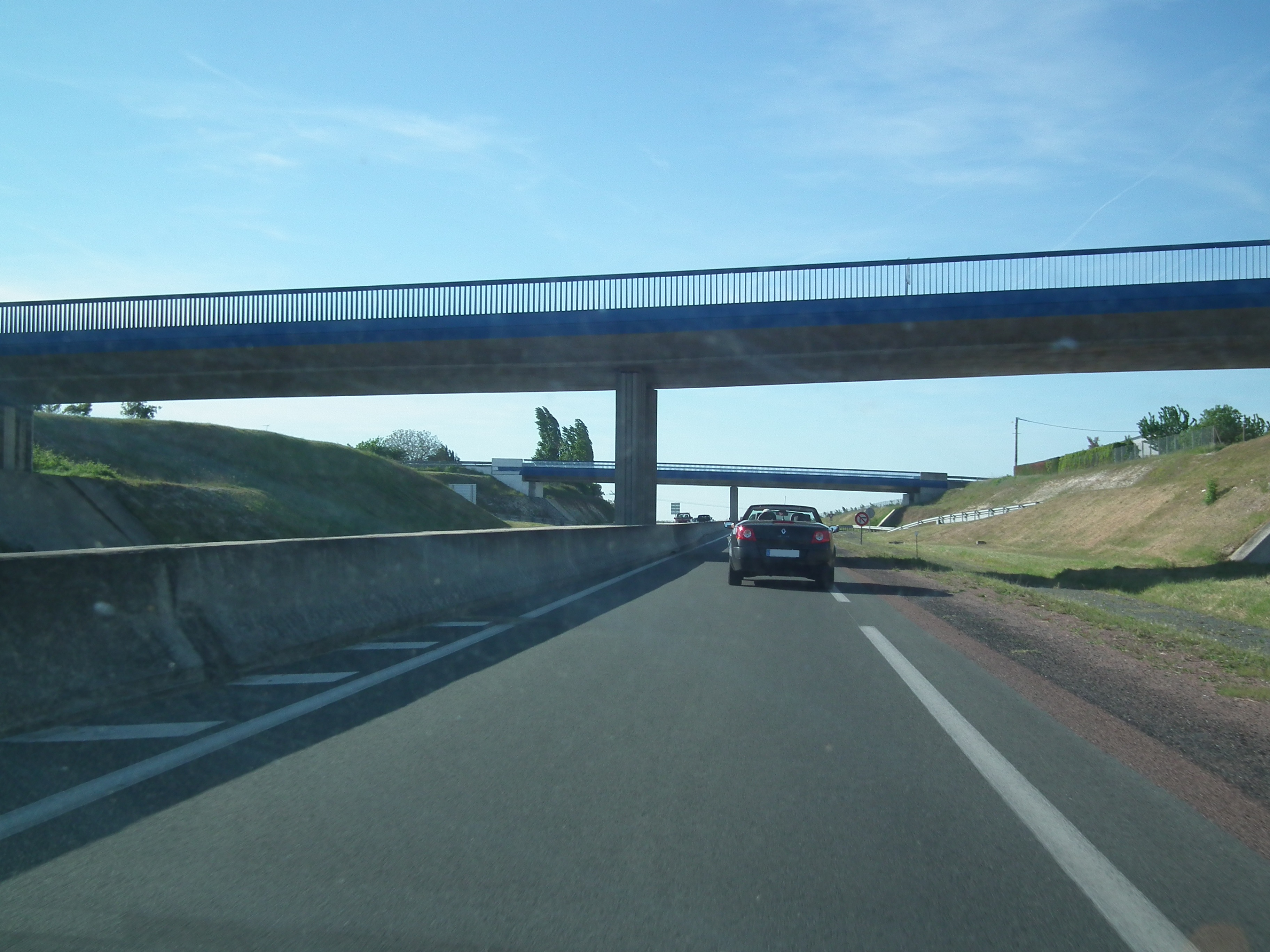
La rocade de Royan à hauteur de Saint-Georges-de-Didonne. Elle supporte un trafic important, de l'ordre de 19200 véhicules par jour (le double en été).

Les principaux axes routiers permettant de rejoindre Saint-Georges-de-Didonne sont la N 150 et la D 730. Importante voie d'accès, mise à 2X2 voies entre Saintes et Saujon, la première ne traverse pas directement la commune (elle vient se raccorder à la rocade), mais draine un grand nombre de véhicules en provenance de l'autoroute A10 (Paris, Tours, Poitiers, Bordeaux...). La seconde appartient au réseau des routes départementales de première catégorie (fréquentation importante : plus de 3 000 véhicules par jour). Classé voie à grande circulation, cet axe majeur dit « route de Bordeaux », irrigue toute la partie méridionale du département, jusqu'à Montpon-Ménestérol, en Dordogne. C'est également la principale voie de communication (hors autoroute) pour rejoindre Mirambeau, Blaye et Bordeaux.

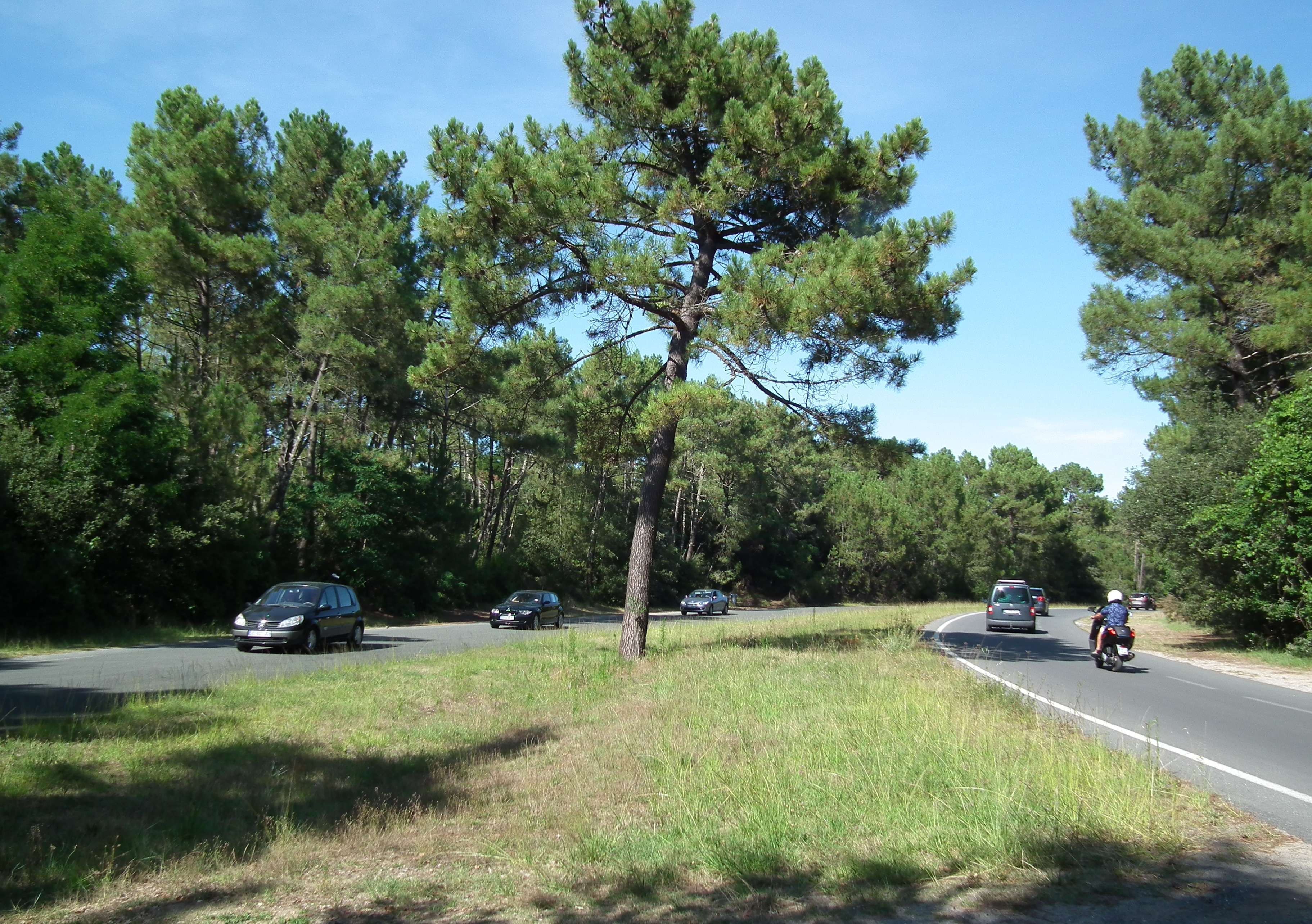
Le boulevard du président André-Dulin forme une coupure dans la forêt de Suzac.

La rocade de Royan (D 25) ceinture le cœur de l'agglomération (Saint-Palais-sur-Mer, Vaux-sur-Mer, Royan et Saint-Georges-de-Didonne). C'est une route départementale de première catégorie, classée voie urbaine rapide et fréquentée par 19 200 véhicules par jour.
La rocade Est, qui dessert Saint-Georges-de-Didonne, a été aménagée au début des années 2000, et finalement mise en service au mois de juin 2003. Elle compte deux carrefours giratoires, « Les parasols » et « Les pommes de pin » — ainsi nommés à cause de sculptures réalisées par l'artiste Jean-Luc Plé (septembre 2004) — permettant de rejoindre le quartier Plein été, une zone d'activité et le centre-ville pour le premier, et le quartier de Suzac, la plage, le parc de l'estuaire et Meschers-sur-Gironde pour le second.
C'est également le point de départ de la D 145, ou « route verte », une voie touristique permettant de rejoindre Blaye et Bordeaux en suivant au plus près l'estuaire de la Gironde, via des sites touristiques majeurs du département (bastide de Talmont-sur-Gironde, site du Fâ, etc.).
Un échangeur routier a été aménagé au niveau du quartier des Brandes, avec une bretelle donnant accès au quartier de Didonne et au centre-ville, et une autre au Parc d'activité « Les portes de l'estuaire », à Semussac et à Cozes.
Considérablement moins fréquentée, la D 140, ou route de Médis permet de rejoindre le nord du territoire communal, c'est-à-dire le hameau de Boube, et, au-delà, Médis.

##### Stationnement
La commune accueille de nombreuses aires de stationnement, essentiellement en centre-ville et en bord de mer. La majorité des axes du centre (rue de la République, rue Carnot, rue du Maréchal Foch, rue du Marché) sont situés en zone réglementée ou « zone bleue »; la durée de stationnement est limitée à 1 heure 30 et conditionnée à la mise en évidence d’un disque de stationnement, acheté dans les bureaux de tabac. Le parking de la rue d’Alger, adossé à l’église, est gratuit, de même que ceux de la rue du Stade, de la rue du professeur Langevin, non loin des écoles, et de l’avenue Mocqueris, en face du temple. Les principales places de stationnement (environ 400) sont concentrées le long du front de mer, depuis le rond-point des oliviers, et le boulevard de la Côte de Beauté jusqu’aux Roches Blanches. Gratuites hors saison, elles deviennent payantes en période estivale (du 1er juillet au 31 août) à partir de 2016, conséquence de la baisse des dotations de l’État. Le Conseil municipal, qui envisageait au mois de novembre 2015 une tarification à la journée ou à la demi-journée tranche finalement pour une tarification à l'heure (1 € de l'heure entre 9 heures et 12 heures et 14 heures et 19 heures) et la gratuité pour les habitants de Saint-Georges-de-Didonne, les résidents secondaires et les professionnels travaillant dans la zone payante, sous réserve d'apposer un macaron disponible en mairie contre pièces justificatives.
Quatre aires de camping-cars ont été aménagées par la municipalité : « aire Maudet » au niveau du stade (19 places), « aire Côte de Beauté » au niveau du boulevard de la Côte de Beauté (20 places), « aire Miramar » au niveau du port (12 places) et « aire Gillet » près de la rue du professeur Langevin (12 places).
Dans le cadre d’une politique générale visant à faciliter les transports écologiques et économiques dans le département, des aires de covoiturages sont progressivement aménagées dans les principales villes et agglomérations. Le but, affiché par le Grenelle de l'Environnement dès l'origine, est de limiter les émissions de gaz à effet de serre liés aux voitures individuelles et de venir compléter l'offre de transports urbains de l'agglomération royannaise (Cara'Bus). L'aire de Royan, ouverte en 2014 près de l’échangeur de Belmont, doit être rejointe dans un futur proche par une nouvelle aire de covoiturage à Saint-Georges-de-Didonne, au niveau de la zone d’activités des Portes de l’Estuaire (route de Bordeaux, en direction de Semussac). Elle devrait dans un premier temps accueillir 15 véhicules.

#### Pistes cyclables

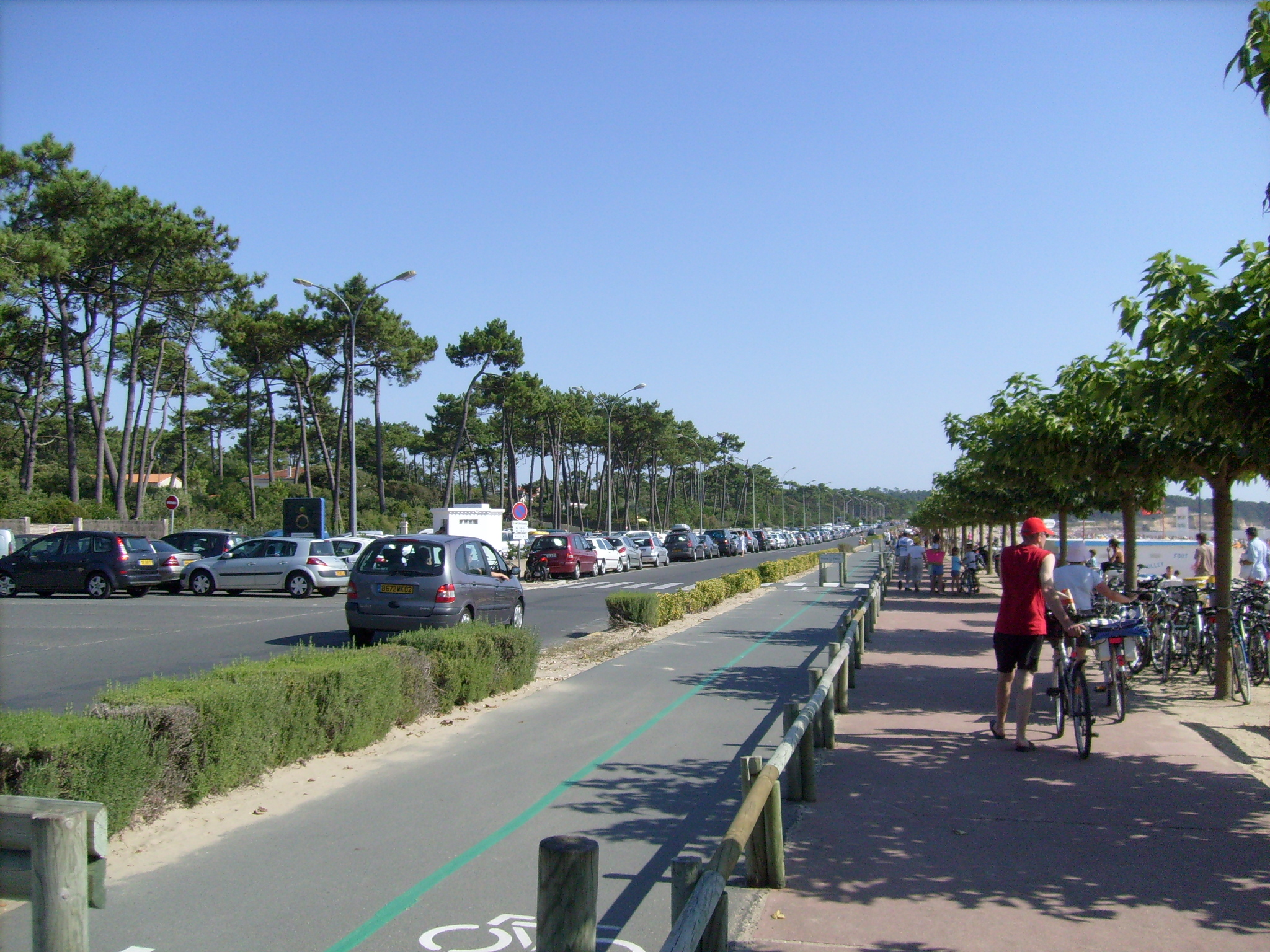
Piste cyclable bordant la conche de Saint-Georges, un des maillons de la véloroute V80 Royan-Sète.

La communauté d'agglomération Royan-Atlantique dispose d'un réseau de pistes cyclables étendu, qui permet de relier les principaux pôles de la côte de Beauté : centres-villes, plages et centres commerciaux.
À Saint-Georges-de-Didonne, une piste cyclable a été mise en place en bordure de la conche de Saint-Georges, ainsi que dans la forêt de Suzac. Elle forme un des tronçons d'un itinéraire cyclable balisé en cours d'achèvement baptisé « Le canal des Deux mers à vélo » ou véloroute V80. Longue de près de 700 kilomètres, cette voie verte relie les rives de l'Atlantique à celles de la Méditerranée et plus particulièrement Royan à Sète via Bordeaux, Agen, Toulouse, Carcassonne et Béziers.
Royan est également une étape de la « Vélodyssée » ou « EuroVelo 1 », itinéraire européen de 8 186 kilomètres reliant le Cap Nord en Norvège à Sagres au Portugal. Le tronçon royannais a été mis en service au printemps 2012.

#### Voies ferroviaires
Par le train, la gare de Royan relie l'agglomération aux autres villes de France, dont Paris et Bordeaux, via les gares de Saintes pour les TER Nouvelle-Aquitaine et d'Angoulême pour les liaisons par TGV.

#### Transports en commun
Le premier réseau moderne de transports en commun est mis en place au début du XXe siècle, alors que l'agglomération royannaise connaît un développement sans précédent. Jusqu'alors, seules des calèches et des fiacres permettaient de relier les différentes stations balnéaires de ce qui ne s'appelle pas encore la côte de Beauté.

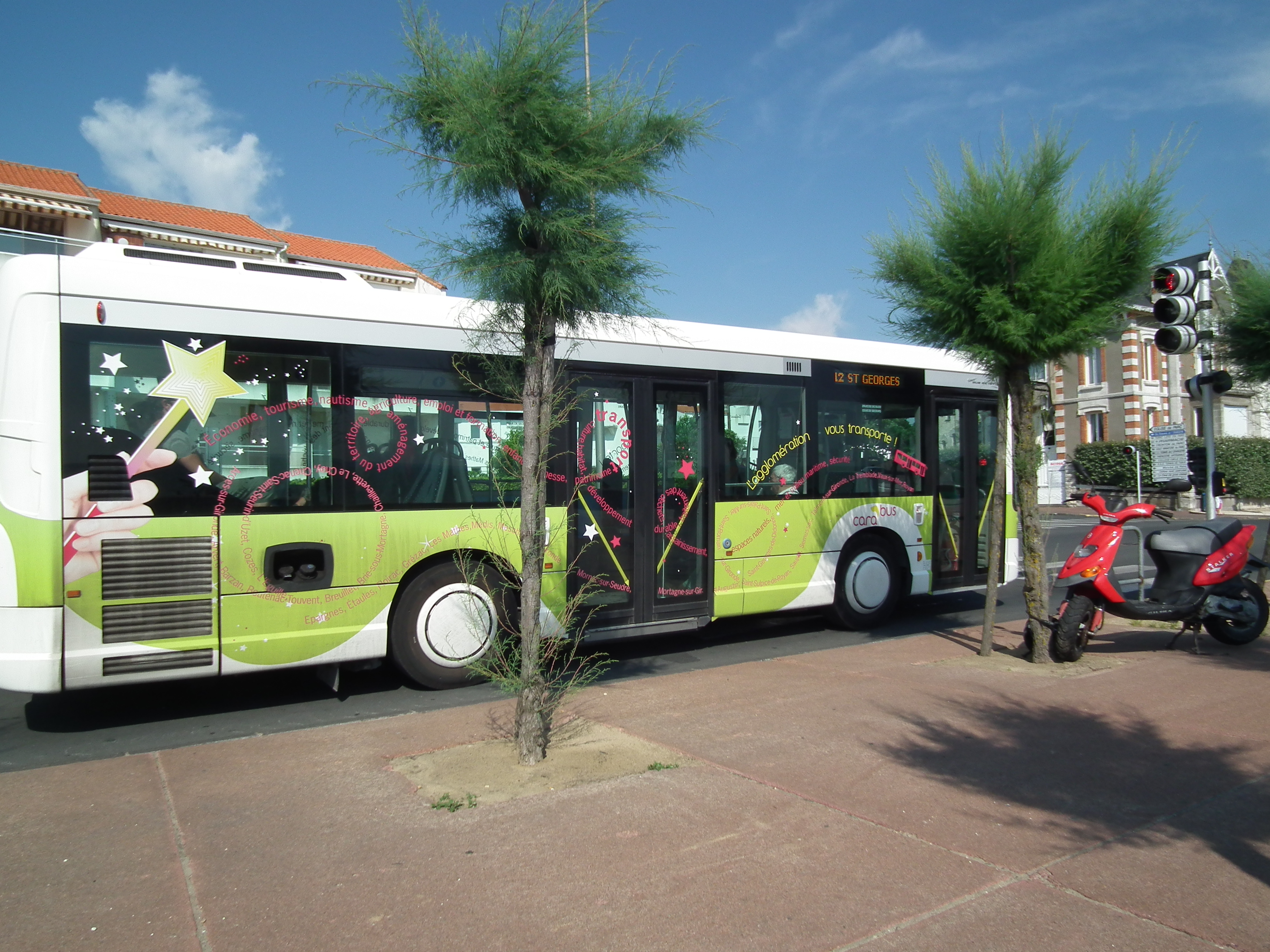
Bus du réseau Cara'Bus dans le quartier du Parc, à Royan.

Un réseau de tramway « Decauville » dessert dans un premier temps le Parc de Vallières, et atteint le centre-ville de Saint-Georges-de-Didonne en 1891. Une deuxième ligne partant du Paradou est ouverte le long de la plage en 1905 (terminus de Saint-Georges-Port). Après la destruction de Royan pendant la Seconde Guerre mondiale, le tramway de Royan n'est pas remis en état, et est remplacé par un réseau de bus.
Désormais, la ville est desservie par le réseau de transports urbains Cara'Bus qui la relie aux autres communes de l'agglomération royannaise. Inauguré le 2 janvier 2006 sous le nom « Très Royannais », il était à l'origine composé de minibus de type hybride (électrique et diesel). Exploité depuis septembre 2008 par la société Veolia Transport, il est rebaptisé « Cara'Bus » depuis lors.
La modernisation du réseau de transports urbains de l'agglomération le 5 janvier 2009 a conduit à l'achat de navettes de type Heuliez GX 127 ainsi qu'à l'accroissement du nombre de lignes régulières, passant de trois à dix, auxquelles s'ajoutent trois lignes supplémentaires en période estivale
La ville voisine de Royan est reliée toute l'année à la plupart des petites, moyennes et grandes agglomérations du département par le réseau d'autocars départementaux Les Mouettes, qui totalise 20 lignes régulières et 250 lignes secondaires.

#### Transports aériens
L'aéroport le plus proche est celui de Rochefort-Saint-Agnant, à environ 35 kilomètres au nord. L'aéroport de La Rochelle-Île de Ré, à 65 kilomètres au nord, permet de relier quelques grandes villes françaises, comme Paris ou Lyon, ainsi que les Îles Britanniques ou l'Europe du Nord. À 90 kilomètres au sud-est de la commune, l'aéroport de Bordeaux - Mérignac est un aéroport international permettant des liaisons vers de nombreux pays.
L'aérodrome de Royan-Médis, à moins de 4 kilomètres, est réservé à l'aviation légère.
La commune du Verdon-sur-Mer est sur la rive gauche de l'estuaire de la Gironde, qui est délimité par la pointe de Suzac.

### Climat
Le climat est de type océanique aquitain : la pluviométrie est relativement élevée en automne et en hiver et les hivers sont doux. L'été reste tempéré grâce à la brise marine. Deux vents venant de l'océan, le noroît et le suroît, soufflent sur les côtes du département. L'ensoleillement de la côte charentaise est très important : avec 2 250 heures par an, il est comparable à celui que connaît une partie de la côte méditerranéenne.

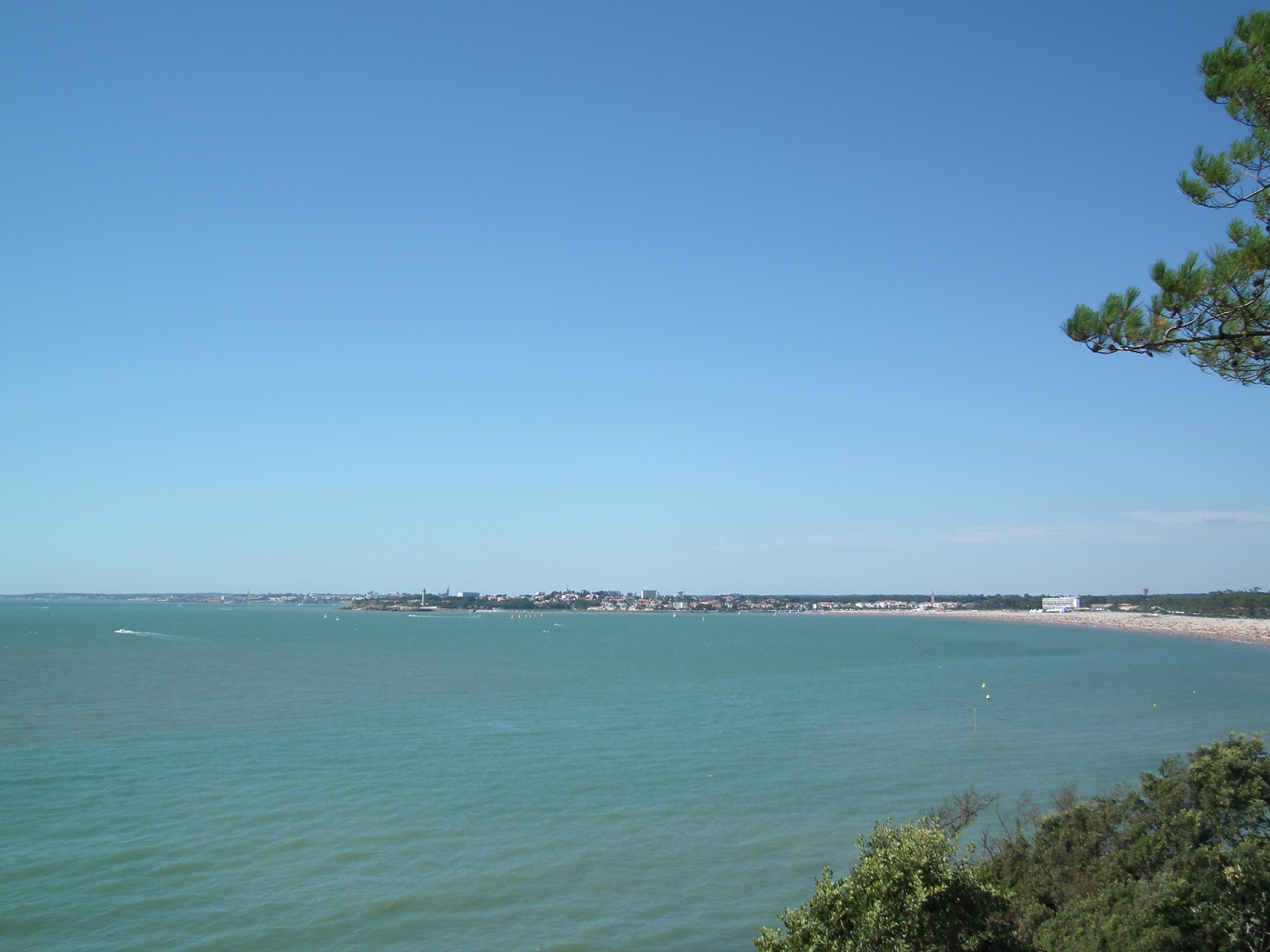
L'embouchure de la Gironde et la baie de Saint-Georges depuis les hauteurs du parc de l'estuaire.

Les relevés de la station météorologique de La Rochelle entre 1946 et 2000 permettent de déterminer quelques dates majeures au point de vue climatique en Charente-Maritime : ainsi, au cours de ce laps de temps, la température la plus froide est relevée le 15 février 1956 : −13,6 °C. 
Un pic de température (dépassé seulement au cours de la canicule de 2003) est atteint le 8 juillet 1982 avec près de 39 °C à l'ombre. 
Si 1953 est considérée comme l'année la plus sèche, 2000 est au contraire la plus pluvieuse.
La Charente-Maritime est le département français qui a été le plus durement touché par la tempête Martin du 27 décembre 1999. Les records nationaux de vents enregistrés ont été atteints avec 198 km/h sur l'île d'Oléron et 194 km/h à Royan.
Dans la nuit du 23 au 24 janvier 2009, la région est frappée par la tempête Klaus. Malgré des rafales de vent dépassant les 120 km/h, les dégâts relevés dans la commune demeurent relativement minimes au regard de la situation dans le Médoc tout proche.
Les côtes charentaises et vendéennes sont de nouveau durement éprouvées par la tempête Xynthia qui traverse la région dans la nuit du 28 février au 1er mars 2010. Des bourrasques de près de 140 km/h touchent la ville voisine de Royan. La commune relève de nombreux dégâts matériels (toitures endommagées, arbres déracinés, mobilier urbain arraché) sans qu'aucune victime ne soit cependant à déplorer.

#### Données générales
| Mois                              | jan. | fév. | mars | avril | mai  | juin | jui. | août | sep. | oct. | nov. | déc. | année |
| --------------------------------- | ---- | ---- | ---- | ----- | ---- | ---- | ---- | ---- | ---- | ---- | ---- | ---- | ----- |
| Température minimale moyenne (°C) | 3,4  | 2,8  | 5,4  | 7,4   | 10,7 | 13,7 | 15,8 | 15,7 | 13,7 | 10,5 | 6,3  | 3,9  | 9,2   |
| Température moyenne (°C)          | 5,9  | 6,9  | 8,7  | 11,1  | 14,3 | 17,5 | 19,8 | 19,6 | 17,8 | 14,2 | 9,4  | 6,6  | 12,7  |
| Température maximale moyenne (°C) | 8,5  | 9,9  | 12,1 | 14,7  | 17,9 | 21,3 | 23,8 | 23,5 | 21,8 | 18   | 12,6 | 9,2  | 16,1  |
| Ensoleillement (h)                | 84   | 111  | 174  | 212   | 239  | 272  | 305  | 277  | 218  | 167  | 107  | 85   | 2 250 |
| Précipitations (mm)               | 82,5 | 66,1 | 57   | 52,7  | 61,1 | 42,9 | 35,1 | 46,4 | 56,5 | 81,6 | 91,8 | 81,8 | 755,3 |

| Ville                    | Ensoleillement · (h/an) | Pluie · (mm/an) | Neige · (j/an) | Orage · (j/an) | Brouillard · (j/an) |
| ------------------------ | ----------------------- | --------------- | -------------- | -------------- | ------------------- |
| Médiane nationale        | 1 852                   | 835             | 16             | 25             | 50                  |
| Saint-Georges-de-Didonne | 2250                    | 755             | 4              | 13             | 26                  |
| Paris                    | 1 717                   | 634             | 13             | 20             | 26                  |
| Nice                     | 2 760                   | 791             | 1              | 28             | 2                   |
| Strasbourg               | 1 747                   | 636             | 26             | 28             | 69                  |
| Brest                    | 1 555                   | 1 230           | 6              | 12             | 78                  |
| Bordeaux                 | 2 070                   | 987             | 3              | 32             | 78                  |

## Urbanisme

### Typologie
Au 1er janvier 2024, Saint-Georges-de-Didonne est catégorisée ceinture urbaine, selon la nouvelle grille communale de densité à 7 niveaux définie par l'Insee en 2022.
Elle appartient à l'unité urbaine de Royan, une agglomération intra-départementale dont elle est une commune de la banlieue,. Par ailleurs la commune fait partie de l'aire d'attraction de Royan, dont elle est une commune de la couronne,. Cette aire, qui regroupe 26 communes, est catégorisée dans les aires de 50 000 à moins de 200 000 habitants,.
La commune, bordée par l'océan Atlantique, est également une commune littorale au sens de la loi du 3 janvier 1986, dite loi littoral. Des dispositions spécifiques d’urbanisme s’y appliquent dès lors afin de préserver les espaces naturels, les sites, les paysages et l’équilibre écologique du littoral, tel le principe d'inconstructibilité, en dehors des espaces urbanisés, sur la bande littorale des 100 mètres, ou plus si le plan local d’urbanisme le prévoit.

### Occupation des sols
L'occupation des sols de la commune, telle qu'elle ressort de la base de données européenne d’occupation biophysique des sols Corine Land Cover (CLC), est marquée par l'importance des territoires agricoles (34,3 % en 2018), en diminution par rapport à 1990 (40,2 %). La répartition détaillée en 2018 est la suivante : 
zones urbanisées (27 %), terres arables (20,2 %), eaux maritimes (16,5 %), forêts (13,3 %), prairies (8 %), zones agricoles hétérogènes (6,1 %), espaces verts artificialisés, non agricoles (4 %), zones industrielles ou commerciales et réseaux de communication (2,7 %), espaces ouverts, sans ou avec peu de végétation (1,3 %), zones humides côtières (0,8 %). L'évolution de l’occupation des sols de la commune et de ses infrastructures peut être observée sur les différentes représentations cartographiques du territoire : la carte de Cassini (XVIIIe siècle), la carte d'état-major (1820-1866) et les cartes ou photos aériennes de l'IGN pour la période actuelle (1950 à aujourd'hui).

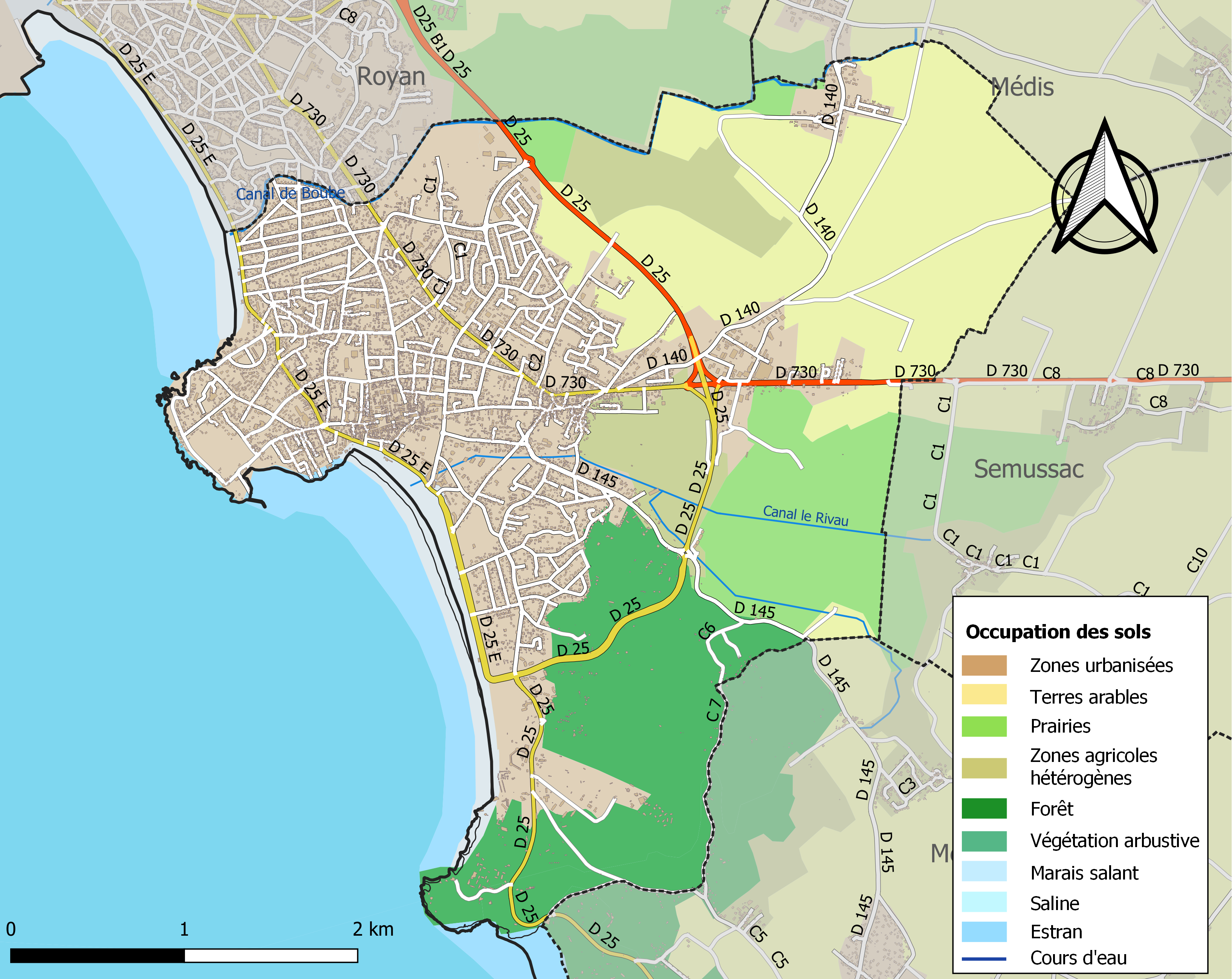
Carte des infrastructures et de l'occupation des sols de la commune en 2018 (CLC).

### Logement
Le taux de personnes propriétaires de leur logement est nettement supérieur à la moyenne nationale, soit 69,3 % (moyenne nationale : 55,3 %) — passant même à 72,4 % si l'on tient compte des seules résidences principales; parallèlement, 24,4 % des habitants de la commune sont locataires (moyenne nationale : 39,8 %). Le taux de personnes logées gratuitement est supérieur aux chiffres nationaux : 6,3 % (moyenne nationale : 4,9 %).
Le parc immobilier de la commune est constitué de 8398 logements (2012) contre 8787 cinq ans plus tôt (2007). Ceux-ci sont d'abord des résidences secondaires (66,2 %), proportion importante qui la place immédiatement derrière Royan. Le nombre de résidences secondaires a cependant reculé au cours de la période 2007-2012 (il s'établissait alors à 67,8 %) au profit des résidences principales. Celles-ci forment 31,3 % du parc en 2012 contre 29,6 % en 2007. Le peu de logements vacants (2,5 % en 2012 contre 2,9 % en 2007) témoigne d'un marché de l'immobilier tendu.
La quasi-totalité des logements sont des maisons individuelles, lesquelles représentent 87,7 % du parc immobilier (moyenne nationale : 55,3 %). L'habitat est composé de demeures assez vastes. Les 5 pièces ou plus constituent 28,6 % du parc immobilier de la commune (moyenne nationale : 31,5 %) ; les 4 pièces en constituent 31,8 %, les 3 pièces, 27,4 %, les 2 pièces, 9,3 %, et les studios, 3 %.
En dehors du centre-ville et des principaux quartiers périphériques (Didonne, Vallières), la commune accueille de plus en plus de lotissements et de zones pavillonnaires, caractéristique du phénomène d'étalement urbain, en constante progression sur la côte royannaise.
Avec 121 logements locatifs sociaux en 2015 (4,01 %) la commune a certes entamé un effort en matière d'habitat social (le taux de ce type de logements n'était que de 0,48 % en 2011) mais peine toujours à répondre aux besoins d'une partie de la population et a se rapprocher de ses obligations légales (loi SRU). Ces carences ont entraîné au mois d'octobre 2017 la perte du droit de préemption de la ville au profit de l'Établissement public foncier, à l'instar des villes voisines de Vaux-sur-Mer et de Saint-Palais-sur-Mer.

### Morphologie urbaine
La commune se divise en une dizaine de quartiers historiques (centre-ville, Trier, Didonne, le Chatâ, le Coca, Vallières, la Grandière, la Tache, la Crête, Plein Été, Margite, les Moulins) auxquels viennent s'ajouter deux hameaux principaux (Boube et les Brandes). La municipalité a quant à elle divisé la ville en sept quartiers officiels à la tête desquels sont placées des commissions de quartier (centre-ville, Vallières, Crête-Port, Plein Été, Margite, Didonne-Boube-Les Brandes et Suzac).

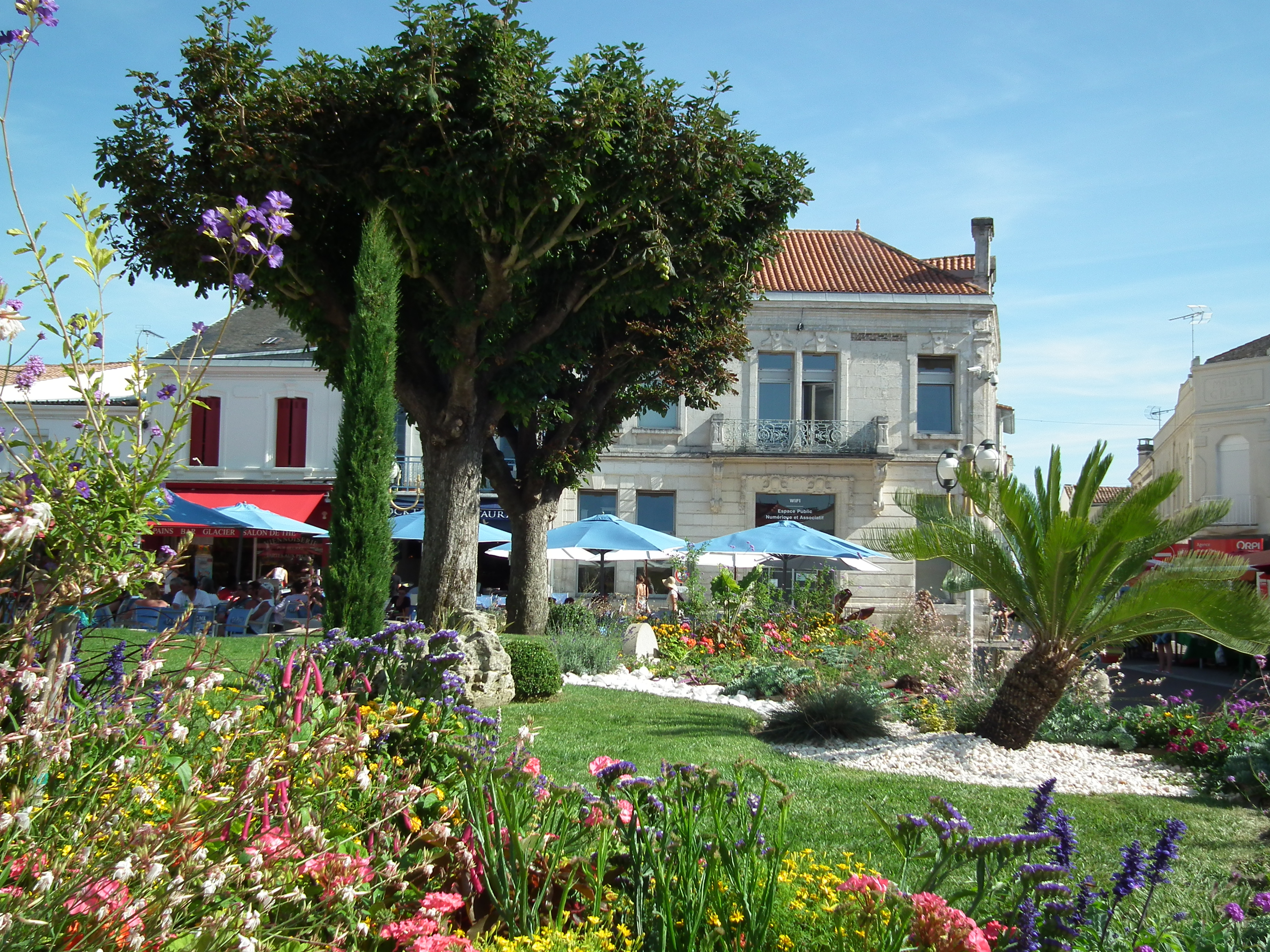
La place de Verdun et l'espace Michelet (office du tourisme), en centre-ville.

L'habitat de la commune a été largement marqué par le développement exponentiel du tourisme au cours des XIXe et XXe siècles, et aux deux « villages » de pêcheurs que constituaient jusqu'alors Saint-Georges (autour de l'église) et Didonne sont venus s'ajouter de nouveaux quartiers, tournés vers la mer. L'ancien village de Saint-Georges, d'aspect encore franchement rural à la fin du XIXe siècle — prairies et potagers entouraient encore l'église ! — se métamorphose progressivement. De nombreux commerces sont aménagés, et quelques immeubles témoignent même d'une volonté de donner à la jeune station balnéaire un cachet plus « urbain », comme l'hôtel des postes (actuel espace Michelet), de style néo-Louis XVI, ou le monumental hôtel de l'Océan, élevé en 1896 à quelques mètres de là.
Le bord de mer, où des cafés et des restaurants s'étaient installés, est repensé, autour d'un boulevard et d'une place Michelet (ex place des Quinconces) bordés de demeures en pierre datant du XIXe siècle (maisons « La mouette », « Valparaiso », « L'onde ») et de villas balnéaires aux inspirations diverses, allant du régionalisme au néo-renaissance ou au néo-médiéval (villas « Musso », « Castel-Bourg », « Marie-Thérèse »). Un office du tourisme est inauguré en 1937. L'urbanisme du centre-ville reste cependant, dès le début, relativement maîtrisé : les constructions y sont marquées par une certaine horizontalité, ne dépassant que rarement un ou deux étages. Le centre-ville est structuré par un axe majeur, la rue de la République, ancienne Grand'Rue, bordée de demeures hétéroclites. Importante rue commerçante semi-piétonne (en haute saison) bordée de boutiques, de cafés et de restaurants, elle se prolonge par la place de Verdun et par la rue Henri Collignon.

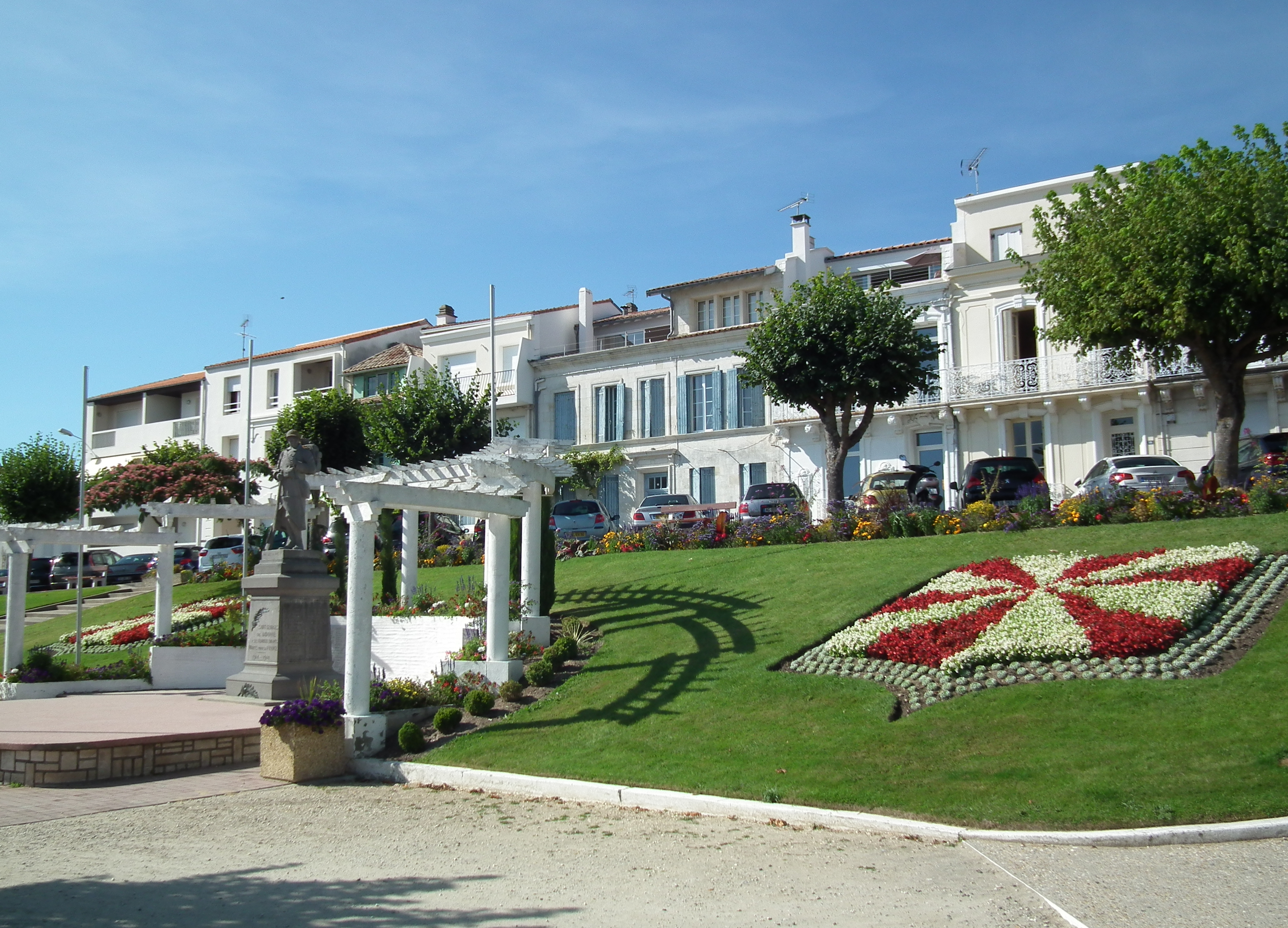
La place du Trier fait la jonction entre le centre-ville et la plage.

Au nord du centre-ville, dans le prolongement du quartier du Parc de Royan, le quartier de Vallières est aménagé dès le XIXe siècle. De nombreuses villas sont édifiées au milieu des dunes, sous les pins. L'étalement urbain touche progressivement la pointe de Vallières, qui se dote de petits lotissements et surtout, à partir de 1929, d'un hôtel de standing moderne (hôtel Océanic), premier grand immeuble de la commune, dynamité par les Allemands en 1944, car constituant un repère facilement identifiable.
Après-guerre, la pointe de Vallières voit émerger de nouveaux grands ensembles verticaux qui singularisent cette partie de la commune. Un premier « gratte-ciel » (toutes proportions gardées) de six étages est édifié en 1958, suivis par d'autres dans les années qui suivent. Cette course à la hauteur, qui avait jusque-là épargné la commune, se poursuit avec la destruction de la villa « Solitude » (près du boulevard Mocqueris) en 1959, et la construction sur son emplacement d'une résidence de six étages, « Les albatros ». C'est également à cette époque qu'on construit le boulevard de la côte de Beauté (1958), axe majeur d'un front de mer en plein réaménagement. Formant une zone de transition entre l'hyper-centre et le quartier de Suzac, le quartier de la Grandière est constitué de lotissements sous boisement (pins).
En 1974 débute la construction du quartier résidentiel « Plein Été », autour d'un plan d'eau artificiel (lac d'Enlias). Ce quartier abrite désormais, en sus de nombreux pavillons, une petite zone commerciale, et bénéficie de la proximité de la rocade. Non loin de là, le quartier de Margite, essentiellement pavillonnaire lui aussi, abrite également quelques barres de logements sociaux. La création d'un nouveau quartier dans son prolongement, Margite-Ouest, est envisagée dès 2008, différentes phases d'études prévisionnelles étant menées en 2014 et en 2015. Pensé pour accueillir en priorité des jeunes ménages actifs, il devrait être à dominante résidentielle et commerciale, comprendre environ 350 nouveaux logements et s'étendre sur 22,3 hectares. Il doit s'inscrire dans le secteur à urbaniser prévu par le plan local d'urbanisme, en bordure de la rocade de Royan, et se diviser en un secteur commercial organisé autour d'un retail park de 4 hectares prolongeant la zone commerciale actuelle et un secteur habitat dans la partie est. Ce dernier devrait comprendre 30 % de logements sociaux, 25 % de logements aidés et 45 % de logements destinés à l'accession classique (lotissements). Au mois de septembre 2015, deux hypothèses dominent quant à l'organisation du parcellaire du nouveau quartier, l'une comprenant un parc central et une aire de jeux d'environ 6000 mètres carrés, l'autre comprenant une dizaine de placettes de type « quéreux ».

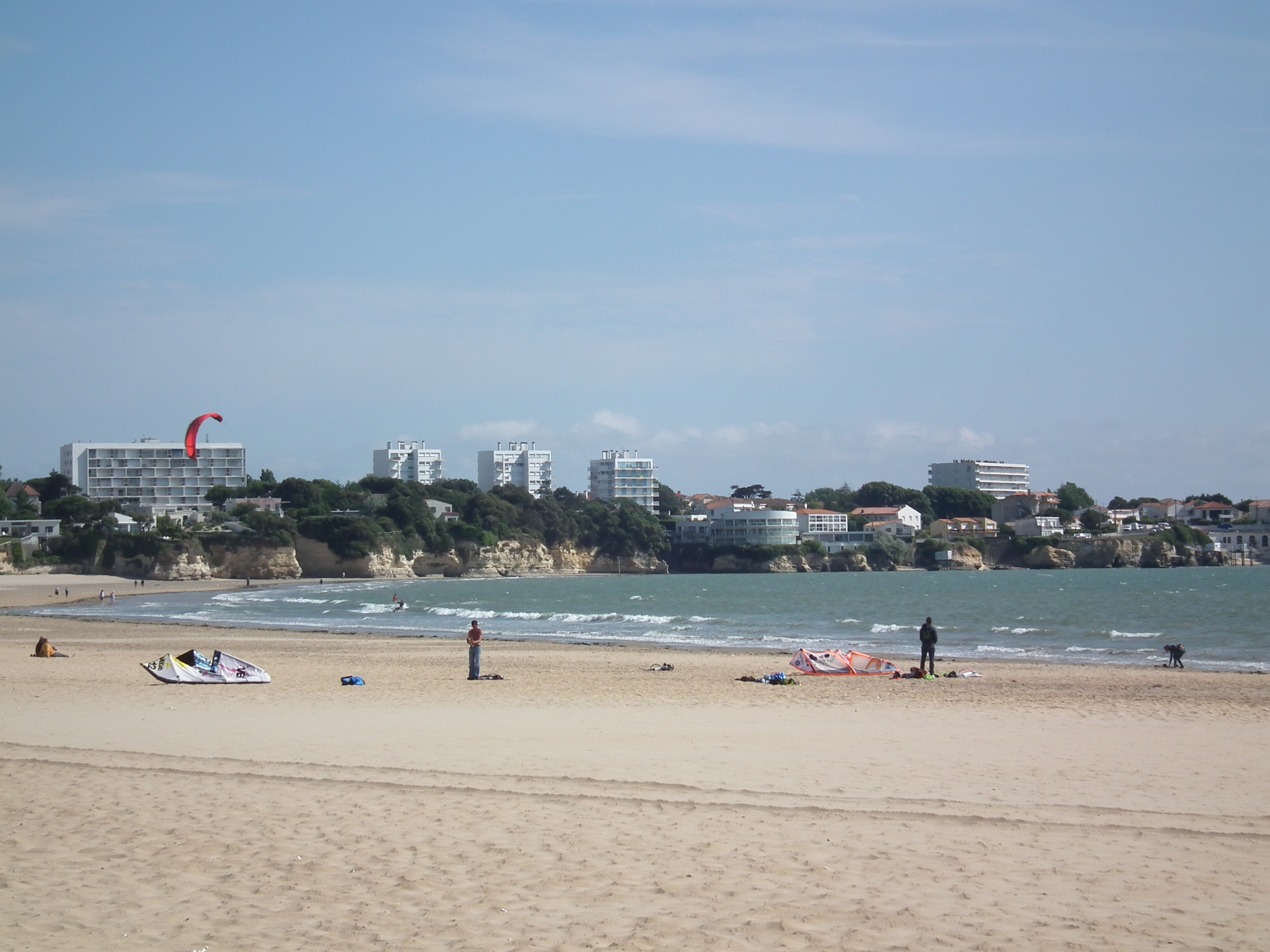
La pointe de Vallières abrite de nombreux immeubles résidentiels.

À peu de distance, le quartier de Didonne a des origines très anciennes, qui remontent au Moyen Âge. Il était à cette époque en bordure d'une petite anse, véritable port intérieur, formé par la rencontre du Rivau de Chenaumoine et des eaux de l'estuaire. Cette position stratégique explique que le château féodal des sieurs de Didonne y ait été construit (rue du Chatâ, c'est-à-dire du château; il n'en reste plus de vestiges vraiment « lisibles »). Plus tard, à l'époque de l'« église du désert », on y construit une maison d'oraison, aujourd'hui disparue. De nos jours, le quartier de Didonne conserve quelques maisons traditionnelles, et s'organise autour d'une petite place, baptisée « place de la Résistance » depuis 1965.
Au sud de la commune, le quartier de Suzac jouxte — et empiète parfois — la forêt de Suzac. Il se compose d'un îlot d'immeubles modernes, de quelques commerces saisonniers et abrite de nombreux campings. Ce quartier abrite également le Crapa, un parcours sportif établi dans la forêt, une aire de pique-nique et des résidences de vacances.
À l'écart du reste de l'agglomération, le hameau de Boube, sur la route de Médis, a connu ces dernières décennies un grand développement (construction de lotissements). S'inscrivant dans un paysage de collines accentuées, de marais et de quelques bosquets, il fut une seigneurie sous l'ancien régime. Le hameau conserve quelques maisons traditionnelles saintongeaises, bordées de roses trémières. Il abrite un logis du XVIe siècle, dont il subsiste le corps du bâtiment principal.

### Front de mer
La création d'un front de mer moderne le long de la conche de Saint-Georges est votée par le conseil municipal le 24 juin 1952, sous le mandat du maire Jacques Fresnal. Il s'articule alors depuis la plage du Trier (face au centre-ville) jusqu'à la villa Mocqueris (soit au niveau de l'actuel relais de la Côte de Beauté). Au-delà, la plage conserve un aspect sauvage, avec ses dunes couvertes de graminées et des pins maritimes. Le nouveau front de mer est inauguré le 12 juin 1955. Le 30 novembre 1960, le préfet de la Charente-Maritime déclare d'utilité publique le projet d'extension du front de mer jusqu'à la Roche Blanche (le projet initial envisageait d'aller jusqu'à Suzac). De nouveaux lampadaires sont mis en place en 1961 : ils sont restés en place jusqu'en 2014 ! Dans les années 1970 et 1980, un îlot commercial est mis en place au débouché de l'avenue Mocqueris, comprenant fast-foods, bars et boutiques de souvenirs. Puis est édifié le relais de la Côte de Beauté, à la fois cinéma, médiathèque et studio de radio.
Une grande rénovation du front de mer de Saint-Georges-de-Didonne est votée et déclarée « opération d'intérêt général » en 2010. Elle vise d'une part à améliorer la circulation des véhicules entre Vallières (dans le prolongement de Royan) et la rocade, particulièrement problématique en période estivale, mais aussi à transformer le front de mer en une « vitrine » de la ville. Le projet est conçu pour laisser plus de place aux modes de circulation « doux » (mise en place d'une nouvelle piste cyclable) et aux piétons (aménagement d'une esplanade/promenade piétonne). Les travaux sont menés en plusieurs tranches (2012, 2013 et 2014) et se sont achevés peu avant le mois de juin 2014.
Ils conduisent à la mise en place d'un tout nouveau mobilier urbain, entièrement financé par la commune : lampadaires modernistes aux formes épurées déclinés en trois tailles différentes — quatre mètres pour l'éclairage des remblais, six mètres pour l'éclairage  des liaisons transversales et huit mètres pour la voirie — dotés de lampes à décharge et de leds dans une logique d'économie d'énergie, une vingtaine de bancs et de banquettes, une dizaine de transats et plus de soixante-dix appuis-vélos, le tout en acier galvanisé aux tons « bois ». Des toilettes automatisées sont également installées.
Dans une volonté de prise en compte des enjeux écologiques, une dizaine de compacteurs solaires sont aménagés. De nouvelles plantations sont faites entre la promenade piétonne et la piste cyclable : dans un premier temps, des graminées, des pins, des lauriers et du romarin; dans un second temps, de la pelouse et des palmiers. Enfin, des rampes d'accès sont mises en place afin de favoriser l'accès à la plage aux personnes à mobilité réduite.
La rénovation de la partie du front de mer allant de la pointe de Vallières au riveau de Boube (boulevard De Lattre de Tassigny, dans le prolongement du boulevard Garnier de Royan) le long de la plage de la Grande Conche et du quartier de Vallières est menée en plusieurs tranches pendant la période 2015-2016. Menée en concertation avec la municipalité de Royan afin de garder une certaine unité esthétique, cette opération comprend une réfection de la chaussée principale, la mise en place d'un nouveau matériel urbain (lampadaires à leds conçus pour de meilleures performances énergétiques et écologiques, nouveaux arrêts de bus accessibles aux personnes à mobilité réduite) et de plantations, ainsi que d'une nouvelle piste cyclable et d'une promenade piétonne en béton lavé.

### Risques majeurs
Le territoire de la commune de Saint-Georges-de-Didonne est vulnérable à différents aléas naturels : météorologiques (tempête, orage, neige, grand froid, canicule ou sécheresse), inondations, feux de forêts, mouvements de terrains et séisme (sismicité faible). Il est également exposé à un risque technologique,  le transport de matières dangereuses. Un site publié par le BRGM permet d'évaluer simplement et rapidement les risques d'un bien localisé soit par son adresse soit par le numéro de sa parcelle.

#### Risques naturels
La commune fait partie du territoire à risques importants d'inondation (TRI) du littoral charentais, regroupant 40 communes concernées par un risque de submersion marine de la zone côtière, un des 21 TRI qui ont été arrêtés fin 2012 sur le bassin Adour-Garonne et confirmé en 2018 lors du second cycle de la Directive inondation, mais annulé en 2020. Les submersions marines les plus marquantes des XXe et XXIe siècles antérieures à 2019 sont celles liées à la tempête du 9 février 1924, à la tempête du 15 février 1957, aux tempêtes Lothar, Martin des 26 et 27 décembre 1999, Klaus en 2009 et à la tempête Xynthia des 27 et 28 février 2010. D’une violence exceptionnelle, la tempête Xynthia a fortement endommagé le littoral nord de la Charente-Maritime : douze personnes ont perdu la vie (essentiellement par noyade), des centaines de familles ont dû être relogées, et, sur un linéaire de l’ordre de 400 km de côte et de 225 km de défenses contre la mer, environ la moitié de ces ouvrages a subi des dommages plus ou moins importants. C’est environ 5 000 à 6 000 bâtiments qui ont été submergés et 40 000 ha de terres agricoles. La commune a été reconnue en état de catastrophe naturelle au titre des dommages causés par les inondations et coulées de boue survenues en 1982, 1990, 1992, 1999, 2007 et 2010,.
Saint-Georges-de-Didonne est exposée au risque de feu de forêt du fait de la présence sur son territoire du massif de la presqu’île d’Arvert (forêt de Suzac), un massif classé à risque dans le plan départemental de protection des forêts contre les incendies (PDPFCI), élaboré pour la période 2017-2026 et qui fait suite à un plan 2007-2016. Les mesures individuelles de prévention contre les incendies sont précisées par divers arrêtés préfectoraux et s’appliquent dans les zones exposées aux incendies de forêt et à moins de 200 mètres de celles-ci. L’article L.131-1 du code forestier et l’arrêté du 2 décembre 2020 règlementent l'emploi du feu en interdisant notamment d’apporter du feu, de fumer et de jeter des mégots de cigarette dans les espaces sensibles et sur les voies qui les traversent sous peine de sanctions. Un autre arrêté du 2 décembre 2020 rend le débroussaillement obligatoire, incombant au propriétaire ou ayant droit,,,.

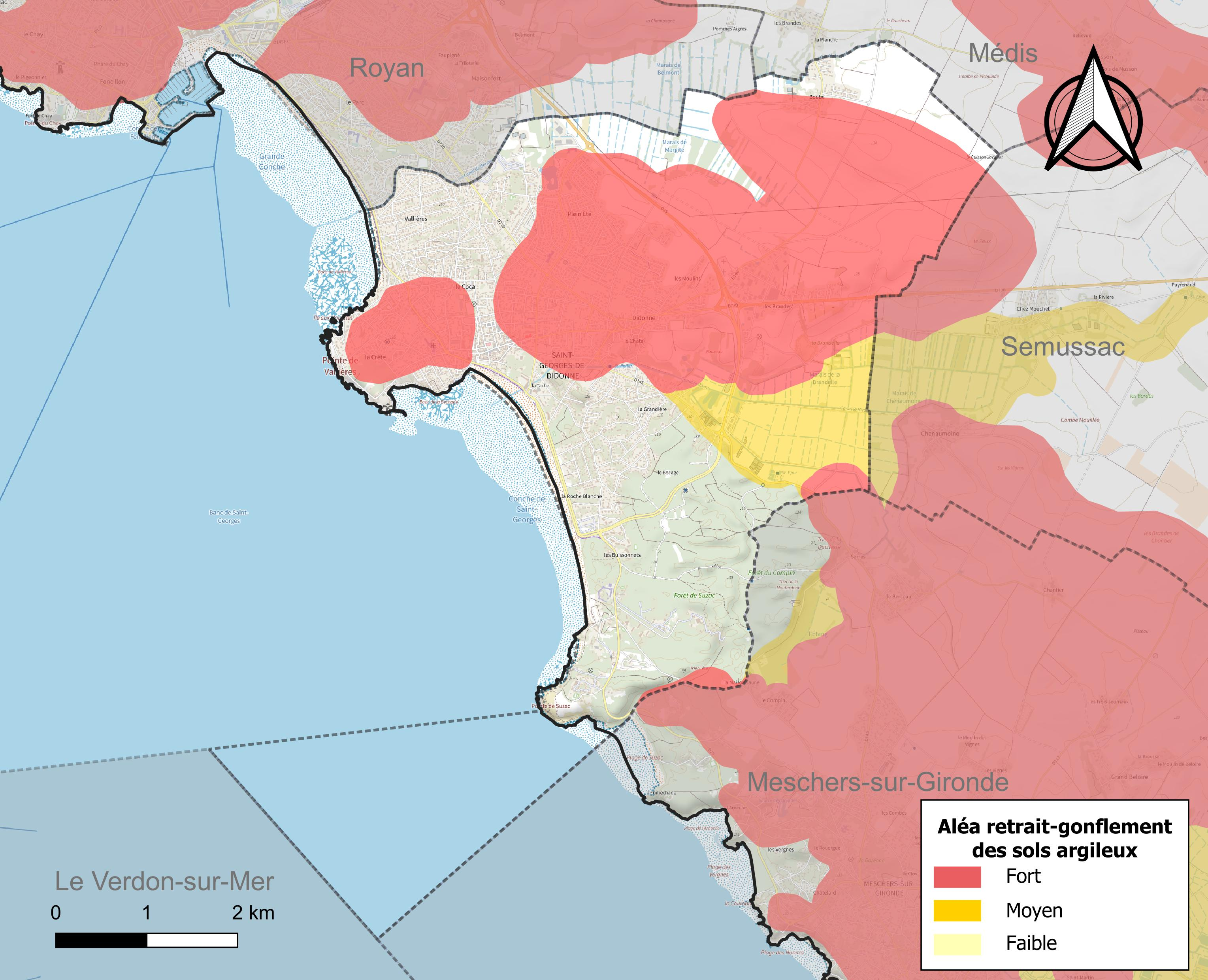
Carte des zones d'aléa retrait-gonflement des sols argileux de Saint-Georges-de-Didonne.

Les mouvements de terrains susceptibles de se produire sur la commune sont des tassements différentiels.
Le retrait-gonflement des sols argileux est susceptible d'engendrer des dommages importants aux bâtiments en cas d’alternance de périodes de sécheresse et de pluie. 46,6 % de la superficie communale est en aléa moyen ou fort (54,2 % au niveau départemental et 48,5 % au niveau national). Sur les 5 543 bâtiments dénombrés sur la commune en 2019,  2 904 sont en aléa moyen ou fort, soit 52 %, à comparer aux 57 % au niveau départemental et 54 % au niveau national. Une cartographie de l'exposition du territoire national au retrait gonflement des sols argileux est disponible sur le site du BRGM,.
Par ailleurs, afin de mieux appréhender le risque d’affaissement de terrain, l'inventaire national des cavités souterraines permet de localiser celles situées sur la commune.
Concernant les mouvements de terrains, la commune a été reconnue en état de catastrophe naturelle au titre des dommages causés par la sécheresse en 2003, 2005, 2017 et 2018 et par des mouvements de terrain en 1999 et 2010.

#### Risques technologiques
Le risque de transport de matières dangereuses sur la commune est lié à sa traversée par une ou des infrastructures routières ou ferroviaires importantes ou la présence d'une canalisation de transport d'hydrocarbures. Un accident se produisant sur de telles infrastructures est susceptible d’avoir des effets graves sur les biens, les personnes ou l'environnement, selon la nature du matériau transporté. Des dispositions d’urbanisme peuvent être préconisées en conséquence.

## Toponymie
L'origine du nom de la commune est dérivée de saint Georges, et du nom des seigneurs de Didonne, qui dominèrent longtemps la région. Ceux-ci avaient établi leur château à l'est de la commune, avant de s'établir dans le village voisin de Semussac. Il est possible que le nom de Didonne dérive de la langue celtique, Dit signifiant jour et Don, élévation. Pendant la période révolutionnaire, Saint-Georges-de-Didonne est rebaptisée Cana.
Le hameau de Boube est dérivé de l'occitan bolbena (terre argileuse, boueuse), devenu boulbène en français. Ce toponyme, ou des variantes de ce toponyme (Boubée, Boubées), se rencontrent dans d'autres régions du midi de la France, principalement dans le Gers ou encore en Tarn-et-Garonne.
Comme dans la plupart des autres communes du pays, le nom des rues, avenues et places de Saint-Georges-de-Didonne a évolué au fil du temps. La rue du général de Gaulle portait auparavant le nom du général Percin, qui lui fut attribué au sortir de la Première Guerre mondiale ; elle s'appelait avant cette période tout simplement route de Royan. La rue de la République était la rue de Didonne, et portait à l'origine le nom de Grand'Rue. La rue Carnot était la rue du couvent (un monastère, puis une école religieuse s'y trouvant jusqu'au milieu du XXe siècle), et la rue du maréchal Leclerc était la rue de la Liberté. L'avenue du lieutenant-colonel Tourtet était la route de Bordeaux, et la rue du marché était la rue de la Marine, car elle abritait le siège du syndic des pilotes lamaneurs de Saint-Georges. La place de Verdun portait avant la Première Guerre mondiale le nom de place de l'église, ou place du Champ-de-Foire. Enfin, durant l'Occupation, la place du marché était la place du maréchal Pétain.

## Histoire
Les premières traces d’occupation humaine sont très anciennes, comme en témoignent les vestiges d’un camp fortifié daté du Peu-Richardien (Néolithique tardif, il y a environ 5000 ans) de Boube, au nord de la commune. Caractéristique de cette civilisation, il occupait un site stratégique en surplomb des marais de Belmont (formant alors un vaste golfe marin) et comprenait une série de fossés, des portes fortifiées « en pinces de crabe » et une enceinte, à l’image des camps voisins de Semussac, de Cozes ou de Barzan. Des traces de villæ gallo-romaines ont été relevées au XIXe siècle au niveau de la pointe de Suzac et à Vallières, lors d’un effondrement partiel de la falaise en 1840. Les vestiges collectés indiquent une occupation au moins jusqu’au IIIe siècle de notre ère.

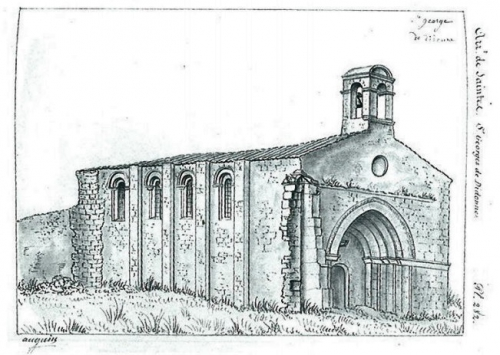
L'église Saint-Georges telle qu'elle apparaît jusqu'au milieu du XIXe siècle. Gravure de Louis-Benjamin Auguin en 1839.

Au cours du Moyen Âge, l’habitat se développe autour de deux pôles urbains distincts, regroupés au sein d’une même paroisse. En bord de mer, le bourg de Saint-Georges s’organise autour de son prieuré clunisien, dépendance de Saint-Eutrope de Saintes, mentionné dès 1075 (« Monasterium sancti Georgii juxta Castrum Didonium ») dans une bulle du pape Grégoire VII, et de sa petite église romane, qui sert de halte aux pèlerins en route vers Saint-Jacques-de-Compostelle. Aux alentours, les habitants cultivent la vigne, notamment à la pointe de Vallières, et le blé, qui alimente quelques moulins à vent perchés sur les coteaux les mieux exposés, servant sans doute, ici comme ailleurs, d’amers pour la navigation. Un peu en marge du littoral, sur une hauteur surplombant un petit bras de mer (actuels marais de Chenaumoine et de la Briqueterie) servant de havre naturel, le bourg de Didonne s’articule autour d’un puissant château-fort, dont seul le toponyme actuel « le Châta » en conserve la trace. Son existence est attestée dès 1047 dans un acte de l’abbaye de La Trinité de Vendôme, ainsi que le nom de son propriétaire, Pierre de Didonne : « Ego Petrus, Dei clementia Didonensis castri dominus » (Moi Pierre, par la grâce de Dieu seigneur du château de Didonne). Il est le fief des seigneurs de la Maison de Didonne, dont l’influence demeure longtemps très grande en Saintonge maritime : portant le titre de « princeps » (prince de Didonne), ils contrôlent non seulement une bonne partie de la presqu'île d'Arvert entre La Coubre et Meschers, dont Royan, Arvert et Semussac, mais possèdent également des alleux dans la presqu'île de Marennes et sur l'île d'Oléron. Ils ont autorité sur plusieurs châtellenies saintongeaises, jusqu'à Tonnay-Charente et même aux portes du Bordelais avec la seigneurie de Montendre. Leur prospérité est due en partie à la collecte de taxes, pratique avérée dès le haut Moyen Âge et codifiée au XIIIe siècle sous le nom de Costuma de Roian (« coutume de Royan », en ancien occitan), prélevées sur les navires voulant remonter l’estuaire jusqu’aux ports de Bordeaux ou de Libourne.
Le mariage d’Aliénor d’Aquitaine avec Henri Plantagenêt et l’accession au trône d’Angleterre de ce dernier fait passer Saint-Georges-de-Didonne dans l’Empire Plantagenêt, vaste domaine sous influence anglaise allant de l’Écosse aux marches des Pyrénées. L’Aquitaine y gagne une certaine autonomie et une grande prospérité, due en partie aux échanges commerciaux avec les Îles Britanniques. Les princes de Didonne rendent désormais l'hommage féodal aux ducs d'Aquitaine. Didonne et Montendre passent aux princes de Tonnay-Charente, par le mariage de l'héritière Aumode de Didonne — ou Almodis, Alénodis — avec Geoffroy III de Tonnay (fl. après 1200) : leur fils Geoffroy IV, prince de Tonnay, Didonne et Montendre, héritier de Broue vers 1260, marié à une fille de Savary de Mauléon et Belle-Assez de Pareds, † vers 1269, a ses possessions partagées à sa mort entre ses sept filles et gendres. Tonnay — au nord de la Charente avec St-Hippolyte en partie, en tête de pont au sud — est hérité par la postérité de l'aînée, Jeanne, femme du vicomte Aimeri IX de Rochechouart ; la troisième fille, Marguerite, mariée à Chales de Rochefort, reçoit des fiefs au sud de la Charente, avec Broue, la Bergerie et St-Hippolyte en partie ; Montendre va à la quatrième fille, Aumode de Tonnay, épouse du vicomte Guy de Comborn ; Royan échoit à la cinquième fille, de nom inconnu, femme de Robert de Matha ; la sixième fille, aussi de nom inconnu, épouse de Guillaume V Chenin sire de Morthemer et Lussac, est dame de la Barde ; la septième fille, encore de nom inconnu, mariée à Humbert Guy, a les Fontaines de Beurlay entre Echillay et Geay ; et Didonne, avec Meschers, Médis et Semussac, passe au mari de la deuxième fille, Aline de Tonnay : Barthélemy de La Haye. Ce dernier cède Didonne à Bartholomé de La Brosse vers 1276. En 1313, Pierre de la Brosse échange Didonne avec le soudan de La Trau, Arnaud-Bernard II de Préchac/Preissac, neveu du pape Clément V par sa mère Vitale/Gaillarde de Goth : ses héritiers, trois générations après, seront les Montferrand ; entre-temps, en 1365, les Préchac de La Trau ont reçu Montendre du Prince noir.
Lorsque la guerre de Cent Ans éclate en 1337, Saint-Georges reste essentiellement fidèle au roi-duc d’Aquitaine, mais son château est pris une première fois par les armées du roi de France en 1350 (Philippe VI puis son fils Jean le Bon ; Didonne est alors donné à Foulques de Matha, dont les descendants — notamment, par mariage, les Montbron : cf. le maréchal Jacques de Montbron, † 1422, fils de Yolande de Matha — l'ont jusqu'en 1446 : alors les Montbron le restituent aux Montferrand), et une seconde fois, sous Charles VII (arrière-petit-fils de Jean le Bon), qui l’attribue dès 1447 à l’amiral Prégent VII de Coëtivy, qui reçoit aussi Taillebourg ; puis, faute de descendance de ce dernier († en 1450), à Jean II et Guy La Personne (des fidèles des rois Valois) en 1453-vers 1457 ; enfin en 1461, au frère cadet de l'amiral, le chambellan et sénéchal de Guyenne Olivier de Coëtivy († 1480 ; aussi baron de Royan, Saujon et Taillebourg), gendre de Charles VII par sa femme Marie de Valois. Enfin Didonne passe aux La Trémoïlle par le mariage de Louise de Coëtivy (fille de Charles de Coëtivy et Jeanne d'Orléans-Angoulême ; petite-fille d'Olivier de Coëtivy) avec Charles de La Trémoïlle : parents de François de La Trémoïlle (les La Trémoille gardent Didonne jusqu'au XVIIIe siècle, le cédant alors au maréchal Jean-Charles de Saint-Nectaire-Brinon (1685-1771), qui acquiert vers 1730-1764 une foule de fiefs saintongeais : Didonne, Arvert, Saujon, Pisany, le Chay... dont héritèrent son fils Henri-Charles (1714-85) et sa petite-fille Marie-Charlotte (1750-guillotinée le 26 juillet 1794/8 thermidor an II), épouse du maréchal Louis de Brienne-Conflans marquis d'Armentières).
La Réforme s’implante à Saint-Georges-de-Didonne comme dans toute la Saintonge maritime dans le courant du XVIe siècle, sous l’influence des nombreux marchands étrangers qui fréquentent les ports de la région (notamment ceux de Royan ou de Ribérou). Les vexations et persécutions dont sont victimes les Protestants causent un climat délétère. La tension entre communautés catholiques et protestantes culmine au moment des Guerres de Religion. L’église est en partie détruite et les terres du prieuré sont saisies au profit de chefs protestants. Un accord est finalement conclu avec le prieur, qui accepte d’aliéner une partie de son temporel. Deux seigneuries émergent à la suite de cette « redistribution des cartes » : Boube (1571) et Lussinet (1595), la seconde au profit d’un gentilhomme médocain, Corberan Dahons. L’édit de Nantes consacre le retour à la paix, de nouveau troublée en 1622 devant la menace de l’instauration d’une république protestante en Saintonge et la réaction du roi Louis XIII, qui vient mettre le siège devant Royan et dont les troupes (régiment de Burie) cantonnent à Saint-Georges.

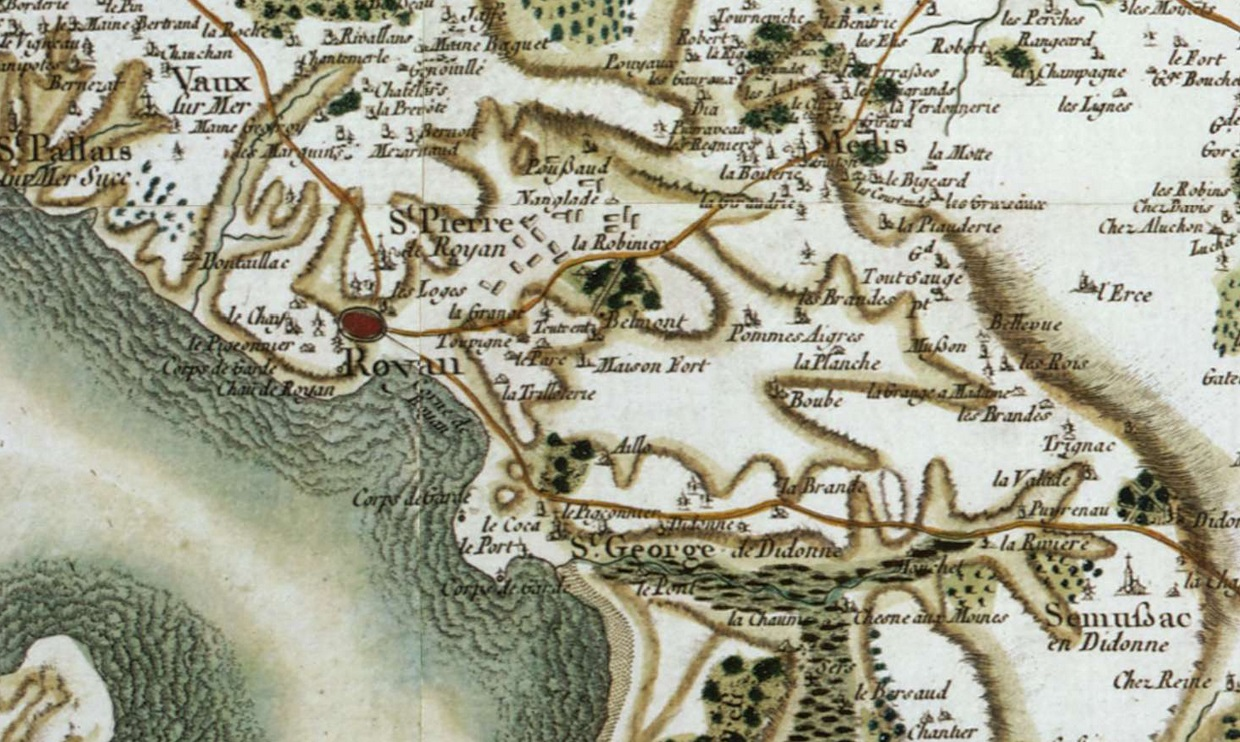
Extrait de la carte de Cassini montrant la région de Saint-Georges-de-Didonne au XVIIIe siècle.

Le XVIIIe siècle est l’âge d’or des pilotes lamaneurs, dont les principales missions sont de guider les navires empruntant l’estuaire « hors des brisants, des sables et des rochers » et de venir en aide aux bâtiments en difficulté. D’abord établis principalement à Saint-Palais, ils doivent se replier sur Saint-Georges à la suite de l’ensablement et de l’abandon du port à cause des mouvements de dune sur la Grande-Côte. C’est aussi, depuis la révocation de l’édit de Nantes par Louis XIV en 1685, une époque de répression contre les protestants, qui émigrent en masse vers les pays dits « du refuge » (Hollande, Angleterre, Amérique anglaise, Prusse) ou pratiquent leur culte en secret, dans des granges ou dans les bois et marais, sous la houlette de pasteurs au fort charisme comme Louis Gibert et Jean Jarousseau : on parle dès lors de l’Église du désert. Ils retrouvent leurs droits peu avant la Révolution, qui consacre la transformation de la paroisse en commune, brièvement rebaptisée « Cana ».
La grande mode des bains de mer, importée d’Angleterre, change radicalement le visage de la région dans le courant du XIXe siècle. De plus en plus de curistes, bourgeois ou notables séduits par les vertus thérapeutiques de l’eau de mer et du climat doux de la Saintonge maritime, réputé pour sa salubrité, prennent l’habitude de venir « prendre les eaux » à Royan. Saint-Georges reste d’abord un peu en marge, du fait du petit désert de sable parcouru de mauvais chemins qu’est alors Vallières. Peu à peu cependant, ceux qui désirent s’éloigner des mondanités royannaises prennent l’habitude d’une excursion à Saint-Georges, et certains tombent sous le charme. Eugène Pelletan, enfant du pays, contribue largement à faire connaître le village à des investisseurs, qui ne tardent pas à y faire bâtir des villas cossues. Sous l’action d’édiles ambitieux, le bourg se dote d’équipements modernes. Le cimetière entourant l’église est déplacé en 1839 au profit du nouveau cimetière des Bois. L’espace ainsi retrouvé est aménagé en champ de foire. Le front de mer commence à être aménagé vers 1875 (promenade du Trier). De nombreuses maisons sont alignées et les principales rues sont baptisées en 1892. Les dunes entre Royan et Saint-Georges sont progressivement loties et plantées de pins maritimes (bois de Vallières), ce qui permet de les fixer : ainsi naît le quartier du Parc. Le procédé est repris entre Saint-Georges et Suzac, donnant naissance à la forêt de Suzac. Des arènes sont édifiées en 1902, où sont données des corridas et des courses landaises. Le téléphone est installé en 1889, le tramway royannais arrive en 1891, et l’éclairage public à l’électricité est mis en place en 1912.
La Première Guerre mondiale a des répercussions directes sur la commune. Vingt soldats saint-georgeais tombent « au champ d’honneur » au cours des différentes offensives dans le nord et l’est de la France ; beaucoup d’autres reviennent affligés de blessures ou de mutilations. Plusieurs bâtiments sont réquisitionnés afin de servir d’hôpitaux ou de maisons de convalescence pour les « Poilus ».
Le développement de la commune se poursuit après-guerre avec l’arrivée de l’eau courante, de l’électricité et du gaz. Des hôtels luxueux sont bâtis (Grand Hôtel de l’Océan en centre-ville, hôtel Océanic à Vallières…). Le café des Bains, véritable institution, est construit en 1936 sur le front de mer – le bâtiment actuel a été reconstruit dans les années 1950 – au moment où les premiers congés payés bouleversent les habitudes : désormais, toutes les catégories de la population peuvent goûter aux plaisirs des vacances à la mer.

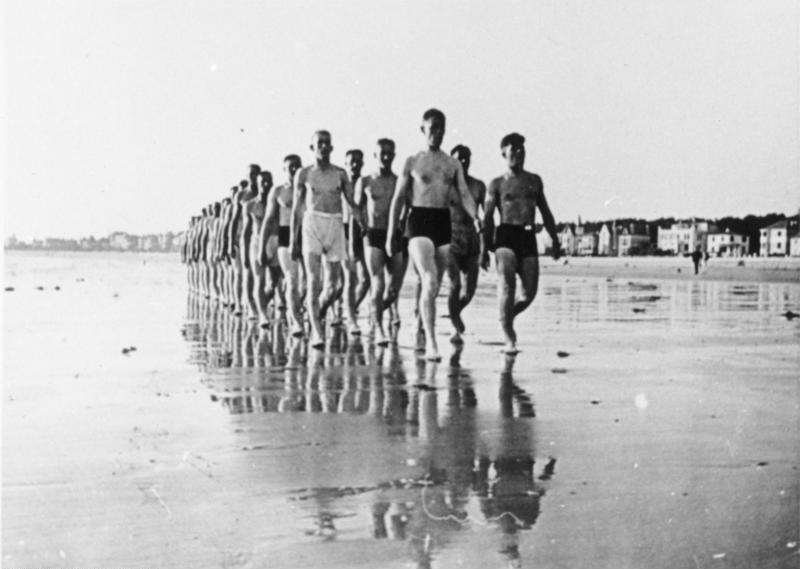
Soldats allemands défilant sur la plage de la Grande Conche en juin 1940

La Seconde Guerre mondiale met brutalement un frein aux plaisirs balnéaires. Le 24 juin 1940, à l’issue de la désastreuse campagne de France, deux détachements de la « Heer » (armée de terre) de la 44e division de la Wehrmacht prennent possession de la ville. La kommandantur est installée dans la villa Le Rafale, sur le boulevard Garnier (aujourd’hui, boulevard De Lattre de Tassigny). Les premiers travaux du célèbre « mur de l’Atlantique » voulu par Hitler afin d’éviter un débarquement allié débutent au mois de décembre 1941 sous la supervision de l’oberstleutnant Humbert et de l’oberst Schultz, et le concours de l’oberbauleitung Paula de l’organisation Todt. Le fort de Suzac, entièrement modernisé, devient un des verrous de l’estuaire de la Gironde. En 1944, alors que les alliés ont débarqué en Normandie et que les FFI libèrent progressivement les principales villes du Sud-Ouest pendant l’été, les Allemands reçoivent l’ordre de Hitler de s’enfermer dans des poches de résistance. Saint-Georges-de-Didonne est intégrée dans l’une d’entre elles, la poche de Royan. La grande offensive prévue pour la fin de l’année (opération « Indépendance ») est repoussée, du fait de la contre-offensive allemande dans les Ardennes. Des raids aériens sont menés le 13 et le 19 décembre, atteignant le fort de Suzac et un dépôt de munition. Pour autant, rien ne prépare les habitants à la catastrophe qui touche la ville voisine de Royan, anéantie dans un déluge de feu par plus de 2 000 tonnes de bombes au petit matin du 5 janvier 1945. La reconquête de la poche de Royan est repoussée au printemps. Entre-temps, des bombardements sporadiques atteignent Saint-Georges, entre la rue de la République, la rue du Coca et la rue du Docteur Larroque, et près de 300 maisons sont détruites et 700 endommagées. Le 15 avril au matin débute l’opération « Vénérable » qui marque le début de la libération de la poche de Royan. Le centre de Saint-Georges est pris quelques heures plus tard par une unité du bataillon de marche antillais no 5 (BMA5) placée sous le commandement du lieutenant-colonel Henri Tourtet. Plus au nord, le hameau de Boube, puis le quartier de Didonne sont pris par la cinquième compagnie du bataillon de marche de l’Afrique équatoriale française (bataillon de marche « Oubangui-Chari » ou BM2), placé sous le commandement du lieutenant François Valli. Le lieutenant Jean Mufraggi, après avoir pris la position d’Enlias (actuel quartier Plein été) sous un déluge de feu allemand, conduit la compagnie dans les faubourgs sud de Royan (quartier de Maisonfort). Enfin, le 107e régiment d’infanterie, héritier des Francs-archers d’Angoumois, rattaché au groupement sud placé sous le commandement du colonel Adeline, remonte depuis Meschers et prend position au Compin et à la pointe de Suzac. Le 17 avril, le contre-amiral Hans Michahelles, commandant de la forteresse de Royan (Festungskommandant) signe la reddition des forces allemandes. Si la ville n’a pas connu le sort funeste de Royan, qui n’est plus qu’un tas de ruines fumantes, beaucoup de bâtiments ont été détruits ou endommagés. Comme Vaux-sur-Mer et Royan, elle est déclarée « ville sinistrée » le 20 juin et reçoit en 1948 pour ses faits d’armes et son courage dans l’adversité la croix de guerre avec étoile de bronze et citation à l'ordre du régiment dont voici le texte : 
« Petite ville de 2 000 habitants, englobée depuis le début de l'Occupation dans la Poche de Royan, Saint-Georges-de-Didonne a vu trois cents de ses habitations entièrement détruites, sept cents autres gravement endommagées par les bombardements quotidiens, de jour comme de nuit. Sa population restée calme et digne, tant sous la domination de l'ennemi que sous les bombardements, a été en presque totalité évacuée sur l'ordre des Allemands et entièrement pillée. Vingt de ses enfants sont morts pour la France. Signé : Max Lejeune, Secrétaire d'État aux Forces armées. »
À partir des années 1950, la ville cherche à se reconstruire et à renouer avec la prospérité et les plaisirs balnéaires. Le front de mer est réaménagé de 1955 à 1965. De nouveaux quartiers sortent de terre au fur et à mesure que la population s’accroît : quartier du Pigeonnier, Plein-été, Margite. La pointe de Vallières voit se construire quelques grands immeubles, orientés vers la baie de Royan et la plage de la Grande Conche (résidence Océanic) ; de même, l’ancienne villa Mocqueris, en bordure de la conche de Saint-Georges, est dynamitée au profit d’un grand ensemble collectif de six étages (résidence Albatros). L’ancien yemple protestant de Saint-Georges-de-Didonne, partiellement détruit lors des combats, est reconstruit en marge du centre-ville en 1951. Le groupe scolaire Jean Zay est édifié entre 1954 et 1957 et le stade à partir de 1959.

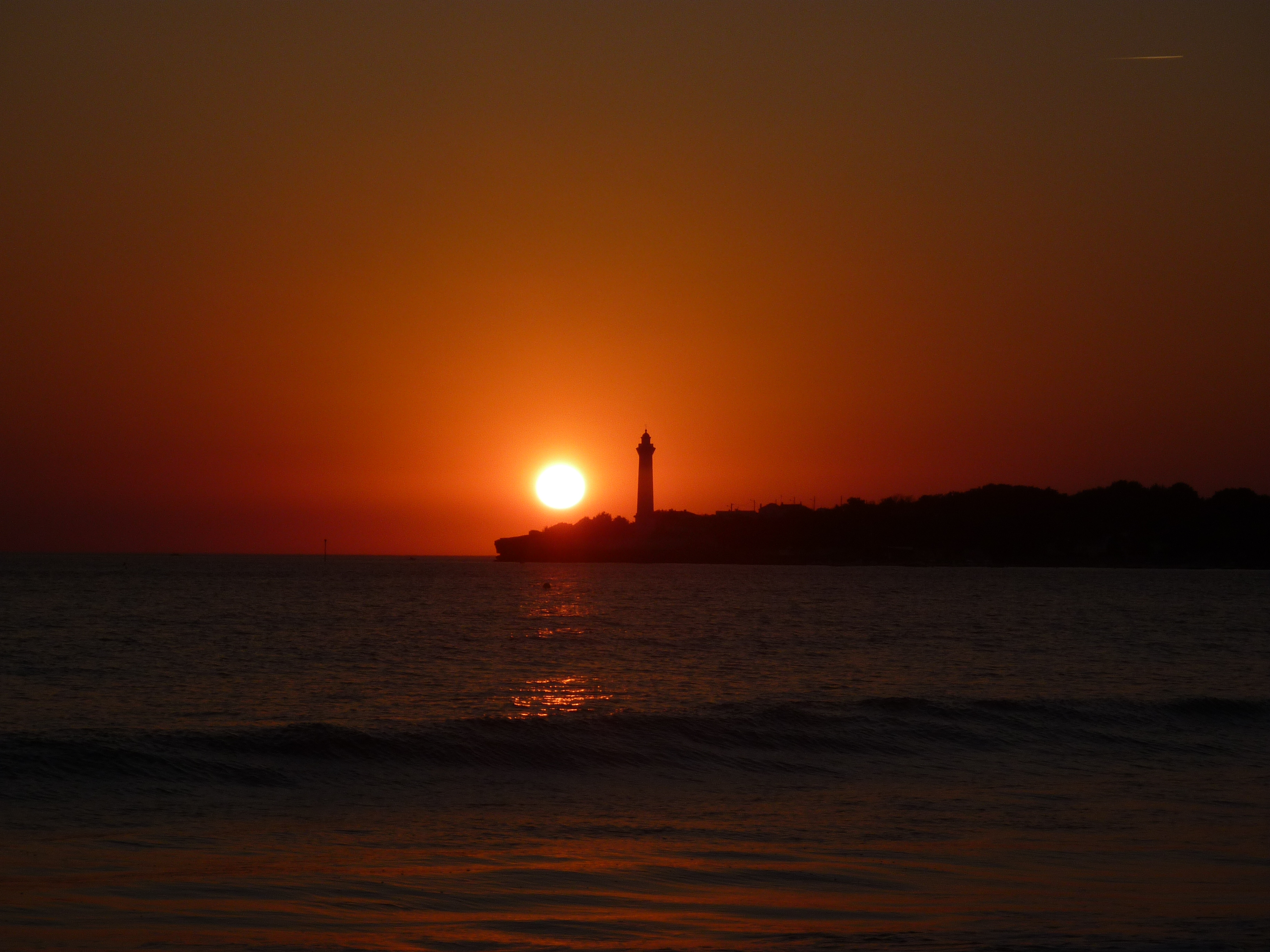
Le coucher de soleil à Saint-Georges-de-Didonne : la vue du phare depuis la grande plage

Au début des années 1960, la ville compte deux casinos : le casino de la Pergola, ancien hôtel Paris-Atlantique et à l’emplacement duquel se trouve désormais la résidence Sylvania, et le casino municipal, en bord de mer, où se trouve également une discothèque réputée, le club 61 (du nom de l’année de sa construction) et une galerie marchande. Il reçoit quelques-unes des grandes vedettes de l’époque : Alain Barrière, Dick Rivers, Lucky Blondo ou encore la célèbre chanteuse américaine Nancy Holloway. En 1977, un nouvel hôtel de ville est construit. Le casino municipal est détruit au début des années 1980, et laisse la place en 1985 au relais de la Côte de Beauté, un complexe comprenant un cinéma, une salle de spectacle, les studios d’une radio locale (Fréquence Horizon, aujourd’hui Demoiselle FM), la bibliothèque municipale et une petite galerie marchande en front de mer comprenant des boutiques, un bar, un fast food et des glaciers, mais aussi, à l’arrière du bâtiment, un espace consacré aux jeux d’arcade. La municipalité lance dans la foulée le festival Humour et Eau salée, qui accueille chaque année des humoristes connus ou débutants ainsi que divers spectacles de rues un peu partout en ville. La cité poursuit son développement touristique, accueillant chaque année des vedettes telles que Calogero, M Pokora, Hubert-Félix Thiéfaine, Tryo, Cali, Jacques Higelin Thomas Dutronc ou Renan Luce.
La modernisation des infrastructures se poursuit avec la prolongation de la rocade de Royan jusqu’au boulevard Dulin en 2003, facilitant l’accès aux communes riveraines de Royan (de Saint-Georges à Saint-Palais-sur-Mer). La réhabilitation du front de mer, véritable vitrine de la ville, est entamée au début des années 2010, est achevée en 2014 (nouveau mobilier urbain, plantations et pose de gradins en bord de mer).

## Politique et administration

### Administration municipale
De 1789 à 1799, en vertu de la loi du 14 décembre 1789, les agents municipaux (maires) sont élus au suffrage direct pour 2 ans et rééligibles, par les citoyens actifs de la commune âgés d'au moins 25 ans, contribuables payant une contribution au moins égale à 3 journées de travail dans la commune. Sont éligibles ceux qui paient un impôt équivalent au moins à dix journées de travail.

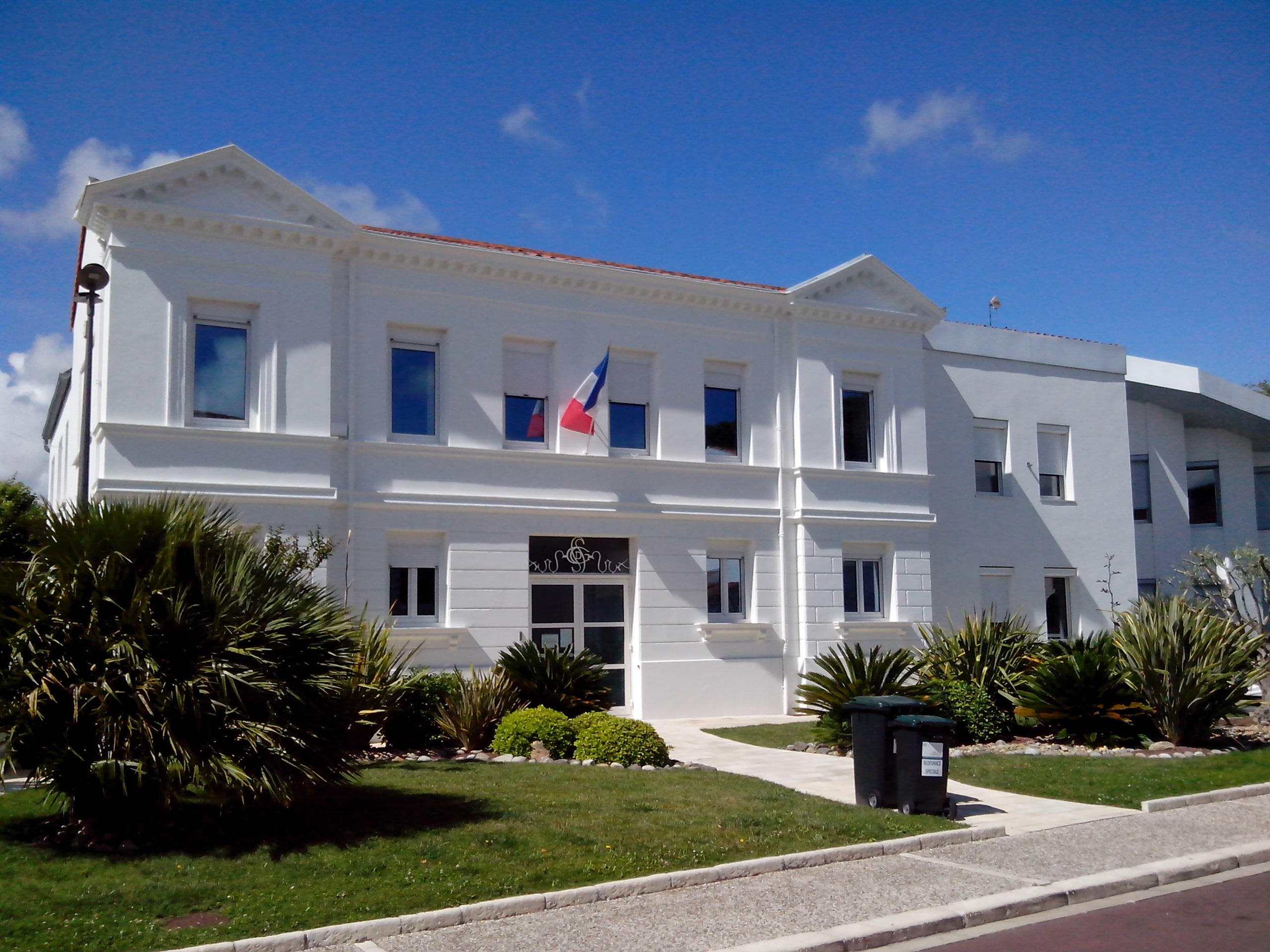
L'hôtel de ville de Saint-Georges-de-Didonne (côté rue de la République).

De 1799 à 1848, La constitution du 22 frimaire an VIII (13 décembre 1799) revient sur l’élection du maire, les maires sont nommés par le préfet pour les communes de moins de 5 000 habitants. La Restauration instaure la nomination des maires et des conseillers municipaux. Après les lois organiques 1831, les maires sont nommés (par le roi pour les communes de plus de 3 000 habitants, par le préfet pour les plus petites), mais les conseillers municipaux sont élus au suffrage censitaire pour six ans.
Du 3 juillet 1848 à 1851, les maires sont élus par le conseil municipal pour les communes de moins de 6 000 habitants.
De 1851 à 1871, les maires sont nommés par le préfet, pour les communes de moins de 3 000 habitants et pour 5 ans à partir de 1855. Après 1871, les maires sont de nouveau élus, sauf dans les chefs-lieux (de départements, d'arrondissements ou de cantons).
Ce n'est que le 28 mars 1882, qu'une loi sur l’organisation municipale (encore en vigueur) est votée, et qui régit le principe de l'élection du maire et des adjoints par le conseil municipal, quelle que soit l'importance de la commune (sauf pour Paris). La loi du 5 avril 1884 fixe le mandat à quatre ans, durée portée le 10 avril 1929 à six ans.
De par sa taille, la commune dispose d'un conseil municipal de 29 membres (article L2121-2 du Code général des collectivités territoriales).

### Tendances politiques et résultats
L’examen des résultats des derniers scrutins révèle un électorat plutôt ancré à droite, tendance commune à de nombreuses localités de la côte royannaise et qui se confirme tant lors des élections nationales que locales. Ainsi, lors de l'élection présidentielle de 2012, c’est Nicolas Sarkozy, le candidat de l’UMP, qui est arrivé largement en tête devant le candidat du PS François Hollande avec respectivement 58,45 % des voix contre 41,55 %, soit un rapport de force inversé par rapport aux résultats nationaux (51,64 % des voix pour François Hollande et 48,36 % pour Nicolas Sarkozy). Au cours des élections législatives qui ont suivi, les électeurs Saint-Georgeais ont confirmé ce choix en réélisant à la tête de la Quatrième circonscription Dominique Bussereau (UMP), ancien maire de la commune, arrivé en tête dès le premier tour (45,30 %) puis de nouveau au second (56,88 %). Lors des élections municipales de 2014, c’est la liste Divers droite de Jean-Marc Bouffard qui est élue avec 54,70 % des suffrages exprimés, confirmant les résultats de l'élection municipale anticipée de 2013, qui avait vu la victoire de Jean-Marc Bouffard (53,64 % des voix) dès le premier tour, devant la liste de la maire sortante Françoise Brouard (35,51 %). Enfin, lors des élections régionales de 2015, qui s'inscrivent pour la première fois dans le cadre de la région Nouvelle-Aquitaine, c’est la candidate de droite (apparentée UMP) Virginie Calmels qui arrive en tête des votes des électeurs, tant au premier (36,71 %) qu’au second tour (45,60 %). En dépit de scores inédits dans la commune, le candidat du FN Jacques Colombiers ne parvient pas à réaliser d’aussi bons scores que dans certaines communes de l’Ouest royannais, mais arrive néanmoins en seconde position au premier tour (26,16 %) devant le socialiste Alain Rousset (19,22 %). Il passe cependant en troisième position au second tour (22,26 %), derrière Alain Rousset (32,14 %).
Résultats des élections présidentielles de 2017, 2012 et 2007 :
- élection présidentielle de 2017 : 70,21 % pour Emmanuel Macron (EM!), 29,79 % pour Marine Le Pen (FN). Participation : 76,36 %[111]
- élection présidentielle de 2012 : 58,45 % pour Nicolas Sarkozy (UMP), 41,55 % pour François Hollande (PS). Participation : 83,08 %[112].
- élection présidentielle de 2007 : 63,65 % pour Nicolas Sarkozy (UMP), 36,35 % pour Ségolène Royal (PS). Participation : 84,77 %[113].

Résultats des élections législatives de 2017, 2012 et 2007 :
- élections législatives de 2017 : 56,98 % pour Raphaël Gérard (LREM), 43,02 % pour Loic Girard (LR). Participation : 47,36 %[114]
- élections législatives de 2012 : 56,88 % pour Dominique Bussereau (UMP), 19,18 % pour Fabienne Dugas-Raveneau (PS). Participation : 64,80 %[115]
- élections législatives de 2007 : 64,66 % pour Dominique Bussereau (UMP), 18,88 % pour Régine Joly (PS). Participation : 65,60 %[116].

Résultats des élections régionales de 2015 et 2010 :
- élections régionales de 2015 : 45,02 % pour Virginie Calmels (UMP), 32,14 % pour Alain Rousset (PS), 22,26 % pour Jacques Colombier (FN). Participation : 59,03 %[117]
- élections régionales de 2010 : 55,74 % pour Dominique Bussereau (UMP), 44,26 % pour Ségolène Royal (PS). Participation : 56,04 %[118]

Résultats des élections municipales de 2014 et 2008 :
- élections municipales de 2014 : 54,70 % pour la liste Divers Droite « Émergence 2014 » conduite par Jean-Marc Bouffard, 20,14 % pour la liste Divers Droite « Saint-Georges d'abord » conduite par Patrick Berthier, 15,97 % pour la liste Sans Étiquette « Unis pour Saint-Georges » menée par Érick Mouton et 9,17 % pour la liste Divers Droite « Rassemblement pour Saint-Georges » menée par Philippe Allaire. Participation : 63,57%[119]
- élections municipales de 2008 : 55,23 % pour la liste « Saint-Georges ensemble » conduite par Dominique Bussereau (UMP), 33,92 % pour la liste « Émergence » conduite par Jean-Marc Bouffard (Divers Droite) et 10,85 % pour la liste « Saint-Georges autrement » (Divers Gauche) conduite par Philippe Allaire. Participation : 65,63%[120].

### Liste des maires
| Période         | Période                       | Identité            | Étiquette               | Qualité |
| --------------- | ----------------------------- | ------------------- | ----------------------- | --- |
| 1945            | 14 aout 1946                  | Paul Camille Hubert |                         | Instituteur |
| 1946            | 1951                          | Georges Baud        | SFIO                    | Fonctionnaire et instituteur |
| 28 janvier 1951 | 21 mars 1971                  | Jacques Frénal      |                         | Chirurgien |
| 21 mars 1971    | 27 juin 1978                  | Miguel de Pereyra   |                         | Administrateur civil Démissionnaire pour raisons de santé |
| 27 juin 1978    | mars 1983                     | Henri Charron       |                         | Ancien pharmacien |
| mars 1983       | 24 mars 1989                  | Charles Martel      | UDF                     | Professeur |
| 24 mars 1989    | 7 juillet 2002                | Dominique Bussereau | UDF-PR puis DL puis UMP | Conseiller en entreprise, secrétaire d'État et ministre (2002 → 2010) Député de la 4e circonscription de la Charente-Maritime (1993 → 2002) Conseiller général de Royan-Est (1985 → 2015) Conseiller régional de Poitou-Charentes (1992 → 1993) Démissionnaire à la suite de sa nomination au gouvernement |
| 7 juillet 2002  | 20 octobre 2009               | Jean-Michel Renu    | UMP                     | Agent immobilier, maire honoraire (2020) Ancien vice-président de la CA Royan Atlantique Démissionnaire |
| 8 novembre 2009 | 8 février 2013                | Françoise Brouard   | SE                      | Retraitée de la MSA |
| 8 février 2013, | 3 juillet 2020                | Jean-Marc Bouffard  | DVD                     | Cadre de direction retraité 10e vice-président de la CA Royan Atlantique (2014 → 2020) |
| 3 juillet 2020, | En cours (au 19 janvier 2021) | François Richaud    | DVC                     | Enseignant-chercheur 11e vice-président de la CA Royan Atlantique (2020 → ) |

### Région
À la suite de la réforme administrative de 2014 ramenant le nombre de régions de France métropolitaine de 22 à 13, la commune appartient depuis le 1er janvier 2016 à la région Nouvelle-Aquitaine, dont la capitale est Bordeaux. De 1972 au 31 décembre 2015, elle a appartenu à la région Poitou-Charentes, dont le chef-lieu était Poitiers.

### Instances judiciaires
Saint-Georges-de-Didonne dépend du tribunal d'instance, du tribunal de grande instance, du tribunal pour enfants et du conseil de prud'hommes de Saintes, du tribunal administratif et de la cour d'appel de Poitiers. La cour administrative d'appel est à Bordeaux

### Fiscalité locale
| Taxe                                                | part communale | Part intercommunale | Part départementale | Part régionale |
| --------------------------------------------------- | -------------- | ------------------- | ------------------- | -------------- |
| Taxe d'habitation (TH)                              | 11,59 %        | 0,00 %              | 7,12 %              | 0,00 %         |
| Taxe foncière sur les propriétés bâties (TFPB)      | 27,47 %        | 0,00 %              | 14,01 %             | 3,32 %         |
| Taxe foncière sur les propriétés non bâties (TFPNB) | 50,00 %        | 0,00 %              | 29,17 %             | 8,63 %         |
| Cotisation foncière des entreprises (CFE)           | 0,00 %         | 22,54 %             | 0,00 %              | 0,00 %         |

La part régionale de la taxe d'habitation n'est pas applicable.
La taxe professionnelle est remplacée en 2010 par la cotisation foncière des entreprises (CFE) portant sur la valeur locative des biens immobiliers et par la contribution sur la valeur ajoutée des entreprises (CVAE) (les deux formant la contribution économique territoriale (CET) qui est un impôt local instauré par la loi de finances pour 2010).

### Jumelage et coopération
| Saint-Georges-de-Didonne Gaienhofen Balatonföldvár |

| Koulpélogo |

## Population et société

### Démographie

#### Évolution démographique
L'évolution du nombre d'habitants est connue à travers les recensements de la population effectués dans la commune depuis 1793. Pour les communes de moins de 10 000 habitants, une enquête de recensement portant sur toute la population est réalisée tous les cinq ans, les populations de référence des années intermédiaires étant quant à elles estimées par interpolation ou extrapolation. Pour la commune, le premier recensement exhaustif entrant dans le cadre du nouveau dispositif a été réalisé en 2006.

En 2022, la commune comptait 5 093 habitants, en évolution de −4,91 % par rapport à 2016 (Charente-Maritime : +4,04 %, France hors Mayotte : +2,11 %).
| 1793 | 1800 | 1806 | 1821 | 1831 | 1836 | 1841 | 1846 | 1851 |
| ---- | ---- | ---- | ---- | ---- | ---- | ---- | ---- | ---- |
| 697  | 702  | 632  | 768  | 808  | 909  | 934  | 905  | 884  |

| 1856 | 1861 | 1866 | 1872 | 1876  | 1881  | 1886  | 1891  | 1896  |
| ---- | ---- | ---- | ---- | ----- | ----- | ----- | ----- | ----- |
| 905  | 920  | 964  | 972  | 1 081 | 1 127 | 1 251 | 1 211 | 1 355 |

| 1901  | 1906  | 1911  | 1921  | 1926  | 1931  | 1936  | 1946  | 1954  |
| ----- | ----- | ----- | ----- | ----- | ----- | ----- | ----- | ----- |
| 1 409 | 1 454 | 1 541 | 1 522 | 1 782 | 1 743 | 2 004 | 2 626 | 3 391 |

| 1962  | 1968  | 1975  | 1982  | 1990  | 1999  | 2006  | 2011  | 2016  |
| ----- | ----- | ----- | ----- | ----- | ----- | ----- | ----- | ----- |
| 3 388 | 3 680 | 3 983 | 4 287 | 4 705 | 5 034 | 5 059 | 5 086 | 5 356 |

| 2021  | 2022  | - | - | - | - | - | - | - |
| ----- | ----- | - | - | - | - | - | - | - |
| 5 170 | 5 093 | - | - | - | - | - | - | - |

#### Pyramide des âges
La population de la commune est relativement âgée.
En 2018, le taux de personnes d'un âge inférieur à 30 ans s'élève à 15,6 %, soit en dessous de la moyenne départementale (29 %). À l'inverse, le taux de personnes d'âge supérieur à 60 ans est de 59,3 % la même année, alors qu'il est de 34,9 % au niveau départemental.
En 2018, la commune comptait 2 412 hommes pour 2 928 femmes, soit un taux de 54,83 % de femmes, largement supérieur au taux départemental (52,15 %).
Les pyramides des âges de la commune et du département s'établissent comme suit.
| Hommes | Classe d’âge | Femmes |
| ------ | ------------ | ------ |
| 2,5    | 90 ou +      | 6,4    |
| 19,1   | 75-89 ans    | 22,7   |
| 34,1   | 60-74 ans    | 33,2   |
| 16,4   | 45-59 ans    | 14,7   |
| 10,0   | 30-44 ans    | 9,6    |
| 7,8    | 15-29 ans    | 5,9    |
| 10,2   | 0-14 ans     | 7,6    |

| Hommes | Classe d’âge | Femmes |
| ------ | ------------ | ------ |
| 1,1    | 90 ou +      | 2,6    |
| 10,1   | 75-89 ans    | 12,6   |
| 22     | 60-74 ans    | 23,2   |
| 20,1   | 45-59 ans    | 19,7   |
| 16,1   | 30-44 ans    | 15,6   |
| 15,2   | 15-29 ans    | 12,7   |
| 15,4   | 0-14 ans     | 13,6   |

### Enseignement
La commune de Saint-Georges-de-Didonne appartient à l'académie de Poitiers (zone A). Les infrastructures scolaires communales publiques comprennent un groupe scolaire formé d'une école maternelle, baptisée « Les matelots » (quatre classes et 97 élèves pour l'année 2012-2013) ainsi que de deux écoles primaires baptisées « Jean-Zay I » et « Jean-Zay II » (neuf classes et 215 élèves pour l'année 2012-2013) construites dans les années 1960. Toutes deux disposent d'un restaurant scolaire accueillant les enfants à partir de l'âge de trois ans. Depuis la rentrée 2017, la société Restoria est chargée de la préparation des repas, en mettant l'accent sur les produits frais, issus autant que possible de la filière bio dans une démarche locale (circuits courts) et équitable. Et plus récemment la prise en charge de cette dernière est entreprit par la société Conviviaux.
La constitution d'un pôle enfance et jeunesse regroupant la crèche, les écoles, le restaurant scolaire, les activités périscolaires et le centre aéré sur un même site (avenue des Tilleuls), envisagée dès 2014, doit intervenir progressivement (en quatre tranches) à partir de 2017 et s'achever en 2022. Les travaux, estimés à 4 millions d'euros, doivent comprendre également une rénovation totale des bâtiments existants et de leurs abords immédiats en tenant compte des contraintes écologiques et de la mise aux normes d'accessibilité pour les personnes à mobilité réduite.

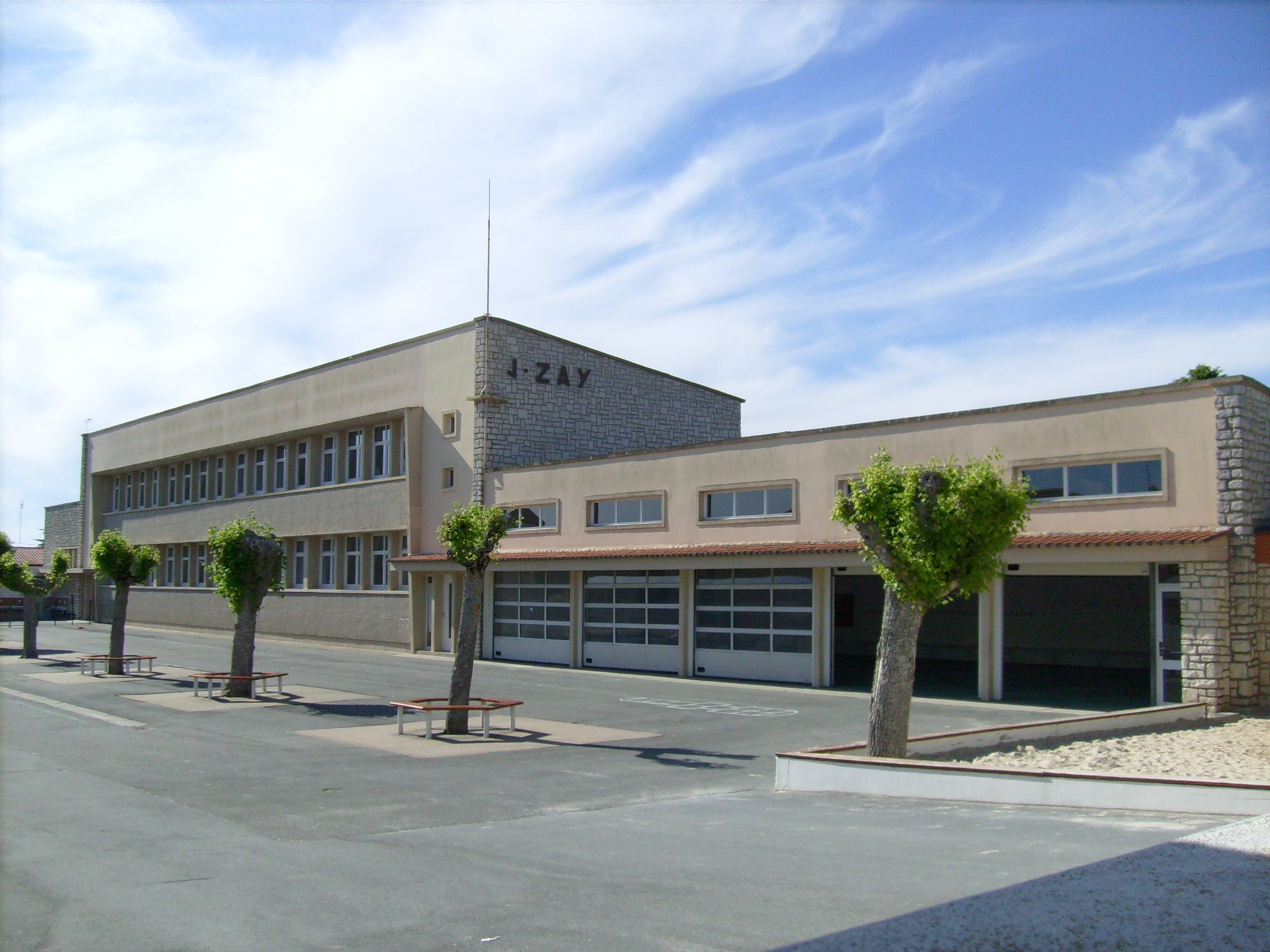
L'un des bâtiments du groupe scolaire public Jean-Zay.

La commune dispose en outre depuis 2009 d'une école et collège privés (de la maternelle à la 3ème) hors contrat, la « ferme des arts », fondés sur la pédagogie Montessori et proposant des méthodes d'éducation alternatives mettant en avant « l'observation, l’entraide, les échanges et le respect mutuel ». Installée dans une ancienne ferme du lieu-dit « Boube » (en direction de Médis), elle peut accueillir une vingtaine d'enfants.
Les élèves du second cycle sont dirigés vers le collège Émile Zola, situé dans le quartier du Parc de Royan, à environ deux kilomètres du centre-ville de Saint-Georges, la commune étant située dans ce secteur scolaire. Cet établissement, le plus ancien des cinq collèges que compte l’agglomération de Royan, ne dispose pas d’internat, mais est équipé d’un restaurant scolaire, d’un centre de documentation et d’information informatisé et d’un gymnase. À partir de la classe de seconde, les élèves saint-georgeais peuvent poursuivre leurs études dans les lycées de Royan (enseignement général et technologique et enseignement professionnel). Les universités et Grandes Écoles les plus proches sont situées à La Rochelle (environ 60 kilomètres au nord) et à Bordeaux (environ 90 kilomètres au sud), où est situé le deuxième plus grand campus de France (Domaine universitaire de Talence Pessac Gradignan).
Le transport scolaire a été confié à la société de transports urbains de l'agglomération royannaise, Cara'Bus (lignes 12, 24, 25, 110, 113 et 116 à partir de Saint-Georges-de-Didonne). En outre, la municipalité a mis en place un service de trajets à pied domicile-école, et inversement, (pédibus) pour les élèves scolarisés dans les écoles publiques de la commune, baptisé « Carapattes ». Les élèves sont encadrés par des adultes formés.
La commune disposait autrefois d'une école privée catholique, installée dans un ancien couvent (d'où l'ancien nom de la rue Carnot : rue du Couvent). Fondée en 1887 sous l'impulsion de l'abbé Merlet, elle est confiée aux soins des Ursulines du Sacré-Cœur de Pons. Elle cesse de fonctionner au début du XXe siècle. Le supermarché U Express est bâti sur son emplacement.

### Politique jeunesse
La municipalité dispose d’un service spécifique tourné vers l’enfance et l’adolescence : le pôle enfance et jeunesse, composé d’une douzaine de professionnels diplômés (CAP petite enfance, BAFA). Il propose différentes prestations afin d’accompagner les parents et les enfants.

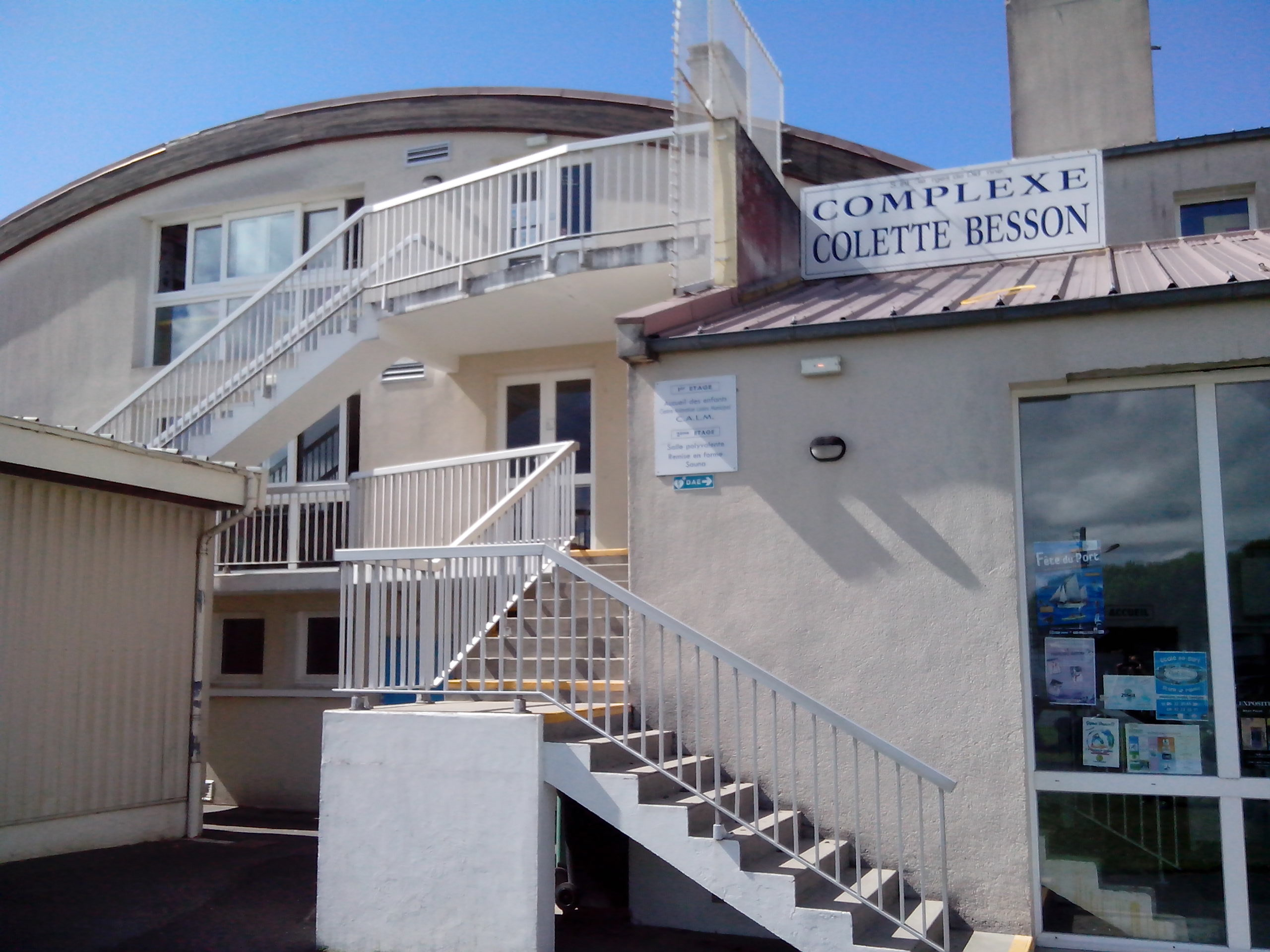
Le centre d'animation et de loisirs municipal (centre aéré) du complexe Besson.

Le pôle enfance et jeunesse gère une crèche municipale (structure multi-accueil pour la petite enfance) de trente places baptisée « Les p’tits loups ». Les enfants y sont pris en charge entre deux mois et trois ans, du lundi au vendredi, de 7 heures 45 à 18 heures 30. La structure se répartit entre deux types d’accueil (accueil régulier et accueil occasionnel) et dispose d’une prise en charge spécifique pour les enfants atteints de handicap. Les familles domiciliées à Saint-Georges sont prioritaires, mais des dérogations sont parfois accordées en fonction de la situation familiale et/ou professionnelle. D’autres crèches sont également disponibles en Pays Royannais (douze structures d'accueil dans l'agglomération royannaise), et notamment dans les proches environs de Saint-Georges (Royan, Meschers-sur-Gironde, Semussac, Saujon). Elles complètent l’offre proposée par la municipalité. L’agglomération royannaise dispose en outre d'une ludothèque dans le quartier du Parc (dans les locaux de l'école de La Clairière) et de quatre relais accueil petite enfance, où parents, enfants et professionnels peuvent se rencontrer. Saint-Georges-de-Didonne dépend de celui de Royan (secteur Ouest).
Le pôle enfance et jeunesse propose également un accueil périscolaire dans le cadre des écoles publiques de la ville, avant et après les cours, afin d’aider les parents ayant des horaires de travail contraignants. Le personnel (une ATSEM pour les maternelles et deux animateurs-encadrants pour les élèves du primaire) accueille les enfants le matin à partir de 7 heures 45 et le soir, de la fin des cours à 18 heures 30.
La municipalité s’est engagée dans un projet éducatif territorial comprenant également une aide aux devoirs facultative et gratuite, baptisé « Trait d'union »., à raison de deux soirs par semaine, le lundi et le vendredi de 16 heures 30 à 17 heures 10. Les élèves sont aidés à la fois par des membres du personnel communal et par des bénévoles. Des activités sont proposées aux élèves chaque mardi et jeudi de 16 heures à 17 heures 45, en partenariat avec une trentaine d’associations communales. Les ateliers sont gratuits et sont centrés aussi bien sur des activités manuelles, musicales, ou sportives.
Depuis le début de l’année 2016, la ville a mis en place des activités spécifiques à destination des adolescents, en particulier des sorties nocturnes encadrées par des animateurs. Ces « nocturnes du pôle jeunesse », ouvertes aux adolescents à partir de 12 ans, se tiennent à raison de deux fois par semaine, le mardi et le jeudi de 20 heures à 23 heures, avec des sorties au cinéma, au bowling de Meschers, au restaurant, au laser game ou au parc d’attraction.
Le pôle enfance et jeunesse gère également un centre aéré prenant en charge les enfants et les adolescents pendant les vacances scolaires, le CALM (Centre d’animation et de loisir municipal). Des activités diverses (sur place ou dans les environs) sont proposées matin et après-midi.
Enfin, la ville dispose de plusieurs aires de jeux ouvertes aux enfants à partir de deux ans (agrès, balançoires, toboggans, etc.), notamment au complexe Colette Besson ou au parc d’Enlias, mais aussi dans le quartier du Parc (en limite de la commune avec Royan).

### Santé
La commune dispose d'une polyclinique située à proximité du centre-ville. Fondée en 1948 à la pointe de Vallières, transférée en 1964 à son emplacement actuel, elle est spécialisée dans la chirurgie (chirurgie générale et digestive, chirurgie maxillo-faciale, gastro-entérologie, cardiologie, orthopédie, ophtalmologie, soins de suite). Son service d'urgences est ouvert de 8 heures à 20 heures. Elle disposait autrefois d'une maternité, aujourd'hui fermée. Depuis la fermeture au début de l'année 2015 du service maternité de la clinique Pasteur de Royan, les accouchements ont lieu au centre hospitalier de Saintonge de Saintes ou au centre hospitalier de Rochefort. L'agglomération royannaise dispose néanmoins d'un centre périnatal de proximité, implanté au sein du centre hospitalier de Royan.

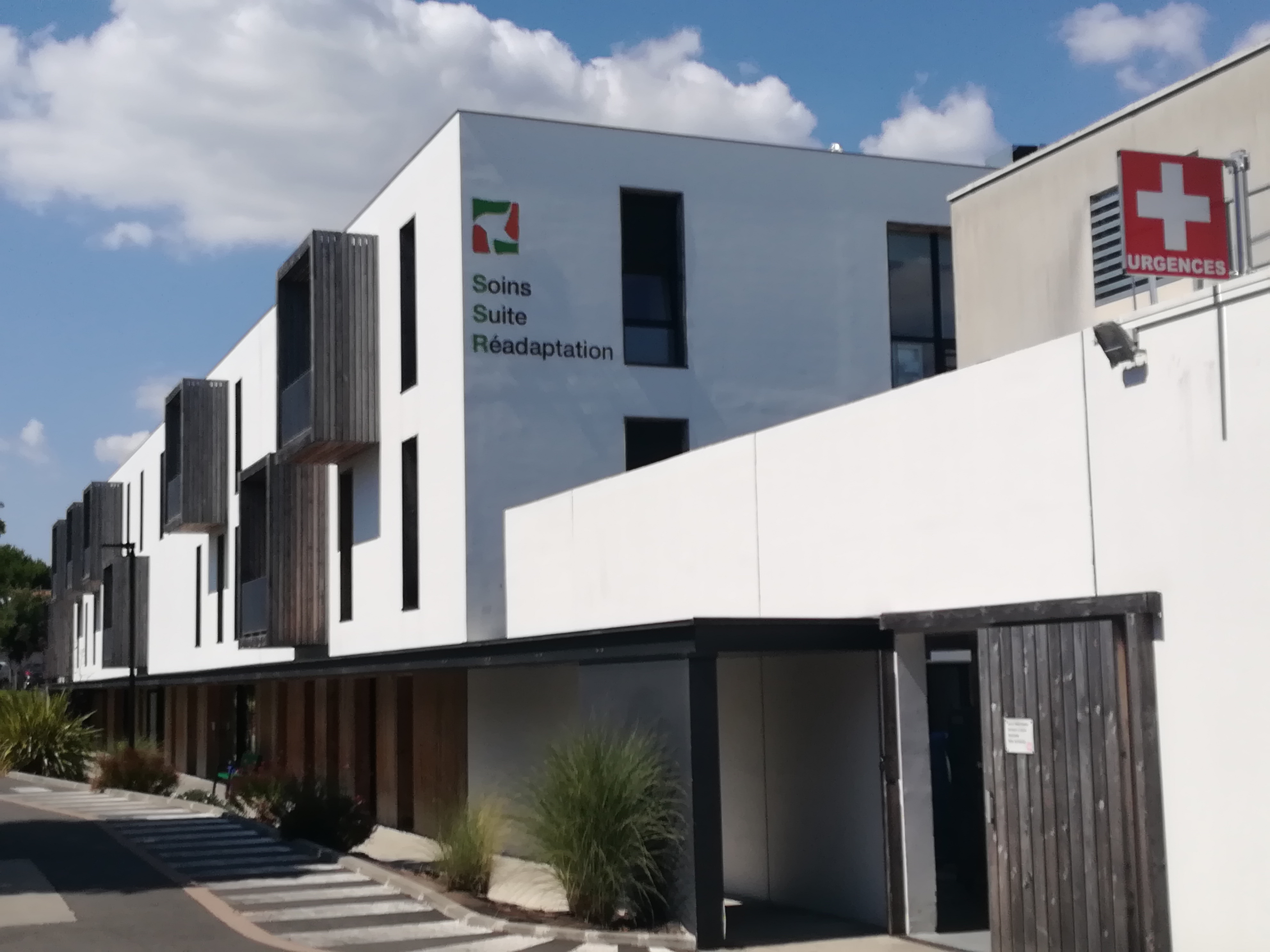
La polyclinique St-Georges : le service des urgences.

L'équipe de la polyclinique est formée de 90 salariés, dont une trentaine de chirurgiens libéraux, qui effectuent en moyenne 6000 interventions par an. En 2008, un plateau technique de cinq blocs opératoires a été mis en place. Si l'établissement est bien classé en matière de lutte contre les infections nosocomiales, il est en revanche moins bien classé pour la tenue du dossier patient et la communication avec le médecin traitant.
Le centre hospitalier public le plus proche (centre hospitalier de Royan) se situe à Vaux-sur-Mer Il dispose d'un service d'urgences. À une trentaine de kilomètres de la commune, le centre hospitalier de Saintonge, à Saintes, plus grand hôpital du département, offre une palette de soins étendue. Les cas les plus graves sont transportés au centre hospitalier universitaire de Bordeaux.
La commune compte également un cabinet de chirurgie orthopédique indépendant, un médecin anésthésiste/réanimateur, deux cabinets de médecins généralistes, quatre cabinets de kinésithérapeutes, un acupuncteur, une sage-femme et trois cabinets d'infirmiers. La palette de soins est complétée par un pôle-santé (chirurgie maxillo-faciale, neurologie, gastroentérologie, dermatologie, ophtalmologie) implanté au Rond Point des parasols à l'entrée de la zone d'activité de la Raboine.
Trois pharmacies sont présentes dans la commune : deux en centre-ville (avenue de la République) et une dans le quartier Plein-été (avenue du maréchal Juin).

### Sécurité
La commune dispose d'une police municipale, situé avenue de la République (près de La Poste), qui travaille en collaboration avec le commissariat de police nationale de Royan.
Les postes de secours des pompiers les plus proches sont situés à Royan, à Meschers-sur-Gironde et à Saujon.
Pendant la période estivale (fin juin-début septembre) les principales plages de la commune sont surveillées par des maîtres-nageurs-sauveteurs. La conche de Saint-Georges est ainsi divisée en deux secteurs, conche nord et conche sud. Le secteur conche nord abrite deux postes de secours, Le Trier (quatre sauveteurs) et Le Central (six sauveteurs, dont le chef de secteur). Le secteur conche sud abrite un poste de secours, Les Oliviers (huit sauveteurs).

### Sports
Aménagé en centre-ville, le complexe sportif Colette-Besson (médaillée d'or aux Jeux olympiques de 1968, originaire de la commune) a été inauguré par cette dernière en 1991. Principal stade de la commune, il se compose d'un terrain de football où évolue le Football club de Saint-Georges-de-Didonne, d'une salle omnisports, de courts de tennis intérieur et extérieur, d'un terrain de basket, d'un city stade et d'un skate park (des pistes en bord de plage permettent également de pratiquer vélo, skateboard et roller), ainsi qu'un club de billard comprenant quatre billards de 2,80 m et un de 3,10 m. En marge de la rocade et de la route de Bordeaux, dans le quartier de Didonne, le stade des Rousselles abrite un terrain de football où s'entraînent les jeunes recrues du Football club de Saint-Georges-de-Didonne. Sa modernisation (création d'un nouveau pôle sportif) est en toujours en cours d'étude en 2016.
La ville abrite en outre une salle polyvalente, un plateau multi-sport (basket, football, handball), une salle de remise en forme, un minigolf, un boulodrome homologué de 32 cadres, un circuit VTT/VTC, trois circuits de running, un circuit sportif en forêt de Suzac (Crapa) et un parcours de fitness en libre service sur le front de mer.

La planche à voile est un sport nautique très populaire sur la côte de Beauté.

L’agglomération Royan-Atlantique dispose d’une station nautique labellisée établie sur plusieurs sites (Royan, Saint-Georges-de-Didonne, Saint-Palais-sur-Mer, Meschers-sur-Gironde, Les Mathes/La Palmyre, La Tremblade/Ronce-les-Bains). La base nautique de Saint-Georges-de-Didonne propose ainsi des activités diverses telles que la planche à voile, le catamaran, le dériveur, le kayak de mer, ainsi que le speed sail (planche à voile à roulettes) et le char à voile, dont Saint-Georges-de-Didonne est la « capitale » régionale. De fait, la conche de Saint-Georges a servi et sert encore de lieu d'entraînement à de nombreux champions de France de cette discipline.
La pointe de Vallières connait aussi une certaine renommée pour le funboard (windsurf ou planche à voile) due à l'existence d'une vague de roche qui casse sur les rochers. Attention toutefois, ces rochers couverts d'huitres sont très coupants à marée basse. À marée haute, par vent de nord-ouest, la vague peut se transformer en shore break.
Le service des sports de Saint-Georges-de-Didonne propose différentes activités encadrées (cours de gymnastique, footing, renforcement musculaire, krav maga), des activités à destination des jeunes (handball, volley-ball, futsal) ou des enfants, à travers l'école municipale omnisports (EMO). En juillet-août, des tournois de beach-volley, de sandball et de beach tennis sont organisés.
Parmi les clubs de sport présents dans la commune figurent notamment un club de football (FC Saint-Georges-de-Didonne), un tennis club, une entente de handball, de badminton et d'athlétisme (Royan/Saint-Georges-de-Didonne), un club de futsal, une association de sports nautiques et véliques, un centre équestre, une association de VTT et une autre de gymnastique. Les infrastructures saint-georgeaises sont complétées par celles des autres communes de l'agglomération royannaise (stades, gymnases, piscines, hippodrome de la côte de Beauté, golf de Royan, etc.), qui permettent de pratiquer de nombreux autres sports.

#### Événements sportifs
Le Tour de France passe à plusieurs reprises à Saint-Georges-de-Didonne. En 1947, au cours de la dix-septième étape (Bordeaux-Les Sables-d'Olonne), puis à deux reprises au cours de l'année 1958 : à l'arrivée de la dixième étape (Saint-Nazaire-Royan) et au départ de la onzième étape (Royan-Bordeaux).
Le tour du Poitou-Charentes passe à plusieurs reprises par Saint-Georges-de-Didonne, notamment en 2010 et en 2012.
La commune organise depuis 1994 la course pédestre des 10 kilomètres de la côte de Beauté, et depuis 2006 le challenge Colette Besson (5 kilomètres de course individuelle, 5 kilomètres de marche individuelle).
En 2012, la commune a accueilli le championnat de France Beach Ultimate Frisbee.

### Marché
Le marché alimentaire sous halle couverte est ouvert tous les jours de l'année. Le marché de Didonne a lieu tous les vendredis matin. Pendant la saison estivale, un marché nocturne proposant des produits artisanaux est organisé sur le front de mer une fois par semaine.

### Cultes

Le temple protestant de Saint-Georges-de-Didonne appartient à l' Église protestante unie de France

Saint-Georges-de-Didonne appartient au diocèse catholique de La Rochelle et Saintes, lui-même subdivision de la province ecclésiastique de Poitiers depuis 2002 (de la province ecclésiastique de Bordeaux avant cette date) et au doyenné de Royan. La paroisse est comprise dans le secteur pastoral « Notre-Dame-L'Assomption », centré sur Royan.
Pour l'Église protestante unie de France, Saint-Georges-de-Didonne dépend du consistoire de Charente-Maritime et de l'association cultuelle de l'Église réformée de Royan, Médis, Saujon et Saint-Georges-de-Didonne. Un temple accueille le culte certains dimanches, en été, en alternance avec ceux de Royan, Médis et Saujon.
La commune abrite en outre une salle du Royaume des Témoins de Jéhovah.
Les autres confessions ne disposent pas de lieu de culte dans la commune.

### Médias

#### Télévision
En réception aérienne, les émetteurs de référence pour la réception des chaînes de la télévision numérique terrestre sont Royan 1 (situé à Vaux-sur-Mer) et Royan 2 (situé à la limite entre Saint-Georges-de-Didonne et Meschers-sur-Gironde) qui couvrent la quasi-totalité du territoire communal (99 %). Ils reprennent notamment le signal de l'antenne locale de France 3 Nouvelle-Aquitaine, France 3 Poitou-Charentes ainsi que le décrochage France 3 Atlantique.

Logo de France 3 Nouvelle-Aquitaine.

Les émetteurs de Lesparre-Médoc et de Bordeaux (Bouliac) peuvent également être reçus dans une partie de la commune (26 % du territoire communal couvert pour le premier, mais seulement 4 % pour le second). Ces deux émetteurs reprennent les émissions de France 3 Aquitaine et le décrochage local France 3 Bordeaux-Métropole, ainsi que la chaîne locale bordelaise TV7 Bordeaux.
Comme le reste de la région, Saint-Georges-de-Didonne reçoit la chaîne régionale de la Nouvelle-Aquitaine : NoA depuis le mois de septembre 2018.

#### Radio
La plupart des radios nationales présentes dans le département peuvent être écoutées dans la commune. Les informations départementales sont relayées par la station de radio publique France Bleu La Rochelle; cependant, France Bleu Gironde peut également être reçue, mais de façon plus ou moins aléatoire. Les stations de radio locales pouvant être écoutées dans la commune sont principalement Demoiselle FM (généraliste, émettant depuis Rochefort, qui dispose de locaux dans la commune), Terre Marine FM (techno, dance et musiques électroniques, émettant depuis Fouras), Wit FM (généraliste, émettant depuis Bordeaux), Mixx radio (techno, dance et musiques électroniques, émettant depuis Cognac et reprise par le réémetteur de Saintes), et RCF Accords Charente-Maritime (religieuse, émettant depuis La Rochelle).

#### Presse
La presse locale est représentée par le quotidien Sud Ouest, dont le siège est à Bordeaux (une agence locale est située à Royan) et par l'hebdomadaire Le Littoral de la Charente-Maritime, dont le siège est à Marennes. La commune édite son propre magazine municipal, « L'écho de Saint-Georges-de-Didonne », qui paraît deux fois par an.

#### Internet haut débit
Un répartiteur téléphonique est implanté sur la commune, et est dégroupé par plusieurs opérateur alternatifs : outre Orange sont ainsi disponibles SFR, Bouygues Telecom et Free. L'ADSL et l'ADSL 2+ couvrent la commune. Saint-Georges-de-Didonne dispose également d'un point Wi-Fi (gratuit)

### Gestion des déchets
La collecte et la valorisation des déchets sont du ressort de la communauté d'agglomération. Sous son impulsion, un système de tri sélectif a été mis en place à partir de 2001, lequel concerne essentiellement les emballages usagés, le papier et le verre.
Le ramassage de ces déchets se fait soit à domicile par les services de nettoiement, chaque samedi, (chaque mercredi et samedi en juillet-août), soit, pour le verre exclusivement, à partir de différents points de collecte implantés en divers points de la commune. Les déchets végétaux sont collectés le mercredi et les ordures ménagères, le mardi et le vendredi (en saison, également le dimanche, le lundi et le jeudi).
Après collecte, les ordures ménagères sont acheminées vers le centre de transfert de Médis, puis le centre d'enfouissement de Clérac. Les déchets pouvant être valorisés sont quant à eux acheminés vers le centre de tri d'Échillais.

## Économie

### Emploi
Le nombre d'emplois dans la zone de Saint-Georges-de-Didonne était, selon les statistiques de l'Insee, de 1389 en 2009, un chiffre en nette augmentation depuis 1999, où ils n'étaient que 1121. Sur ces 1389 emplois, 1111 sont des emplois salariés, et 278 non salariés. Ces chiffres sont à replacer dans un contexte plus vaste, celui de l'agglomération royannaise, pôle d'emploi attractif du sud-ouest du département : rien qu'à Royan, ville-centre de ce pôle économique, l'Insee recense 9902 emplois en 2009 (contre 8534 en 1999) — auxquels s'ajoutent des emplois saisonniers. Cette concentration d'emplois n'empêche pas certains actifs de la commune d'effectuer des déplacements pendulaires vers d'autres grands pôles d'emploi du département, essentiellement Saintes et Rochefort, mais ceux-ci demeurent limités. L'indicateur de concentration d'emploi de la zone de Saint-Georges-de-Didonne suit cette tendance à la hausse, et est passé de 78,6 (en 1999) à 104,5 (2009).

Le centre commercial Super U, dans le quartier Plein Été, avant sa rénovation en 2015.

Le nombre d'actifs est de 2469, soit 61,9 % de la population communale. La tranche d'âge des 15-24 ans a un taux d'activité un peu plus faible, soit 42,4 %, mais celui des 25-54 ans atteint 90 % et celui des 54-64 ans, 31,9 %. Le taux de chômage des 15-64 ans est en constante diminution, atteignant 9,4 % de la population en 2009, contre 12,6 % en 1999. La part des femmes parmi les chômeurs était préoccupante en 1999 (20,9 %) et reste importante en 2009 (14,8 %), malgré une décrue remarquable. De fait, au cours de cette période, la tendance s'est inversée, et il y a désormais plus d'hommes au chômage que de femmes (15,6 % contre 14,8 %). Cependant, la part des hommes au chômage a également subi une baisse importante, passant de 18,3 % en 1999 à « seulement » 15,6 % en 2009.
Dans le domaine de la lutte contre le chômage, la commune dépend essentiellement des infrastructures situées à Royan : pôle-emploi, mission locale, Greta (centre de formation continue, au lycée de l'Atlantique), mais abrite une entreprise spécialisée dans le conseil et la formation professionnelle, « Hommes et savoirs ».
Les actifs forment la composante majoritaire de la population (61,9 %), suivis par les retraités (22,8 %), les inactifs (8,9 %) et les élèves, étudiants et stagiaires (6,4 %). Les catégories socio-professionnelles les mieux représentées sont les employés (33,7 %), les professions intermédiaires (22 %), les artisans, commerçants et chefs d'entreprises (13,3 %), les cadres et professions intellectuelles (7 %) et, en « queue de peloton », les agriculteurs, qui ne forment plus que 1,2 % des actifs, alors qu'ils formaient encore 2,1 % des actifs en 1999.

### Entreprises et commerces
La commune est au cœur d'un bassin d'emploi particulièrement attractif, la zone d'emploi de Royan (issue de la partition de l'ancienne zone d'emploi Saintonge maritime, qui regroupait les régions de Royan et de Rochefort), forte de 27 753 emplois en 2008.

L'industrie à Saint-Georges-de-Didonne : l'entreprise Unibéton (groupe Italcementi, cinquième producteur mondial de ciment), dans la zone d'activité des Brandes.

La zone d'emploi de Royan est, avec celle de La Rochelle, la plus dynamique de l'ex-région Poitou-Charentes, toutes deux profitant « d'un tissu économique et d'une démographie dynamiques » (Insee). La croissance y est particulièrement soutenue, du fait du développement des activités tertiaires. Saint-Georges-de-Didonne, qui appartient au bassin de vie de Royan, partage avec sa célèbre voisine une économie basée sur le tourisme, essentiellement balnéaire (en été, la population passe de 5000 à 50 000 habitants), mais aussi sur les services et le commerce.
531 établissements étaient recensés par les services de l'Insee au 31 décembre 2009, essentiellement de très petites entreprises et quelques petites et moyennes entreprises : 24,7 % ont des effectifs compris entre 1 et 9 salariés, 5,2 % ont plus de 9 salariés. Ces chiffres sont à comparer avec ceux du reste du département, soit respectivement 28,5 % et 5,7 %. Le secteur du tourisme, du commerce et des services est largement prédominant, représentant à lui seul 67,5 % du total. Viennent ensuite l'administration publique, l'enseignement, la santé et l'action sociale (16,3 %); la construction (9,3 %) et l'industrie (4,6 %).
La commune abrite quatre zones d'activités (les Portes de l'Estuaire, sur la route de Bordeaux, les Prés d'Enlias, la Raboine et la Briqueterie, près de la rocade) qui concentrent une partie des activités commerciales et industrielles. La zone d'activité de La Raboine, la plus récente, est toujours en cours d'aménagement. Elle bénéficie de la présence de la rocade et abrite un supermarché Super U, une enseigne de restauration rapide (Buffalo Grill) et quelques boutiques et concessionnaires de voiture. En 2014, la Communauté d'agglomération Royan Atlantique affiche son objectif de doter la commune d'une nouvelle zone d'amménagement commercial (Zacom) au niveau de la rocade, en marge du quartier Plein Été/Margite et de la zone d'activité de La Raboine. Celle-ci devrait se structurer autour d'un hypermarché U (par déménagement de l'ancien supermarché Super U sur ce nouveau site) et de plusieurs moyennes surfaces au sein d'un retail park.

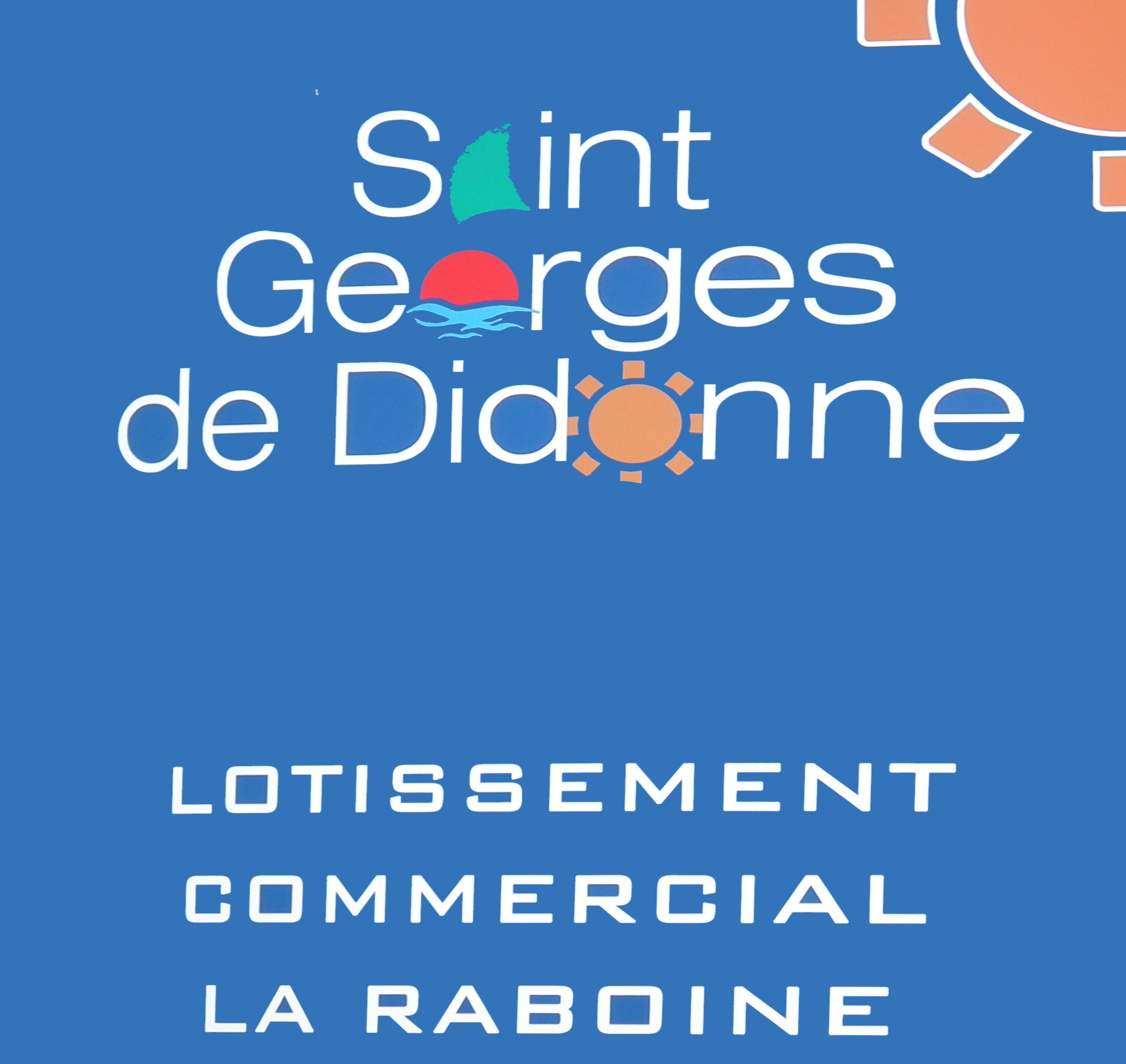
Panneau à l'entrée de la zone d'activités de La Raboine.

Enfin, et même si ce dernier ne se trouve pas sur la commune, le parc d'activité Royan 2 n'est distant que de deux kilomètres de Saint-Georges-de-Didonne par la rocade, via l'échangeur de Belmont. Constituant un des deux grands pôles commerciaux de l'agglomération royannaise, il concentre supermarchés (Aldi, Lidl), enseignes de restauration rapides (Mac Donald's, Quick, Subway), boutiques, services, discothèques, autour du centre commercial Quai 17 (hypermarché E.Leclerc).
Les principaux axes commerçants sont, outre les zones d'activités citées plus haut, le centre-ville, le front de mer et le quartier de Suzac. Une partie des commerçants de la ville s'est regroupée en une Union des Commerçants et Artisans de Saint-Georges-de-Didonne. Le centre-ville concentre de nombreuses boutiques, des bars et des restaurants, ainsi qu'un supermarché U Express. Un supermarché de proximité (enseigne Vival) est également situé à l'entrée du quartier de Vallières, tandis qu'un supermarché Proxi est implanté dans la zone d'activité des Brandes (route de Semussac). Le front de mer, tout comme le quartier de Suzac, accueille des boutiques saisonnières, des fast-foods et des glaciers.
Les principaux employeurs de la commune sont la polyclinique (90 salariés), l'usine de robinets Presto (85 salariés), l'entreprise de ciment Unibéton (groupe Italcementi), la société Atlantique services (60 salariés), l'agence de publicité Adrexo (55 salariés), les villages de vacances et campings Bois soleil, les maisons de retraite L'automne (45 salariés) et L'océane (35 salariés) et le supermarché Super U (25 salariés).
Les activités agricoles sont surtout céréalières et viticoles, avec spécialisation en cultures biologiques.

## Culture locale et patrimoine

### Lieux et monuments
Si le patrimoine monumental de la commune date essentiellement du XIXe siècle  et de la vague de développement urbain consécutive à l'émergence de la mode des bains de mer, trois monuments témoignent d'une époque plus ancienne.

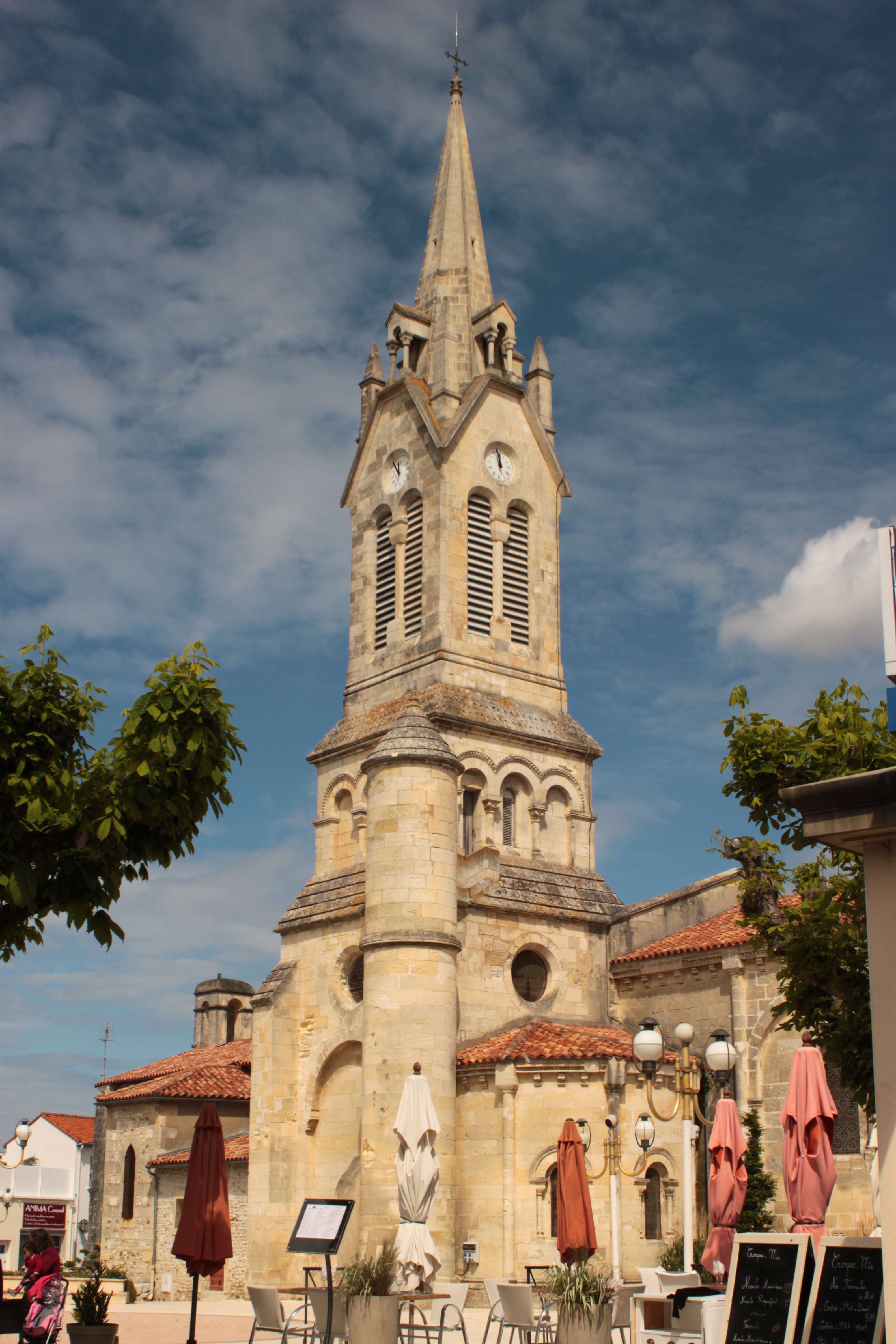
L'église Saint-Georges date du XIIe siècle pour ses parties les plus anciennes.

La motte castrale du château des seigneurs de Didonne (ou châta) se situe dans le quartier du même nom, un peu en retrait du centre-ville. Datant du XIe siècle, elle est l'unique vestige d'un château fort détruit par les Anglais au XVe siècle sans jamais être reconstruit. Longtemps laissées à l'abandon, les ruines servent à l'édification de maisons particulières au cours des siècles suivants. Victimes d'une urbanisation anarchique, les vestiges sont aujourd'hui intégrés à une propriété privée.
Autre témoignage de l'époque médiévale, l'église Saint-Georges est élevée dans le courant du XIIe siècle, mais est remaniée à plusieurs reprises ultérieurement. Son clocher néo-roman atypique, élevé en 1877 sur les plans de l'architecte Michel Alaux, s'inspire de celui de l'église Saint-Barthélémy de Rion-des-Landes, édifié par son père Gustave Alaux en 1868.
Enfin, le logis de Lussinet est une construction du XVIIe siècle consécutive à l'aliénation de certaines terres appartenant au prieuré Saint-Georges lors des guerres de religion. Seul subsiste de nos jours le corps de logis principal et quelques dépendances reprises au XVIIIe siècle .
L'émergence du tourisme balnéaire transforme le village de pêcheurs en véritable bourg à l'orée du XXe siècle. Tandis que le port est doté d'un phare en pierre de taille entre 1898 et 1902, le phare de Vallières, des maisons plus cossues font leur apparition. L'une des premières à être réalisée est la villa Musso, un chalet en pierre de taille et brique s'élevant sur trois niveaux. À peu de distance, la villa Castel-Bourg dévoile une façade s'inspirant du style gothique flamboyant. Enfin, en marge du front de mer, la maison Nelly se caractérise par une façade néo-renaissance avec fenêtres à meneaux et mascarons.

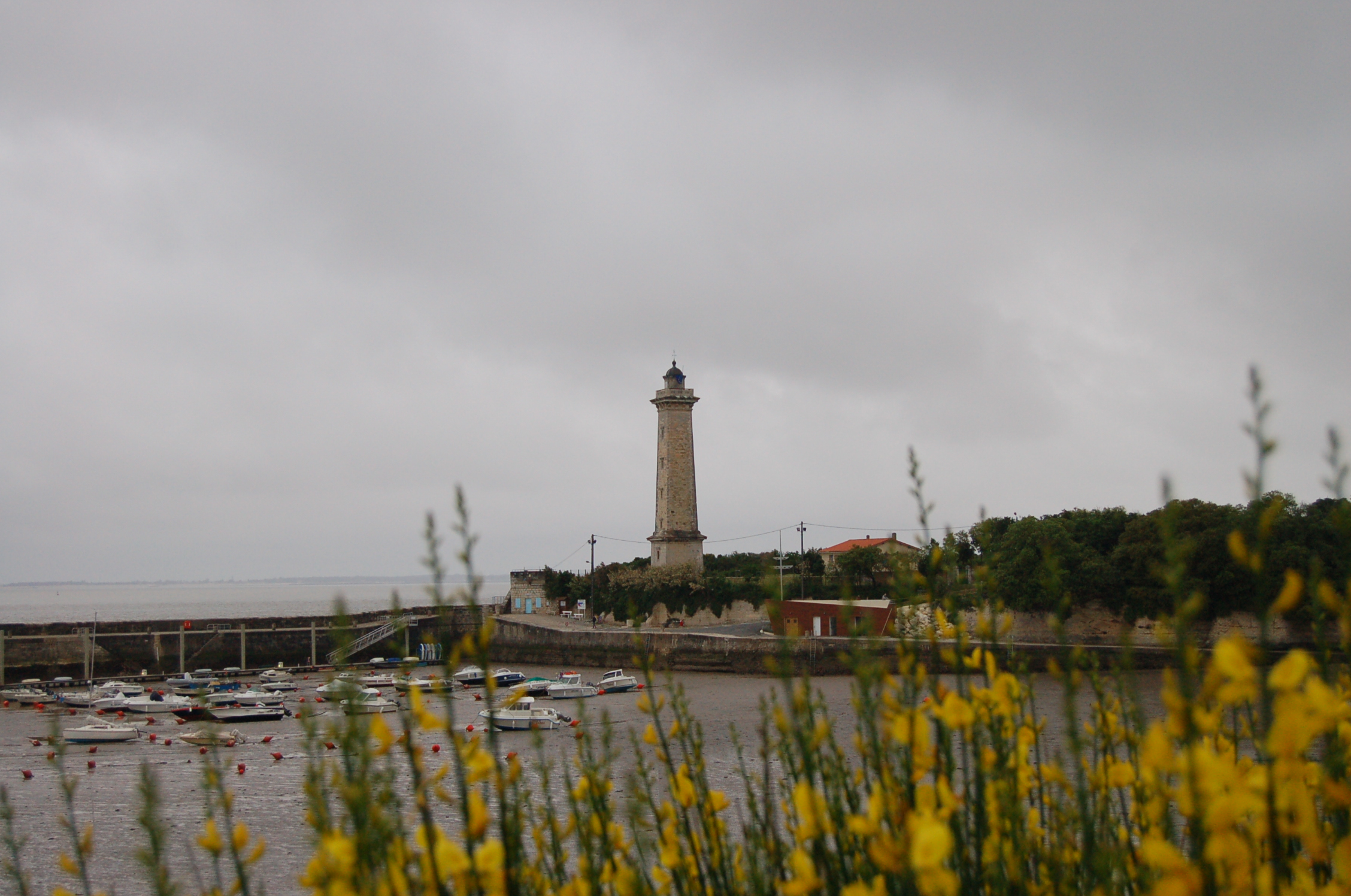
Le phare de Vallières, un des symboles de la ville.

Parmi les infrastructures publiques, l'ancien hôtel des postes (aujourd'hui converti en un espace consacré à la culture) est édifié en 1920 par l'architecte Charles Proust. Cet immeuble se distingue par une façade en pierre de taille de style néo-Louis XVI intégrant un balcon monumental en fer forgé.
Durant la seconde guerre mondiale, l'organisation Todt est chargée de l'édification d'une forteresse destinée à protéger les côtes d'un éventuel débarquement : le fort de Suzac. Constitué d'une succession de 8 casemates en béton armé - ou blockhaus -, le fort est endommagé par les bombes alliées durant les combats de 1945. Situé dans une zone protégée par le conservatoire du littoral, le fort est en cours de réhabilitation.
Au contraire de la cité voisine de Royan, détruite localement à plus de 80 %, la ville n'est que peu touchée durant les combats opposant les alliés aux occupants allemands. Seul témoignage de l'architecture moderniste dans la cité, le temple protestant est une réalisation de l'architecte Paul Drémilly. Bâti à partir de 1951, ses voûtes ellipsoïdales sont formées de pièces de céramiques creuses. Il inspirera l'église de Serqueux, dans le département de la Seine-Maritime, édifiée cinq ans plus tard et dont la démolition a été votée en 2022.
La pointe de Vallières recèle quelques rochers et grottes karstiques en cours d'érosion par la mer, notamment la grotte de la Pointe de Vallières.

### Culture

#### Équipements culturels
Le Relais de la Côte de Beauté est un espace municipal culturel et d'animations regroupant une salle de spectacle de 300 places, une salle de cinéma de 192 places et une salle classée Art et Essai, une salle d'exposition temporaire, un restaurant de 200 couverts, la médiathèque communale et deux salles de réunion.
Au mois de décembre 2016, deux « boîtes à livres » ont été installées dans la commune au niveau de la place de la Résistance et de la promenade Charles-Martel. Ce concept d'origine américaine porté localement par le Lions Club permet à chacun de prendre et de déposer gratuitement des livres. L'initiative s'est étendue à plusieurs autres communes de l'agglomération Royan Atlantique (Royan, Vaux-sur-Mer, Saint-Palais-sur-Mer notamment).

#### Saint-Georges dans les arts et la culture

##### Peinture
De nombreux peintres, parfois célèbres, ont représenté la côte de Beauté sur leurs toiles.

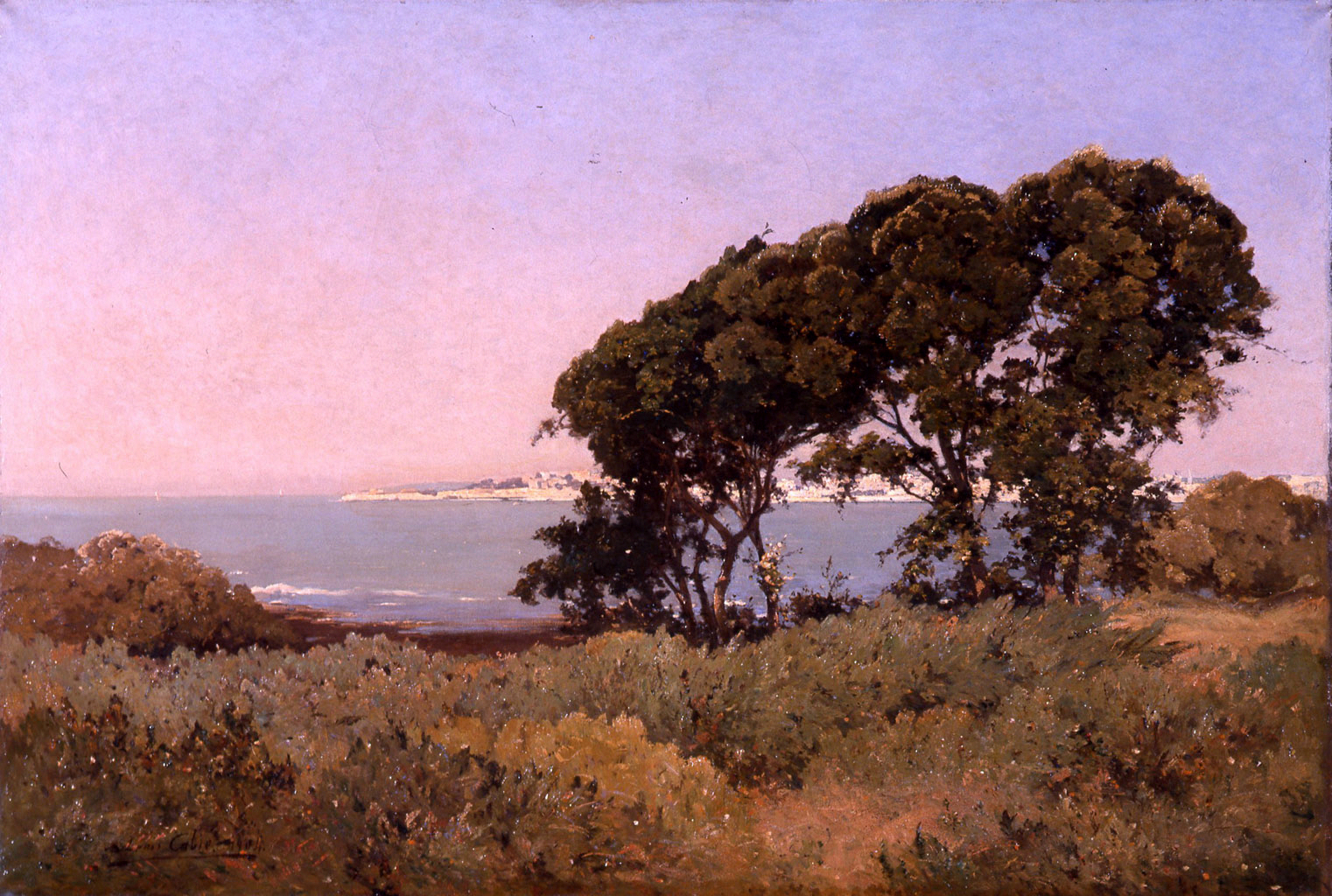
« Vue de Royan depuis Suzac », huile sur toile de Louis-Alexandre Cabié (1902).

Le peintre Odilon Redon, qui vient en villégiature à Saint-Georges-de-Didonne à partir de 1898 (il loue la villa « Goa »), écrit en 1903 : « Saint-Georges est toujours paisible et familial. Quand on revient de Royan, on sent dans ses petites rues revenir le calme d’esprit, une tranquillité qui est vraiment son caractère dominant » Il y peint plusieurs toiles, représentant la jeune station balnéaire et ses paysages. Les plus connues sont « Rochers de Vallières », « Magnifique moulin de Saint-Georges-de-Didonne » ou encore « Rue de Saint-Georges-de-Didonne » (exposée au musée des beaux-arts de Bordeaux).
Léonce Chabry, peintre bordelais, un des pères de l’École de Tervueren, peint vers 1870 des « Falaises à marée basse », des « Rochers à Saint-Georges-de-Didonne » et une « Roche isolée à Vallières » à la pointe de Vallières.
Gustave Courbet peint en 1862 une « Roche isolée » (visible au Brooklyn Museum of Art) — il s'agit en réalité de ce qu'on appelle aujourd'hui l'île aux Mouettes, à Vallières — et une « Marine au bord de mer ».
Louis-Alexandre Cabié, peintre naturaliste, peint en 1902 un « Clair de lune au bord de mer », une huile sur toile baptisée « La corniche à Saint Georges de Didonne », un « Saint Georges de Didonne, près de Royan », une « Vue de Royan depuis Suzac », un « Bord de mer » et un « Sous les chênes verts ».
Fernand Pinal, peintre pointilliste et post-impressionniste (1881-1958) peint une huile sur toile baptisée « Pointe de Suzac ».
Rupert Bunny, célèbre peintre australien, réalise une toile baptisée « Pêcheurs de crevettes à Saint-Georges » (Shrimp fishers at Saint-George) en 1910, deux ans après son « Bel après-midi à Royan » (Beautiful afternoon in Royan). Elle est exposée à la National Gallery of Victoria de Melbourne.
Bien que non-figuratif, le peintre abstrait Jean-Michel Coulon (seconde école de Paris) a très régulièrement cherché l'inspiration à Saint-Georges-de-Didonne où il passait la période estivale.

##### Sculpture
Alain Nouraud a réalisé sa sculpture Balise Ouest Vallières pendant sa résidence artistique dans les jardins du phare.

##### Littérature
Eugène Pelletan évoque la jeune station balnéaire (et sa célèbre voisine, Royan) dans son livre « La naissance d'une ville », paru en 1876.
Jules Michelet séjourne lors d'une tempête d'équinoxe à Saint-Georges-de-Didonne. Il y écrit notamment « La Femme » en 1859. Une plaque, apposée sur sa maison, cite l'auteur : « C'est à Saint-Georges-de-Didonne, en 1859, que j'ai écrit La Femme... Le parfum sauvage du pays, sa douceur sévère, les senteurs d'amertume vivifiante dont ses bruyères sont charmées, la flore des landes, la flore des dunes ont fait beaucoup pour ce livre et s'y retrouveront toujours. » Plus tard, en 1861, il rédige « La mer » souvenir de cette tempête subie à Saint-Georges. Il décrit le lieu en ces termes : « À cette gaieté des eaux, joignez la belle et unique harmonie des deux rivages. Les riches vignes du Médoc regardent les moissons de la Saintonge (...) Des eaux de mer et des eaux douces s'élèvent des nuages irisés qui projettent, sur le miroir d'où ils viennent, d'étranges couleurs, verts clairs [sic], roses et violets. »
Jean-Patrick Manchette y situe une partie de l'intrigue de son roman Le Petit bleu de la côte Ouest (1976).

##### Cinéma
Le film Fièvres, de Jean Delannoy avec Tino Rossi dans le rôle-titre est tourné en partie à Saint-Georges-de-Didonne en 1941. Il sort en salle en 1942.

#### Langue saintongeaise

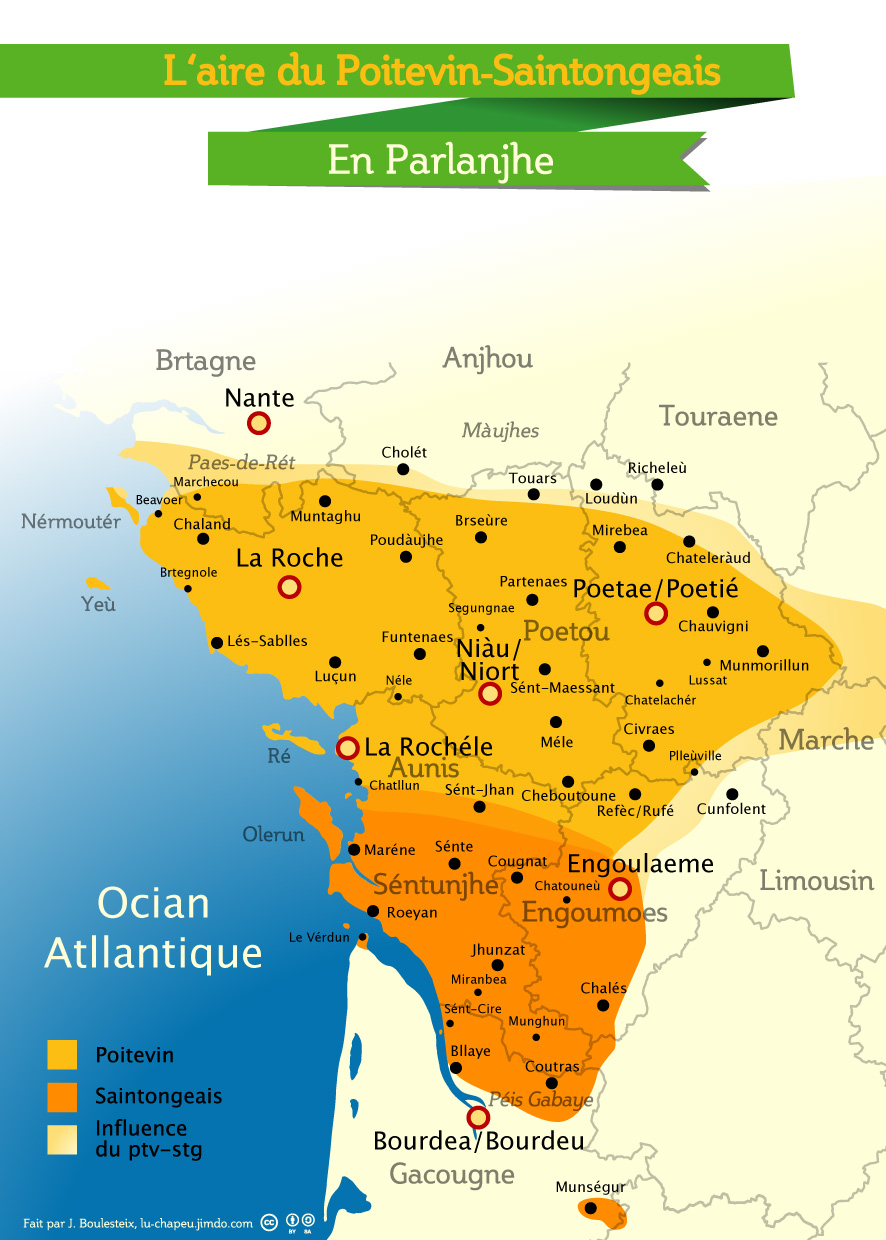
Aire linguistique du saintongeais, ou parlanjhe, au sein de l'ensemble poitevin-saintongeais (cliquer sur l'image pour l'agrandir).

La commune est située dans l'aire linguistique du saintongeais, ou parlanjhe, un dialecte faisant partie de la famille des langues d’oïl, branche des langues romanes, qui comprend également le français, l’angevin le picard et le poitevin avec lequel il est souvent regroupé dans un domaine plus vaste, le poitevin-saintongeais.
Le saintongeais  (saintonjhais, séntunjhe) est la langue vernaculaire parlée dans les anciennes provinces d'Aunis, Saintonge et Angoumois. On l’appelle aussi le charentais ou encore le patois charentais. Les locuteurs sont dits patoisants.
Le saintongeais a fortement influencé l’acadien et en conséquence, par ricochet, le cadien ; quant au québécois, il a été influencé par les parlers tels que le normand, le francien et le saintongeais.
La langue saintongeaise présente de nombreux traits communs avec des langues telles que le cadien ou l'acadien, ce qui s'explique par les origines saintongeaises d'une partie des émigrants vers la Nouvelle-France au XVIIe siècle.

#### Gastronomie
La gastronomie saintongeaise est principalement axée sur trois types de produits : les produits de la terre, les produits de la mer et les produits de la vigne.
Les préparations à base de viande de porc occupent une place prépondérante dans la cuisine régionale : ainsi des gratons ou des grillons, sortes de rillettes à base de viandes rissolées et confites dans leur graisse, du gigourit, un civet mêlant sang, gorge, foie et oignons, ou de la sauce de pire, à base de fressure, d'oignons et de vin blanc de pays.
La cuisine saintongeaise intègre tout naturellement de nombreuses recettes à base de « cagouilles », le nom local de l'escargot petit-gris. Animal tutélaire de la Saintonge, il est notamment cuisiné « à la charentaise », c'est-à-dire cuit dans un court-bouillon agrémenté de vin blanc, d'ail et de mie de pain.
Parmi les autres spécialités locales, il convient de noter également les pibales (alevins d'anguille pêchés dans la Gironde, spécialité des villes de Mortagne et de Blaye), les huîtres de Marennes-Oléron, les sardines de Royan, les « thyeusses de gueurnouilles » (cuisses de grenouilles) ou encore la sanglette, une galette préparée à base de sang de poulet et d'oignons cuits.
Les desserts traditionnels sont issus de la cuisine paysanne : millas (gâteau à la farine de maïs, qu'on retrouve dans une grande partie du Sud-Ouest de la France), galette charentaise, au beurre Charentes-Poitou, ou encore merveilles (beignets).
Les vignes de la région servent à la confection d'eaux-de-vie réputées, telles que le pineau des Charentes et plus encore, le cognac. La commune de Saint-Georges-de-Didonne est ainsi intégralement située dans la zone de production des « Bois ordinaires ».

#### Festivals et événements touristiques
- Le festival Humour et Eau salée, créé en 1986 par l'association du même nom dont Jean-Michel Renu, ancien maire de la ville, était le président, a lieu chaque année au mois d'août. Cette manifestation voit traditionnellement des humoristes célèbres se produire au bord de la plage. Le prix Iznogoud y est décerné à une personnalité médiatique symbole du plus beau « flop » de l'année[175].
- Le festival Musique et Gastronomie du Monde est une manifestation annuelle durant laquelle les participants sont invités à découvrir les spécialités culinaires de plusieurs pays du monde. Organisé au mois de juin dans l'enceinte du stade Colette Besson, et depuis 2015 sur les berges du lac d'Enlias, ce festival est également l'occasion de voir se produire sur scène des artistes issus des cinq continents[176].
- La fête du Port, lancée en 2014, se tient aux abords du port de Saint-Georges (jardins du phare de Vallières et promenade Charles-Martel) le dernier dimanche de juin. Elle met à l'honneur les différents sports nautiques pratiqués dans la commune (kayak, stand up paddle, flyboard, jet ski) et est l'occasion d'une grande régate de catamarans, de joutes nautiques, d'un repas en plein air et de concerts.

#### Personnalités liées à la commune

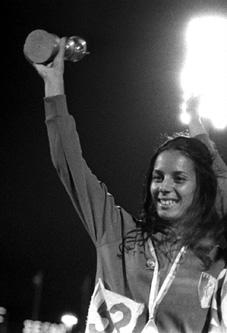
Colette Besson, « La cavale brune », championne olympique du 400 mètres aux Jeux olympiques de Mexico en 1968.

- Jean Charles de Sénecterre (° 11 novembre 1685 † 23 janvier 1771), seigneur, marquis de Brinon-sur-Sandres et de Pisani, baron de Didonne et de Saint-Germain-sur-Vienne dans la Marche, seigneur de Brillac et autres terres en Auvergne, comte de Saint-Victour, maréchal de France.
- Jean Jarousseau (° 25 décembre 1729 † 18 juin 1819), pasteur pendant la période de l'« Église du Désert », il est à la tête de la communauté protestante de Saint-Georges-de-Didonne à partir de 1761. Il est le grand-père d'Eugène Pelletan.
- Odilon Redon, peintre symboliste et coloriste de la fin du XIXe siècle. Il succombe aux charmes du « petit village délicieux » de Saint-Georges au cours de l'année 1898. Il séjournera dans la villa Goa (Hôtel du Printemps) tous les étés durant 10 ans.
- Eugène Pelletan, qui y possédait la propriété de son grand-père, le pasteur du désert Jean Jarousseau.
- Georges Coulon, vice-président du Conseil d'État sous la troisième République, gendre d'Eugène Pelletan, a fait construire une villa à Saint-Georges.
- Jean-Michel Coulon, peintre abstrait, petit-fils de Georges Coulon, inhumé à Saint-Georges.
- Henri Collignon, conseiller d'État, secrétaire général de la Présidence de la République, conseiller municipal de Saint-Georges-de-Didonne à partir de 1912.
- Georges Bonnet, ministre de la IIIe République, venait souvent en vacances, dans la propriété de Jarousseau dont sa femme, Odette Pelletan, avait héritée.
- Fernand Mazade (1861-1939), poète et homme de lettres, mort à Saint-Georges.
- Ernest Albert-Favre, ministre sous la Troisième République, mort à Saint-Georges en 1952.
- Jo Charrier, (né à Saint-Georges le 6 décembre 1911 † 3 mars 2011) artiste musicien qui a fait partie de l'orchestre de Jacques Hélian.
- Jacques Andrieux, (15 août 1917 † 21 janvier 2005), général de l'armée de l'air, Compagnon de la Libération, est mort à Saint-Georges et y est inhumé. Une rue de la commune a été baptisée en son honneur[177].
- Jean Farge, (1er août 1928 † 21 avril 2011), inspecteur général des Finances, ancien secrétaire d'état chargé de la Sécurité sociale, 1979 à 1981, président de la Commission des opérations de bourse, 1988 à 1990, président du PMU, 1990 à 1997, il venait en vacances à Saint-Georges depuis sa naissance dans la maison de famille située en bord de plage.
- Colette Besson, athlète, championne olympique, née à Saint-Georges-de-Didonne en 1946.
- Dominique Bussereau, maire de Saint-Georges-de-Didonne entre 1989 et 2002.
- Bérald Crambes, (né le 5 mai 1987 à Saint-Georges-de-Didonne) est surtout connu pour être le bassiste du groupe BB Brunes.
- Jean-Paul Gonzalez, virologue (né en 1947) qui a grandi dans la commune.
- Henri Tourtet (1899-1945), Compagnon de la Libération, tué en libérant la ville le 15 avril 1945. Une avenue de la commune porte son nom.

### Héraldique
| Blason | Blasonnement : Gironné en douze pièces d'argent et de gueules. Commentaires : Ce blason reprend les armes des seigneurs de Didonne. |

## Pour approfondir